# Seleção Portuguesa de Futebol
A Seleção Portuguesa de Futebol é a equipa nacional de Portugal e representa o país nas competições internacionais de futebol. É gerida pela Federação Portuguesa de Futebol.
A seleção estreou-se oficialmente a 18 de dezembro de 1921 (há 103 anos, 7 meses e 29 dias) contra a Espanha, jogo que acabou 3-1 a favor dos espanhóis. A primeira vitória foi obtida a 18 de junho de 1925, contra a Itália, por 1-0.
A estreia de Portugal na fase final de uma grande competição deu-se em 1966, onde a Seleção das Quinas chegou às meias-finais do Mundial da FIFA, onde seria vencida pela equipa anfitriã, e futura campeã, a Inglaterra. Portugal terminou o torneio em terceira posição, após vencer a União Soviética.
Portugal chegou pela primeira vez à fase final de um Campeonato da Europa em 1984, chegando às meias-finais e perdeu contra o anfitrião do torneio e futuro campeão, França.
Durante várias décadas, a seleção portuguesa não fez parte de um grupo de equipas candidatas a vencer títulos. No entanto, a equipa portuguesa evoluiu, sendo presença constante em quase todas as fases finais de grandes torneios a partir do início do século XXI, fruto da presença na equipa de vários jogadores de classe mundial (incluindo dois vencedores da Bola de Ouro), que representam regularmente os principais clubes europeus. A aposta dos três grandes clubes portugueses - Sporting, Benfica e Porto - na formação de jogadores tem também beneficiado a seleção, cuja média de idades tem vindo a descer.
O primeiro grande título da equipa portuguesa foi conquistado em 2016, quando os portugueses venceram a final do Campeonato da Europa frente à anfitriã França, após vitória no prolongamento com um golo de Éder. 3 anos depois, os portugueses venceram a primeira edição da Liga das Nações da UEFA, após disputarem a final da competição contra a Holanda no Estádio do Dragão. Em 2025, Portugal tornou-se o primeiro bicampeão da Liga das Nações, ao derrotar a Espanha na Allianz Arena em Munique.
Até 2016, a sua melhor prestação em grandes torneios fora a presença na final do Euro 2004, competição da qual foi país anfitrião e que perdeu frente à Grécia. Antes disso Portugal vencera a Skydome Cup em 1995, o seu único troféu a nível sénior até 2016.
A Seleção de Portugal é considerada uma equipa com um futebol latino (semelhante ao que é apresentado pela Espanha, Brasil ou Argentina), baseado na posse de bola, criatividade, perícia e espontaneidade individual, em detrimento da compleição física ou rigidez tática.
Pela seleção portuguesa passaram futebolistas de destaque na história do futebol mundial, como Fernando Peyroteo, José Travassos, Matateu, Germano, Mário Coluna, José Augusto, António Simões, José Águas, Eusébio, Vicente Lucas, Vítor Damas, Manuel Bento, Torres, Fernando Chalana, Fernando Gomes, Carlos Manuel, Humberto Coelho, Paulo Futre, Paulo Sousa, Luís Figo, Vítor Baía, Pauleta, Nuno Gomes, Rui Costa, João Vieira Pinto, Deco, Ricardo Carvalho, Nani, Ricardo Quaresma, Pepe, Cristiano Ronaldo, Bruno Fernandes e Bernardo Silva.
Tradicionalmente o seu maior rival é a vizinha Seleção de Espanha.
A estreia de Portugal na fase final de uma grande competição deu-se em 1966, onde a Seleção das Quinas chegou à meia-final do Mundial da FIFA, onde seria vencida pela equipa anfitriã, e futura campeã, a Inglaterra. Portugal terminou o torneio em segunda posição, após perder para Inglaterra.
O seu estádio oficial é o Estádio Nacional do Jamor, em Oeiras (Lisboa), embora não dispute quase nenhum jogo nesse palco dado encontrar-se obsoleto pelos requisitos da FIFA. Assim, desde o Euro 2004, com a construção e renovação dos 10 estádios, que a Seleção disputa todos os jogos em Portugal nesses recintos espalhados um pouco por todo o país.

## História

### Uma Seleção em Construção (1921 - 1965)

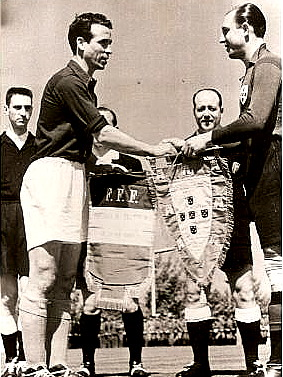
Jogo amigável entre Portugal e França em 1951

Antes da participação nas eliminatórias do Mundial da FIFA de 1958, a seleção portuguesa colecionava apenas derrotas em jogos oficiais, quase todas elas pesadas. Até 1954, a equipa não constituía um problema para quase nenhum adversário, tendo participado apenas em 4 eliminatórias de acesso ao Mundial. Na disputa pelo acesso ao Mundial de 1934, Portugal foi batido pela Espanha por nada menos que 9-0. Nas eliminatórias do Mundial de 1938, Portugal foi eliminado pela Suíça, em jogo único, por 2-1. No acesso ao Mundial de 1950, mais uma eliminação e mais uma goleada perante os espanhóis: 5 -1. Quatro anos mais tarde, para o Mundial de 1954, mais uma derrota por 9 golos, desta feita frente à Áustria.
Nas eliminatórias para o Mundial de 1958, Portugal não conseguiu ainda chegar à fase final. Mesmo assim, alcançou o primeiro êxito notável da sua história, derrotando a Itália por 3-0. Os pontos perdidos pelos italianos neste jogo acabariam por ser decisivos para a Squadra Azzurra: o Mundial de 1958 foi, até 2018, o único em que a seleção italiana não conseguiu chegar à fase final.
No acesso ao Mundial de 1962, ocorre uma situação inusitada: Portugal vence a frágil seleção do Luxemburgo por 6-0, em Lisboa, mas acaba derrotado por essa mesma equipa por 4-2 na segunda mão. O restantes embates desse grupo pautaram-se por um empate por 1-1 e uma derrota de 2-0 contra a Inglaterra, resultados considerados normais perante a forte equipa inglesa, que impediram mais uma vez o acesso à fase final. A evolução da seleção portuguesa estava, contudo, à vista - os anos em que a equipa colecionava maioritariamente derrotas começavam a ficar para trás, como acabou por se confirmar em 1966.

### Os "Magriços" de Eusébio e a Surpresa em Inglaterra (1965 - 1966)

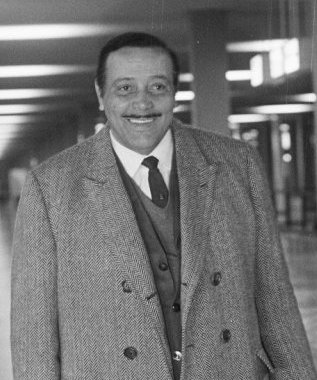
Otto Glória, primeiro treinador estrangeiro a comandar os destinos da seleção.

Portugal qualificou-se pela primeira vez para uma fase final de um Mundial em 1966, evento que decorreu em Inglaterra, deixando a Checoslováquia (vice-campeã em 1962) fora da fase final. Na equipa figuravam vários jogadores que tinham vencido por duas vezes a Taça dos Clubes Campeões Europeus pelo Benfica, como Simões, José Augusto, Coluna e Eusébio. Estes dois últimos eram provenientes da África Portuguesa, que até os anos 1960 não eram muito valorizados no Portugal europeu, mas que passaram a sê-lo através do brasileiro Otto Glória, primeiramente como técnico do Benfica e posteriormente como técnico da seleção. Na fase de grupos, Portugal venceu todos os jogos, derrotando o Brasil (campeão do mundo em título) e a Hungria (semifinalista do Euro 1964) por 3-1, e a Bulgária por 3-0.
Nos quartos de final Portugal defrontou a Coreia do Norte. De nível teoricamente inferior, a equipa norte-coreana surpreendeu os jogadores portugueses ao marcar três golos sem resposta ainda na primeira parte. Portugal acabou por dar a volta ao marcador, vencendo a partida por 5-3. Eusébio foi o grande herói da partida ao marcar quatro golos. Ao finalizar cada golo, o jogador não festejou, optando por correr a ir buscar a bola ao fundo da baliza e repondo-a no meio campo, um gesto que inspiraria gerações futuras de jogadores e que passou a ser comum em situações semelhantes. José Augusto marcou o quinto e último tento.
Na semifinal Portugal viria a ser derrotado pela seleção anfitriã e futura campeã, Inglaterra. Bobby Charlton foi a figura de destaque do encontro, ao marcar dois golos. Eusébio ainda reduziu, de penálti, mas tarde demais para poder alterar o rumo da partida.
No jogo para definir a terceira posição, Portugal venceu a União Soviética por 2-1, terminando em 3.º lugar. Torres marcou o golo da vitória aos 89 minutos.
Esta seria até hoje a melhor prestação de Portugal num campeonato mundial de futebol. Eusébio acabaria o torneio como melhor marcador, com nove golos. A equipa foi recebida em festa pelos portugueses, tendo os seus jogadores sido alcunhados de "magriços" segundo uma famosa história contada por Luís de Camões.

### Período de Estagnação e o "Brilharete" na Taça Independência (1966 - 1982)

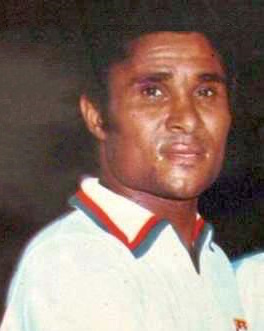
Eusébio em 1972

Apesar da exibição notável no mundial de 1966, a Seleção não conseguiu dar seguimento a essa prestação, conseguindo qualificar-se para a fase final de uma grande competição apenas 18 anos depois. Durante este período a seleção portuguesa acabava por perder quase sempre jogos importantes contra adversários do seu grupo, acabando por ficar fora dos lugares de acesso à fase final. Esta fase viu também muitas figuras importantes da geração dos "magriços", como Eusébio, Coluna e José Águas atingirem a idade da reforma, enquanto que outros, como Fernando Chalana e Rui Jordão começavam a despontar. Apesar disso, Portugal conseguiu chegar à final da Taça Independência, um torneio de 20 equipas organizado em 1972 que assinalou os 150 anos da independência do Brasil. Portugal venceu quase todos os jogos em que participou, empatando somente contra o Uruguai, mas na final disputada no estádio do Maracanã, o Brasil levaria a melhor sobre os portugueses, com um golo de Jairzinho aos 89'

### "Os Patrícios" em França e o Escândalo de Saltillo (1982 - 1986)

#### Euro 1984
Uma nova geração de jovens futebolistas despontava entre os três grandes do futebol português, incluindo Fernando Chalana, Fernando Gomes, Jordão e Jaime Pacheco, entre outros.
Na qualificação para a 7.ª edição do Europeu, Portugal defrontou a Finlândia, a Polónia e a União Soviética. Com cinco vitórias, Portugal ficou em 1º lugar, 1 ponto à frente da União Soviética, levando Portugal pela primeira vez a disputar a fase final de um Europeu. Os jogadores desta equipa ficaram conhecidos como "Os Patrícios", a partir do nome dado à mascote da seleção desenhada por Raul de Carvalho.
Orientada por Fernando Cabrita, a Seleção jogou no Grupo B, juntamente com a Espanha, a Roménia e a Alemanha Ocidental. Os dois primeiros jogos saldaram-se por empates por 0-0 e 1-1 frente à Alemanha Ocidental e à Espanha, respetivamente. Uma vitória por 1-0 frente à Roménia no último encontro do grupo ditou a passagem das Quinas às semifinais, onde defrontou a França, país anfitrião, no Stade Vélodrome, em Marselha. O jogo foi um dos mais emocionantes de sempre da equipa portuguesa. Após um golo de Domergue aos 24', Jordão empatou aos 74', levando a partida para prolongamento. No início do mesmo, aos 98 minutos, Jordão bisou, colocando Portugal na frente e a um passo da final. No entanto, a pressão tomou conta da equipa portuguesa, que acabou por sofrer dois golos franceses em rápida sucessão, por Domergue e Platini, aos 114 e aos 119 minutos. França acabaria por vencer o torneio, na final disputada contra Espanha.

#### Mundial da FIFA 1986
Na senda da boa participação no Europeu dois anos antes, Portugal voltaria a qualificar-se para um Campeonato do Mundo em 1986. Carlos Manuel foi o herói da qualificação, ao marcar um grande golo contra a Alemanha em Estugarda que deu a vitória decisiva aos portugueses, regressando assim a um mundial 20 anos depois. No entanto, a seleção acabou por desiludir os adeptos ao não passar da primeira fase. A Seleção começou por vencer a Inglaterra por 1-0, perdendo os dois últimos encontros frente à Polónia e a Marrocos por 1-0 e 3-1, respetivamente.

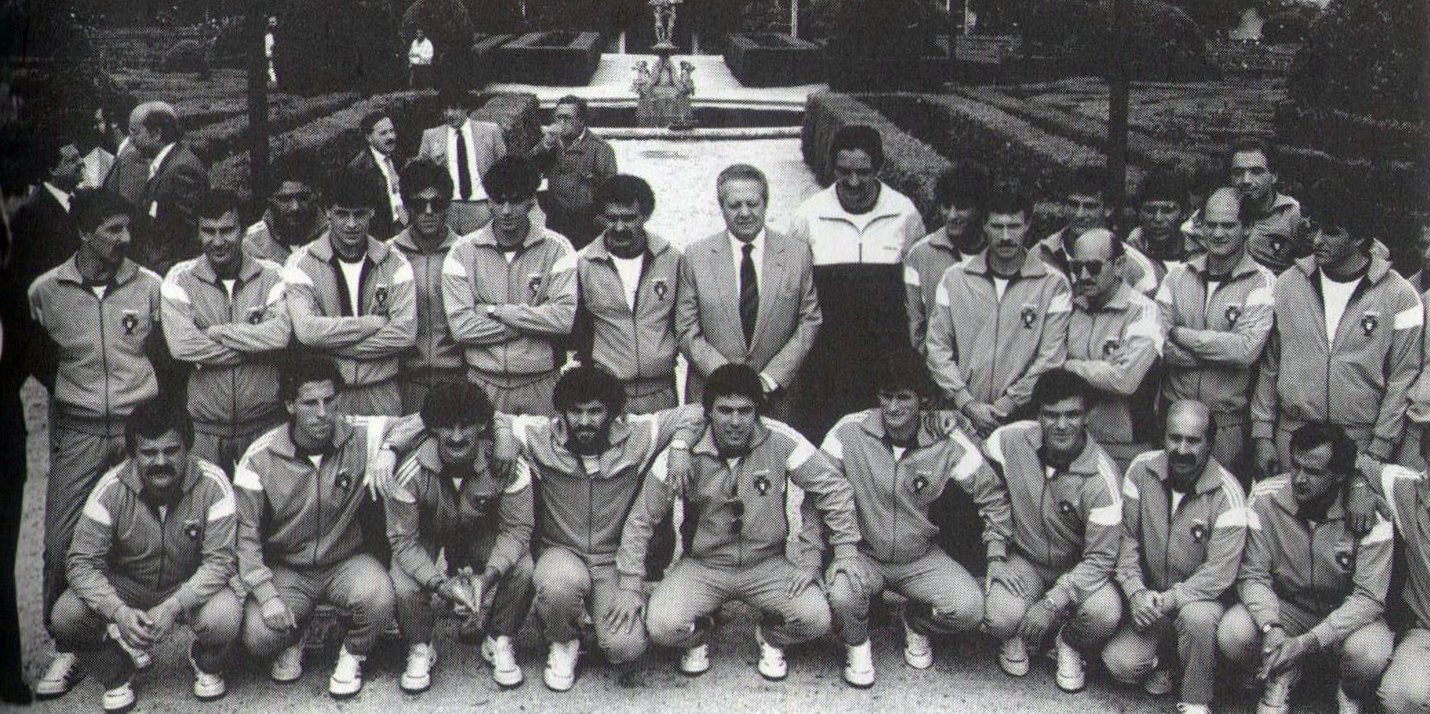
A seleção com o Presidente da República Mário Soares antes da viagem para o México 86.

Estes resultados decepcionantes acabariam por ser uma extensão da situação que ficaria conhecida como o Escândalo de Saltillo, um caso sem precedentes em que os jogadores da seleção se insurgiram contra a estrutura da Federação Portuguesa de Futebol. O mau ambiente dentro da seleção tinha sido já sentido dois anos antes, durante o Euro 84 em França. No entanto, o bom resultado dos portugueses atenuara estes atritos, que derivavam sobretudo da inexperiência da FPF em lidar com a logística de levar a seleção a um grande torneio e da forma como Sporting, Benfica e Porto influenciavam as convocatórias dos seus jogadores, que acabavam por rivalizar dentro da própria equipa. Segundo Diamantino, esta rivalidade não existiu durante o estágio de 1986, no entanto o distanciamento com a estrutura da FPF acentuou-se após os jogadores tentarem negociar a implementação de prémios de jogo, sem nenhuma decisão ter sido tomada até à data da partida.
Tudo começou na viagem de ida, em que a Seleção das Quinas teve de efectuar várias escalas de avião pela Europa e EUA até chegar ao seu centro de estágios, em Saltillo, passadas quase 24 horas de percurso. A comitiva da FPF ficou hospedada na Cidade do México, deixando apenas um representante, Amândio Carvalho, em Saltillo. Os portugueses viajaram para o México quase um mês antes do início da competição como estratégia para se habituarem a jogar em grande altitude e cedo um clima de saturação substituiu a euforia da chegada. Agastados pela monotonia de Saltillo e pelo distanciamento da Federação, os jogadores começaram a queixar-se de falta de condições do hotel que não estava preparado para o estágio de uma seleção internacional. Para além de não ter uma sala de reuniões digna desse nome - os encontros da equipa faziam-se à volta da piscina - o hotel não permitia a privacidade da equipa face à comunicação social, que de resto privou livremente com os jogadores durante todo o estágio. As condições de treino eram também impróprias - o campo de jogo de Saltillo situava-se inclusive numa encosta e tinha um piso impraticável, o que fez com que a seleção se tivesse de treinar num complexo desportivo público em Monterrei, partilhando o balneário com os outros utentes. Um dos jogos particulares, originalmente planeado com a seleção do Chile, acabou por ser disputado contra cozinheiros e funcionários de um hotel, dada a recusa da Federação em pagar um cachet aos chilenos. No dia de um dos jogos de preparação, a seleção deslocou-se ao complexo de Monterrei apenas para constatar que os adversários, uma equipa local, não chegaram a comparecer.

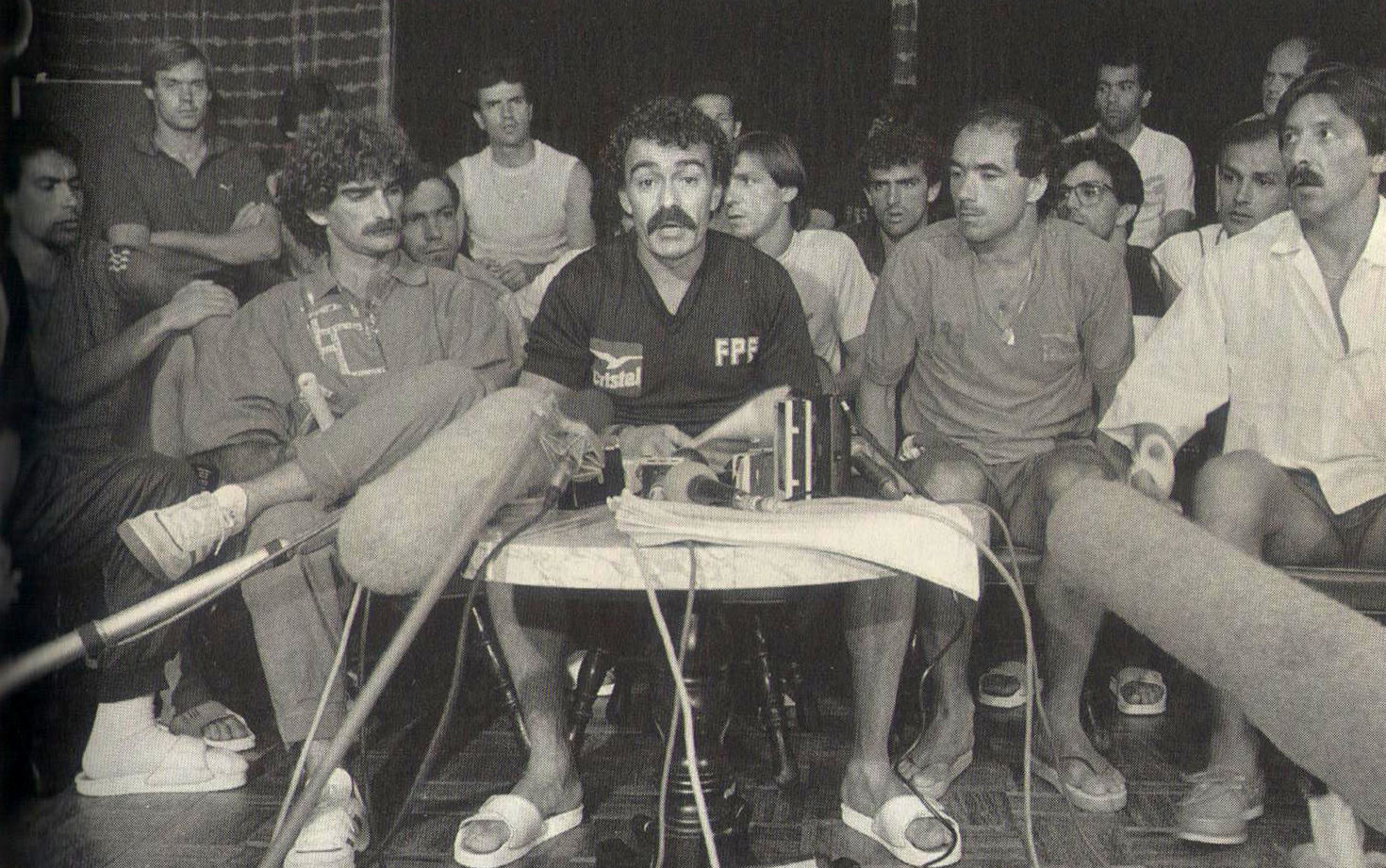
O capitão da seleção Manuel Bento lê o comunicado dos jogadores exigindo negociações com a FPF.

Perante estas condições e o amadorismo da organização, os jogadores reivindicaram uma parte das receitas derivadas das ações promocionais onde eram obrigados a participar, algo que a FPF recusou, dado que as verbas tinham sido acordadas meses antes. A Federação nunca cedeu e os jogadores por seu turno, treinaram com os equipamentos do avesso, de forma a ocultar as marcas que os patrocinavam. Vários foram também os casos em que os jogadores se envolveram em festas. Bobby Robson, à data treinador de Inglaterra, que estagiava também em Saltillo, confessou que "nunca tinha visto nada assim".
Apesar disto, o clima dentro da equipa era positivo, e o primeiro jogo, que resultou numa vitória contra a Inglaterra, cimentou o otimismo dentro do plantel e perante os adeptos. O ânimo começou a fraquejar quando, dois dias antes do jogo contra a Polónia, Bento, capitão da equipa e um dos líderes do grupo, se lesionou gravemente num treino. A segurança dos jogadores dentro do campo foi afetada com a sua ausência, e os portugueses não evitaram a derrota. 
Apesar de um empate bastar contra Marrocos para seguir em frente, a seleção concedeu um resultado final de 3-1 para a equipa do norte de África, regressando de forma prematura a casa.

### Reconstrução da Seleção (1986 - 1994)
Após o afastamento do Mundial, as consequências foram pesadas: o selecionador José Torres demitiu-se e uma série de jogadores foram afastados da equipa, que durante dois anos contou com um leque de opções secundárias. A reconstrução foi gradual, e Portugal só se voltaria a qualificar para um grande campeonato de seleções dez anos depois. Na qualificação para o Euro 88, Portugal foi colocado no mesmo grupo da Suécia e Itália, perdendo os dois jogos com a equipa transalpina e empatando em casa com os suecos. Para o Mundial de 1990, os portugueses tinham de vencer a Checoslováquia no último jogo, disputado no Estádio da Luz, mas empataram 0-0, ficando em terceiro lugar no grupo. Na disputa da presença no Euro 1992, os portugueses até venceram o primeiro jogo contra a Holanda, campeã da europa em título, mas concederam uma derrota contra a Grécia que os deixou fora do primeiro lugar.

### A "Geração de Ouro" (1994 - 2003)

#### Mundial da FIFA 1994

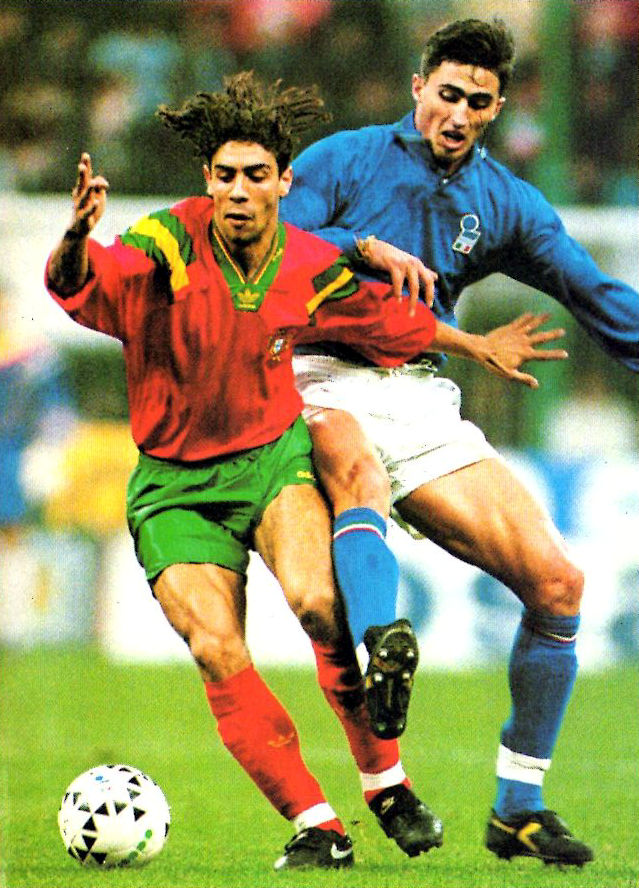
Rui Costa a disputar um lance com Dino Baggio, no encontro decisivo contra a Itália em San Siro.

A qualificação para a fase final do Mundial de 1994 nos EUA representou a primeira oportunidade para uma nova geração de jogadores portugueses poder marcar presença numa grande competição de seleções AA. Este grupo de jovens jogadores foi apelidado de "Geração de Ouro" pela conquista de dois campeonatos mundiais de sub-20 consecutivos, na Arábia Saudita e em Portugal, em 1989 e 1991. Nela se destacaram, entre outros, Luís Figo, Rui Costa, João Vieira Pinto e Fernando Couto. Todavia, a poderosa equipa da Itália (que acabaria por chegar à final contra o Brasil) também fazia parte do grupo e Portugal ficaria pelo caminho no derradeiro jogo contra a seleção transalpina, em Milão. Este resultado foi também fruto da boa prestação da Suíça, que não chegou a perder com os italianos, tendo ficado em segundo lugar do grupo. Após a partida, Carlos Queirós, antes treinador bicampeão da seleção de Sub-20 e que já falhara como selecionador o apuramento para o Europeu 1992, afirmou ainda no relvado que "a porcaria toda que existe dentro da Federação tem de ser varrida de uma vez para sempre" , declarações polémicas que foram seguidas do seu afastamento do cargo de selecionador.

#### Euro 1996
Após o desaire no acesso ao Mundial e já com António Oliveira aos comandos, a seleção qualificou-se finalmente para a 10ª edição do Campeonato Europeu, ao terminar o grupo de qualificação com 23 pontos, 6 mais que a segunda classificada, a Irlanda. Em Janeiro de 1995, Portugal conquistara com uma equipa alternativa aquele que até 2016 seria o seu único título a nível sénior, a SkyDome Cup, pequeno torneio de três equipas disputado em Toronto.

As equipas iniciais de Portugal e República Checa nos quartos de final do Euro 96.

O primeiro jogo da fase final do torneio viu Portugal empatou 1-1 com os detentores do título europeu, a Dinamarca, com golos de Ricardo Sá Pinto e Michael Laudrup, venceu frente à Turquia por 1-0 com um golo de Fernando Couto, e por 3-0 frente à Croácia, com golos de Luís Figo, João Vieira Pinto e Domingos Paciência. Nos quartos de final, a seleção ficou pelo caminho contra a República Checa, que derrotou os portugueses por 1-0 com um "chapéu" de Karel Poborský a Vítor Baía.

#### Mundial da FIFA 1998
Apesar deste ser o momento mais promissor para que "Geração de Ouro" brilhasse, a mesma não deu seguimento ao "quebrar de jejum" de 1996 e falhou o apuramento para o Campeonato Mundial de 1998 em França, que foi, até hoje, a última fase final de um campeonato de seleções que não contou com a equipa portuguesa. O jogo mais memorável desta fase de qualificação foi, pelas piores razões, o empate com a Alemanha por 1-1. Rui Costa, já com um cartão amarelo, preparava-se para ser substituído por Sérgio Conceição, mas foi expulso pelo árbitro Marc Batta com um segundo cartão amarelo por alegadamente demorar demasiado tempo a sair de campo, perante os olhares incrédulos da equipa e adeptos portugueses. Foi a primeira e única vez em toda a carreira que Rui Costa viu um cartão vermelho. Nessa altura a equipa portuguesa ganhava 1-0 depois de um grande golo de Pedro Barbosa, e com um jogador a menos não conseguiu evitar o golo alemão, desperdiçando uma preciosa vantagem pontual perante a Ucrânia, que acabaria por se apurar em segundo lugar. O selecionador dessa campanha tinha sido Artur Jorge, que posteriormente foi substituído por Humberto Coelho.

#### Euro 2000
No apuramento para a 11ª edição do europeu, cuja fase final foi organizada conjuntamente entre Bélgica e Holanda, Portugal qualificou-se como melhor segundo colocado, 1 ponto atrás da Roménia, contra a qual perdeu por 1-0 no jogo de apuramento realizado no Estádio das Antas, no Porto. As estrelas desta geração de jogadores eram Luís Figo, Rui Costa, Vítor Baía (capitão de equipa) e João Vieira Pinto.
Embalada por uma fase de apuramento que a viu aplicar várias goleadas (incluindo 7-0 ao Azerbeijão e 8-0 ao Liechtenstein), a equipa de Portugal protagonizou uma fase de grupos memorável. O primeiro jogo foi travado contra Inglaterra, e começou da pior maneira: aos 3' Paul Scholes rematou de cabeça para o fundo das redes, seguido de Steve McManaman, aos 18'. Apesar do resultado negativo, a equipa não baixou os braços. Aos 22', Luís Figo desferiu um potente remate à meia distância sem hipóteses de defesa, e ainda na primeira parte João Pinto mergulhou na área entre os defesas, marcando um espetacular golo de cabeça após centro de Rui Costa. Aos 59', a reviravolta foi consumada através de um golo de Nuno Gomes, fixando o resultado em 3-2 para a euforia dos adeptos lusos que apoiavam a equipa no Philips Stadion, em Eindhoven.

O jogo seguinte com a Roménia, adversário com quem partilhara o grupo de apuramento, foi pautado pelo equilíbrio. Aos 94 minutos, o marcador continuava a zeros. Na última jogada de ataque, Costinha saltou mais alto, marcando de cabeça o golo da vitória após um livre marcado por Figo e qualificando Portugal para a fase seguinte. O resultado permitiu alinhar sem os habituais titulares no último jogo, contra a Alemanha. 

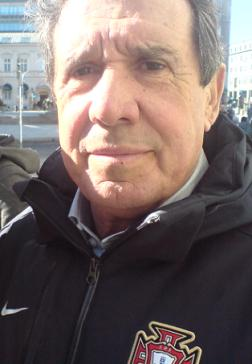
Humberto Coelho, selecionador de Portugal na campanha do Euro 2000

Surpreendentemente, a equipa portuguesa venceu por 3-0 com um inesperado hat-trick de Sérgio Conceição. A título de curiosidade, foi esta derrota pesada que impeliu uma reestruturação profunda e a longo prazo na seleção alemã, com o sucesso que hoje se conhece.
Os quartos de final viram a Seleção das Quinas vencer a Turquia de forma convincente por 2-0, com mais 2 golos de Nuno Gomes. O guardião Vítor Baía defendeu também um penálti que poderia ser decisivo.
Ditou o destino que a semifinal fosse de novo frente à França, adversário que eliminara Portugal no prolongamento da semifinal de 1984. Nuno Gomes inaugurou o marcador com um grande remate de fora da área, com Thierry Henry a igualar já no decorrer da 2ª parte. Como em 1984, seria preciso de novo um prolongamento para decidir o vencedor. Durante o mesmo, Abel Xavier tocou a bola com a mão dentro da grande área portuguesa após um remate à queima roupa de Henry. Inicialmente o austríaco Gunter Benko concedeu canto, porém depois de consultar o seu árbitro assistente, concedeu penálti aos franceses. Zinedine Zidane converteu o penálti, batendo Vítor Baía e dando a vitória por 2-1 aos franceses, sob as regras (na altura em vigor) do golo de ouro. No calor do momento, e de cabeça perdida, vários jogadores confrontaram o árbitro da partida por ter mudado de decisão. No fim, foram atribuídas suspensões de vários meses a Abel Xavier, Nuno Gomes e Paulo Bento por alegadamente terem agredido um árbitro de linha. Luís Figo, em entrevista após o jogo, demonstrou o seu desagrado perante a arbitragem, lamentando a forma como os países pequenos saem sempre prejudicados nas decisões arbitrais. Após o torneio, Humberto Coelho colocou o seu lugar à disposição, tendo António Oliveira regressado ao cargo de selecionador.

#### Mundial da FIFA 2002
A seleção nacional qualificou-se diretamente para o Campeonato do Mundo de 2002, não perdendo nenhum jogo durante o apuramento e deixando inclusive a Holanda fora da fase final. Foi a única vez que a forte seleção holandesa deixou de se qualificar para o Mundial desde 1990. Nuno Gomes esteve em grande destaque durante esta fase, chegando a marcar 4 golos num só jogo, frente a Andorra. Portugal também protagonizou uma partida insólita contra Angola no Estádio de Alvalade: o jogo, supostamente amigável, terminaria antes dos 90' por falta de jogadores angolanos em campo, após três expulsões e uma lesão na equipa africana. Após a boa exibição no Euro 2000 e do aparente bom momento da equipa, a expectativa era grande. No entanto, os resultados foram dececionantes. Incluindo um estágio da seleção em Macau rodeado de polémica devido a supostas saídas à noite de vários membros da equipa, a convocatória de António Oliveira surpreendeu tudo e todos, ao colocar Pauleta a ponta de lança (em detrimento de Nuno Gomes, que fora um dos protagonistas do apuramento) e Vítor Baía na baliza, quando o guardião tinha falhado praticamente toda a fase de qualificação por lesão e as boas exibições de Ricardo tinham tomado conta da baliza nacional. Daniel Kenedy foi convocado apesar de não ter jogado um único jogo pela seleção, apenas para ser excluído da equipa pouco depois, fruto de um controlo antidoping. Foi também notório que Luís Figo, uma das estrelas da equipa, estava com visíveis dificuldades físicas, após uma temporada desgastante em que venceu a Liga dos Campeões pelo Real Madrid.
Em 2022, Abel Xavier recordou o estágio em Macau, considerando um "erro crasso" o facto da seleção ter passado um mês na ex-colónia portuguesa, já que, nas palavras do próprio, as condições climatéricas condicionaram os jogadores e afetaram a equipa do ponto de vista físico. 
O primeiro jogo, um embate com os EUA, deu azo a várias críticas ao pautar-se por uma derrota por 3-2. Apesar disso, ainda havia esperança na recuperação, que até ganhou alento para o jogo seguinte, que viu Portugal golear a Polónia por 4-0 (incluindo um hat-trick de Pauleta).
O último jogo tinha como adversário um dos países anfitriões, a Coreia do Sul. Para avançar para os oitavos de final, a seleção apenas precisava de empatar, após a derrota dos EUA com a Polónia. A equipa da casa viu várias faltas passar em claro, enquanto que João Pinto foi expulso num lance muito polémico, após ter uma entrada dura sobre um adversário. Ao reagir à expulsão direta ditada pelo árbitro argentino Ángel Sanchez, o jogador perdeu a cabeça, golpeando-o no tórax, o que lhe custou posteriormente uma suspensão prolongada, que levou a que este fosse o último jogo que fez com a camisola das quinas. Posteriormente, também Beto viria a ver o segundo cartão amarelo, deixando Portugal reduzido a 9 unidades a tentar manter o resultado empatado a zero. Sem sucesso: a Coreia do Sul acabou por marcar com um golo de Park, recém contratado pelo Manchester United, afastando assim a chamada "geração de Ouro" do sonho da conquista de um Mundial e suscitando um coro de críticas perante a gestão da equipa e dos jogadores (falou-se na altura de um desentendimento relativo aos prémios de jogo, à imagem dos acontecimentos de 1986).
António Oliveira foi afastado pouco depois, tendo a Seleção ficado em gestão interina até à contratação de Luiz Felipe Scolari, que acabara de se sagrar Campeão do Mundo com o Brasil.

### A Era Scolari (2003 - 2008)

#### Euro 2004 em casa e a primeira final

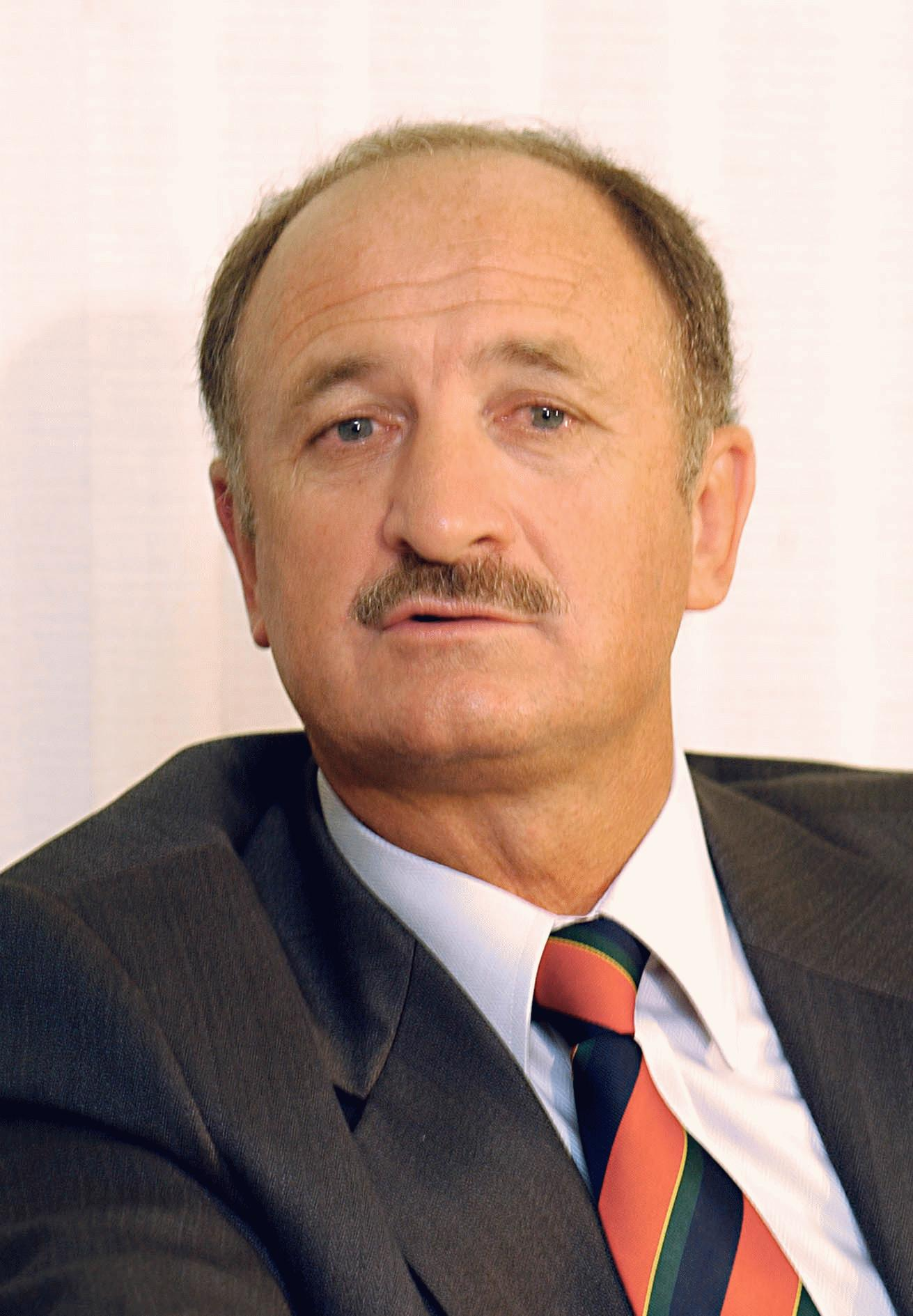
Luis Felipe Scolari, seleccionador de Portugal entre 2003 e 2008.

Portugal fora escolhido em 1999 para organizar o Campeonato Europeu de Futebol de 2004. Como país-sede, qualificou-se automaticamente, realizando uma série de encontros amigáveis, entre os quais se contaram vários jogos pouco conseguidos (incluindo uma derrota a 3 golos com Espanha e outra por 3-1 com Itália) e várias críticas às escolhas de Scolari mas também algumas surpresas, como a vitória frente ao Brasil, graças a um golo de Deco, jogador brasileiro naturalizado português. 
Apesar do ambiente festivo, o jogo de abertura contra a Grécia no recém-inaugurado Estádio do Dragão viu a seleção perder por 2-1, tendo como titulares vários jogadores que não tinham alinhado nos últimos jogos de preparação e cuja exibição coletiva não deslumbrou. A título de curiosidade, o golo de Portugal foi o primeiro marcado por Cristiano Ronaldo com a camisola das quinas. O jogador tornar-se-ia em 2013 o melhor marcador de sempre da seleção e chegaria em 2018 aos 85 golos, destronando Ferenc Puskás como melhor marcador europeu de sempre por seleções. Scolari anunciou que a partir daí a equipa estava numa situação de "mata mata", e reformulou por completo a lista de titulares, criando um 11 em que se contavam vários jogadores vencedores da Liga dos Campeões de 2004 pelo Futebol Clube do Porto, nomeadamente Ricardo Carvalho, Maniche, Deco, Nuno Valente e Costinha. De notar que Vítor Baía, guardião dessa mesma equipa do Porto e outrora um dos capitães da seleção, não foi convocado pelo selecionador em nenhum dos jogos que orientou por Portugal.
No Estádio da Luz, este "plantel renovado" bateu a Rússia por 2-0, com golos de Rui Costa e Maniche. Portugal assumiu a liderança do jogo desde o início, e Maniche abriria o marcador aos 7 minutos. Antes do intervalo, o guarda-redes Ovchinnikov seria expulso. O golo de Rui Costa aos 69 minutos, após jogada de entendimento com Cristiano Ronaldo, selaria o resultado e o destino da equipa russa no torneio. O jogo contra Espanha decorreu no Estádio José Alvalade, com ambas as equipas obrigadas a vencer. Portugal foi mais feliz, vencendo por 1-0 com um golo solitário de Nuno Gomes. Terminando em primeiro lugar, a equipa avançou para os quartos de final onde defrontou o 2.º classificado do Grupo B, a Inglaterra.

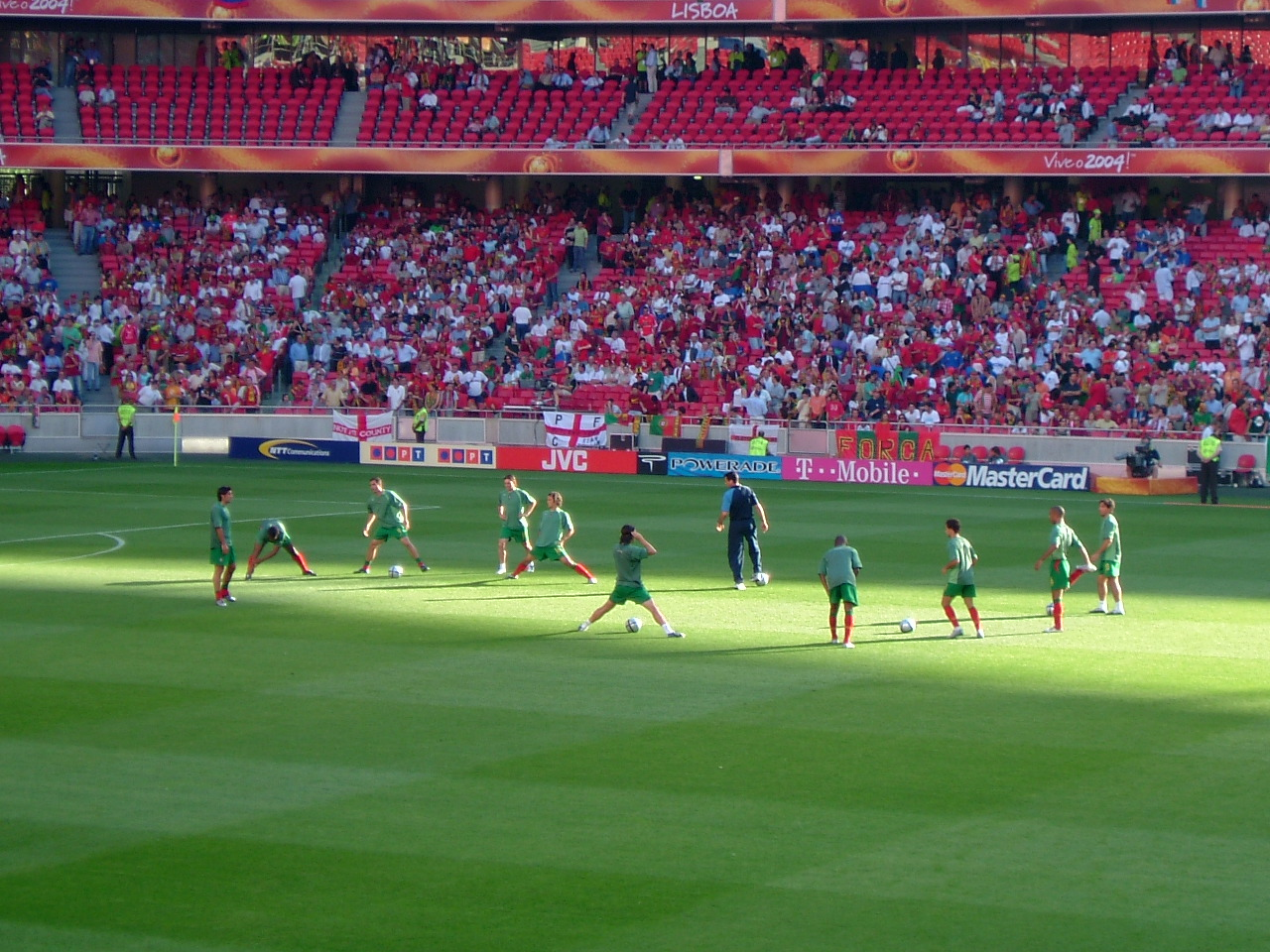
A equipa titular de Portugal no encontro contra a Rússia, durante a fase de grupos do Euro 2004.

Este jogo, decorrido no Estádio da Luz, é um dos mais memoráveis de sempre da seleção, que começou o jogo praticamente a perder, após um golo madrugador de Michael Owen. Perto do final, um cabeceamento certeiro de Hélder Postiga levou o jogo para o prolongamento. Ainda antes do final dos 90 minutos, a Inglaterra viu ainda um golo ser-lhe anulado, por alegada falta sobre Ricardo. Durante o tempo extra, Rui Costa arrancou desde o meio campo com a bola nos pés, rematando de fora da área e fazendo o 2-1 de forma espetacular, levando ao delírio os adeptos portugueses. Com a vitória à vista, Portugal não conseguiu evitar porém o empate após remate de Lampard, acabando por levar a decisão da partida para as grandes penalidades. Estas foram marcadas por um remate falhado de David Beckham e outro de Rui Costa. O guarda-Redes Ricardo assumiu-se como o herói da partida, ao defender a grande penalidade de Darius Vassel sem luvas e convertendo o golo da vitória logo a seguir, conquistando a vitória após muito sofrimento.
De novo na semifinal de um campeonato europeu, Portugal veio a defrontar outra grande potência do futebol mundial, a Holanda. A Seleção das Quinas colocou-se em vantagem com golos de Cristiano Ronaldo aos 26 minutos e de Maniche aos 58. Este último foi considerado por muitos o melhor golo do campeonato, um remate em curva de fora da área sem hipóteses de defesa para o guardião Van Der Sar. Ainda antes do final da partida, o defesa Jorge Andrade marcou um autogolo e Deco falhou um golo isolado em frente ao guarda-redes. O apito final do árbitro Anders Frisk, levou o Estádio José Alvalade ao rubro quando se confirmou a passagem de Portugal pela primeira vez à final de uma grande competição de seleções seniores.

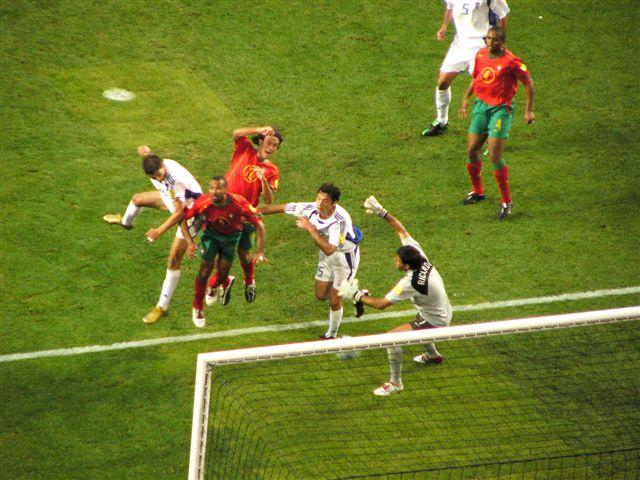
O golo de Charisteas na final do Euro 2004, que deu a vitória à Grécia

O jogo da final foi disputado no Estádio da Luz e Portugal veio a defrontar, nada mais nada menos, que a equipa que o tinha derrotado no jogo de abertura, a Grécia. Apesar do ambiente de euforia e da confiança nacional no triunfo após as várias boas exibições de Portugal, a equipa grega tinha vindo a mostrar durante o campeonato que fora uma das surpresas do torneio e merecia estar na final, tendo eliminado os anteriores campeões da França nos "quartos" e a República Checa no prolongamento da meia-final, ambos pelo mesmo resultado: 1-0. Anulando com mestria e com muito sangue frio as ofensivas da equipa da casa, os Gregos conseguiram finalmente chegar ao golo, por Charisteas, que aos 57' sentenciou a partida cabeceando para as redes na sequência de um canto, gelando o Estádio da Luz e deixando toda uma nação em trauma. Até ao fim do jogo, a reação de Portugal foi incapaz de virar o resultado. No final, os gregos fizeram a festa, sagrando-se improváveis campeões europeus apenas na sua segunda participação num campeonato da Europa. Já Portugal guardou o pesado marco de ser o primeiro e único país anfitrião a perder uma final do Europeu em casa. Durante o comentário do jogo para o canal de TV desportivo brasileiro SporTV, Alex Escobar apelidou a derrota de "Maracanaço português" - corretamente, pois na história dos Campeonatos Mundiais e Europeus apenas 3 vezes o país anfitrião fora derrotado na final da competição (Brasil-1950, Suécia-1958 e Portugal-2004). 12 anos depois seria a própria seleção portuguesa a acrescentar mais um país a esta lista, conquistando o Euro 2016 contra a França em pleno Stade de France. No fim do Euro 2004, dois capitães da equipa, Rui Costa e Fernando Couto, terminaram a sua carreira internacional. Luís Figo anunciou uma pausa na sua participação na equipa. Scolari honrou o contrato que tinha até 2006, permanecendo no seu posto como selecionador.

#### Mundial da FIFA 2006

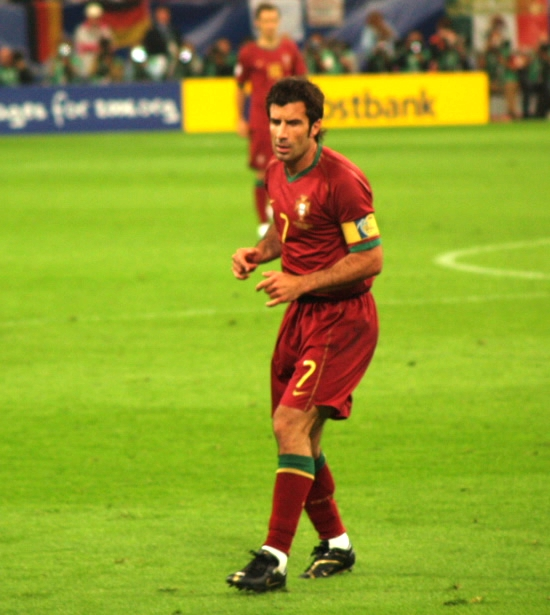
Figo pela Seleção Portuguesa no Campeonato do Mundo de 2006

Na senda do bom momento da equipa, Portugal qualificou-se sem grandes problemas para a fase final do Mundial de 2006, a disputar na Alemanha. Durante a qualificação, a seleção não sofreu qualquer derrota e empatou apenas dois jogos, tendo inclusive protagonizado várias goleadas (4-0 à Estónia, 3-0 à Letónia, 6-0 ao Luxemburgo e 7-1 à Rússia). Luís Figo, que durante alguns meses suspendera a sua participação na seleção, regressou pouco antes da fase final. O sorteio da fase de grupos ditou um grupo acessível, tendo como adversários Angola, Irão, e México, tendo Portugal confirmado o seu favoritismo, ganhando os três jogos e sofrendo apenas um golo.
Nos oitavos de final, Portugal voltou a encontrar a Holanda, na Arena de Nuremberga. O jogo foi extremamente atípico, e é até hoje a partida com mais cartões amarelos de toda a história dos campeonatos mundiais, tendo ficado conhecido como a "Batalha de Nuremberga", pela quantidade recorde de faltas e cartões. Foram mostrados pelo árbitro Valentin Ivanov nada mais nada menos do que 16 cartões amarelos. Deco, Costinha, Van Bronckhorst e Boulahrouz acabaram todos por ver o cartão vermelho, por acumulação. Cristiano Ronaldo, já na altura uma das maiores estrelas da equipa, foi forçado a sair lesionado ainda na primeira parte, após falta dura de Boulahrouz. O resultado final acabaria por fixar-se em 1-0, após um golo de Maniche aos 23' e ainda com a seleção holandesa a enviar um remate à trave.

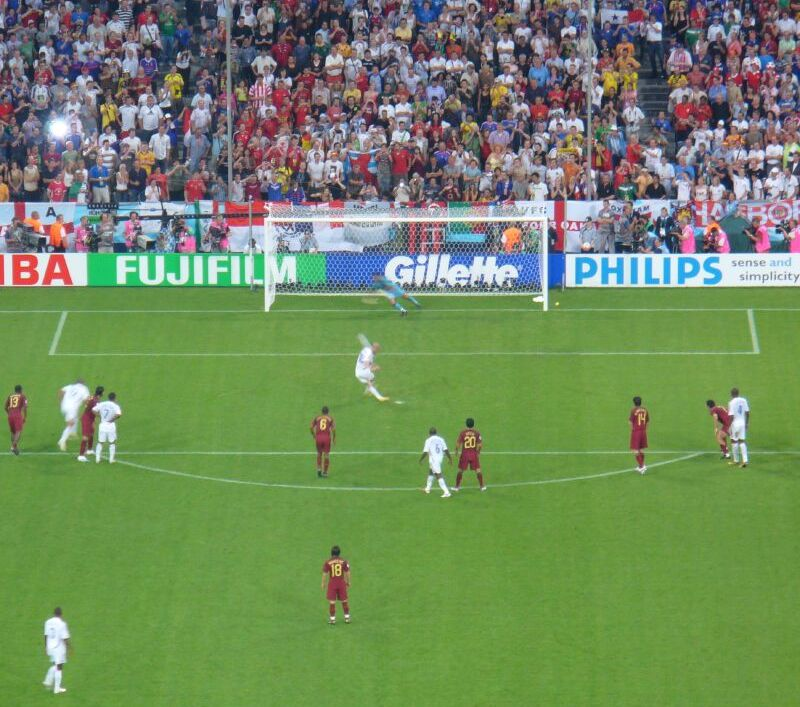
Zinedine Zidane marca o penálti decisivo contra Portugal nas meias-finais do Mundial 2006.

Nos quartos de final, Portugal encontrou de novo a Inglaterra, que viu neste jogo a oportunidade de se "vingar" do memorável embate dois anos antes em Lisboa. Com o marcador a zeros após o prolongamento, o destino do jogo foi de novo entregue à "lotaria" dos penáltis. Apesar de Petit e Hugo Viana terem ambos falhado as suas grandes penalidades, Ricardo foi mais uma vez o herói do jogo, defendendo 3 grandes penalidades - a única vez que tal aconteceu numa fase final de um mundial. Após esse jogo, Scolari anunciou a renovação do seu contrato como selecionador, permanecendo para a campanha do Euro 2008.
Os adeptos portugueses acalentavam o sonho cada vez mais palpável de atingir de novo uma final e Scolari o de atingir o feito inédito de conseguir ganhar o campeonato duas vezes seguidas, mas Portugal acabou por ficar pelo caminho no jogo contra um "carrasco" habitual - a França, equipa contra a qual não conseguia ganhar desde 1975. A partida acabou a 1-0, após um penálti marcado por Zidane aos 33 minutos.
No jogo para definir o 3.º classificado, Portugal defrontou a Alemanha, jogo que perdeu por 3 - 1 (hat-trick de Bastian Schweinsteiger), terminando a competição em 4.º lugar.
Luís Figo, recordista de presenças, e Pauleta, melhor marcador até então, disseram ambos adeus à seleção no final do campeonato.

#### Euro 2008
A qualificação para o Euro 2008, realizado conjuntamente entre Áustria e Suíça, pautou-se pelo grande número de empates, que deixaram a equipa em segundo lugar do grupo, atrás da Polónia, que foi de resto a responsável pela sua única derrota nesta fase. Na fase final, Portugal entrou melhor, vencendo os seus dois primeiros jogos, primeiro contra a Turquia por 2-0, e depois contra a República Checa por 3 - 1, garantindo prematuramente a passagem aos quartos de final.

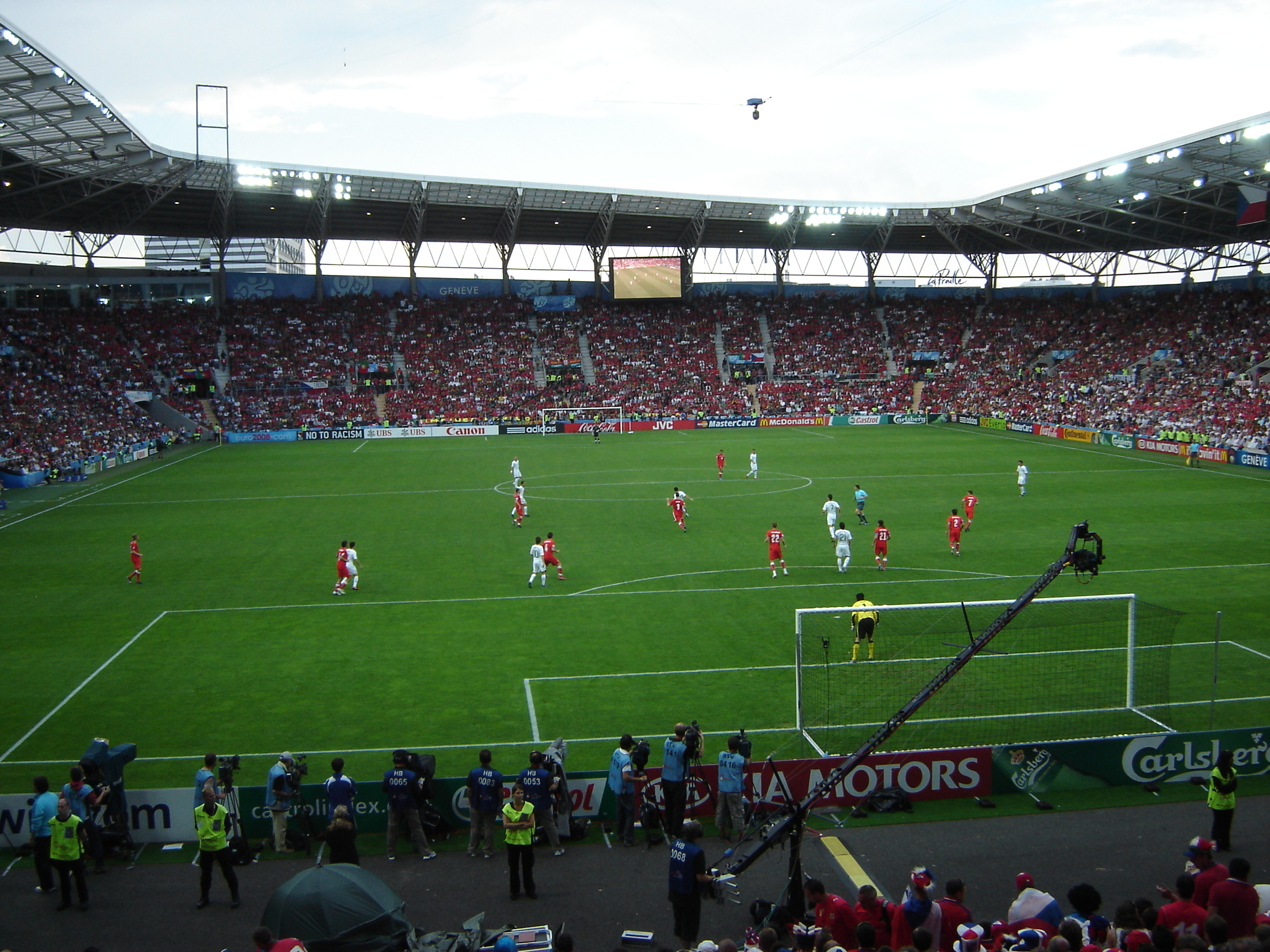
Portugal - República Checa no Euro 2008

No jogo contra a Suíça, Scolari decidiu usar a equipa de reserva, deixando de fora os habituais titulares, visto que o resultado desta partida era indiferente. A Suíça acabou por vencer por 2-0, porém a arbitragem foi muito controversa, sendo que, na opinião de muitos, Portugal foi claramente prejudicado. Antes do jogo dos quartos de final, Scolari anunciou que abandonaria a seleção logo após o último jogo, tendo assinado contrato como treinador do Chelsea Football Club.
Nos quartos de final, Portugal encontrou a Alemanha. Os lusos acabariam por ser derrotados por 3 - 2. Para além deste ser o último jogo de Scolari ao comando da Seleção das Quinas, também o médio Petit abandonou a seleção.
Depois da saída de Scolari, Carlos Queiroz foi apontado, em 2008, como novo treinador da Seleção.

### Altos e Baixos (2008 - 2014)

#### Mundial da FIFA 2010

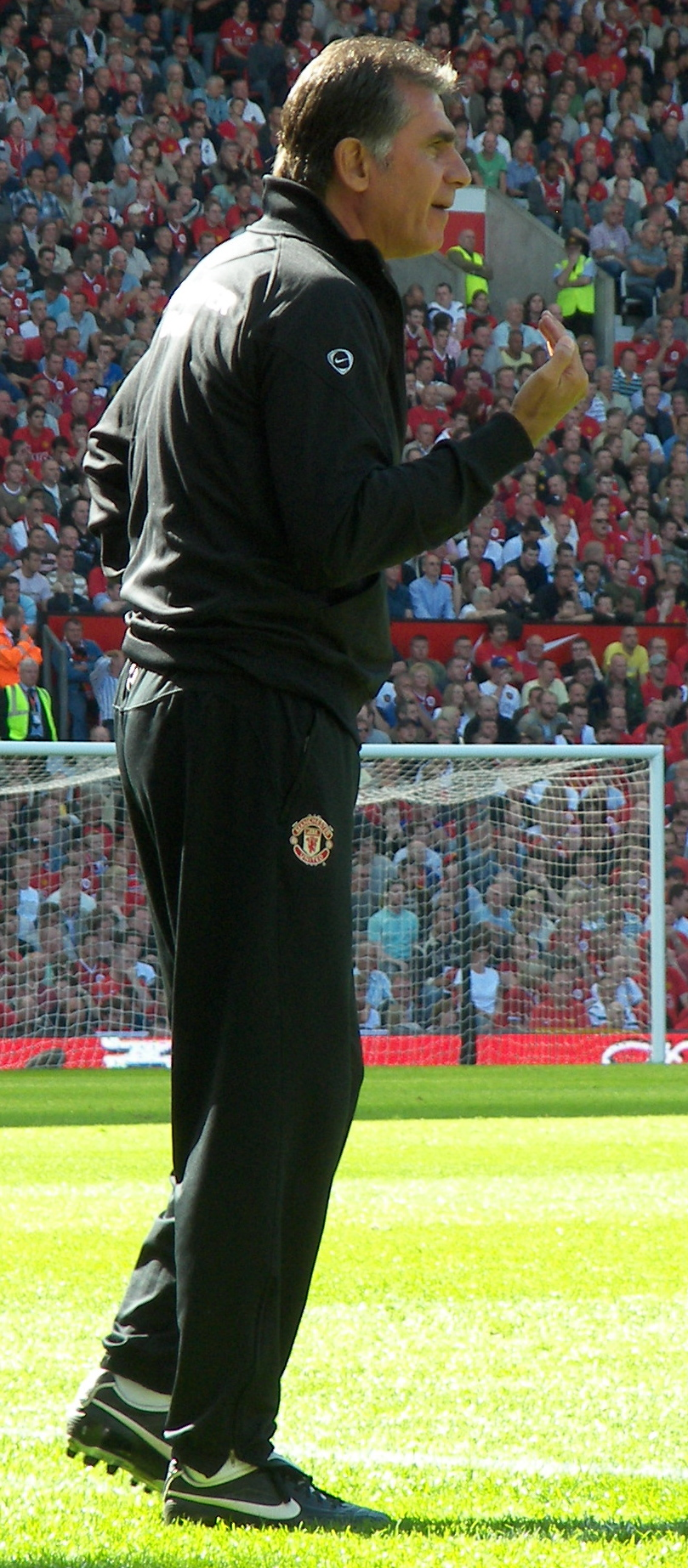
Carlos Queiroz, que dirigiu a equipa de Portugal entre 2008 e 2010.

No apuramento para o Mundial 2010, disputado na África do Sul, Portugal foi integrado no Grupo 1, juntamente com Dinamarca, Suécia, Hungria, Albânia e Malta. Em Novembro de 2008, pouco após o arranque da fase de apuramento, os portugueses realizaram um jogo particular contra o Brasil no Bezerrão em Gama, onde sofreram uma das maiores goleadas da sua história: 6-2. Este resultado parece ter dado o mote a uma fase de qualificação complicada, marcada por 4 empates, três deles a zeros, uma derrota por 3-2 contra a Dinamarca em Lisboa (depois de ter estado a vencer por 2-0) e uma vitória tangencial contra a Albânia em Tirana com um golo de Bruno Alves aos 93'. Portugal terminou na 2ª posição com dezanove pontos, um a menos que a Dinamarca.
As regras de apuramento tinham mudado para esta fase final e ditavam que todos os segundos classificados (à exceção do melhor pontuado) disputassem um playoff de acesso, enfrentando-se em dois jogos. Após sorteio, Portugal defrontou a Bósnia e Herzegovina primeiro em Lisboa no Estádio da Luz, jogo que venceu por 1-0 (golo de Bruno Alves) e depois em Zenica no Estádio Bilino Polje pelo mesmo resultado (golo de Raul Meireles), qualificando-se assim com um agregado de 2-0.
Na fase de grupos, Portugal foi colocado num grupo por muitos considerado difícil. A Seleção das Quinas defrontou o pentacampeão Brasil, a Costa do Marfim (uma das melhores equipas africanas) e os adversários do marcante 5-3 do Mundial de 1966, a Coreia do Norte.
No primeiro jogo frente à Costa do Marfim, Portugal empatou 0-0. Cristiano Ronaldo, já consagrado capitão da seleção, evidenciou-se como a figura de destaque da equipa portuguesa, apesar de na altura passar uma "seca" de golos na seleção que durava já 16 meses. Durante a partida, o jogador do Real Madrid desferiu um potente remate de fora da área que embateu com estrondo no poste e que poderia ter sido um dos melhores golos do campeonato. Deco, que já anunciara abandonar a seleção depois do campeonato, saiu lesionado durante o jogo, o seu último com a camisola das quinas.

No jogo seguinte Portugal defrontou a Coreia do Norte, no Green Point Stadium, na Cidade do Cabo. O primeiro golo foi apontado por Raul Meireles aos 29 minutos. Na segunda parte vieram os outros 6 tentos, apontados por Simão Sabrosa, seguido de Hugo Almeida, Tiago, Liedson, Cristiano Ronaldo e de novo Tiago. O resultado final de 7-0 constituiu a maior goleada de sempre da Seleção Portuguesa em fases finais de mundiais da FIFA, depois da vitória sobre a Polónia por 4 – 0 em 2002.

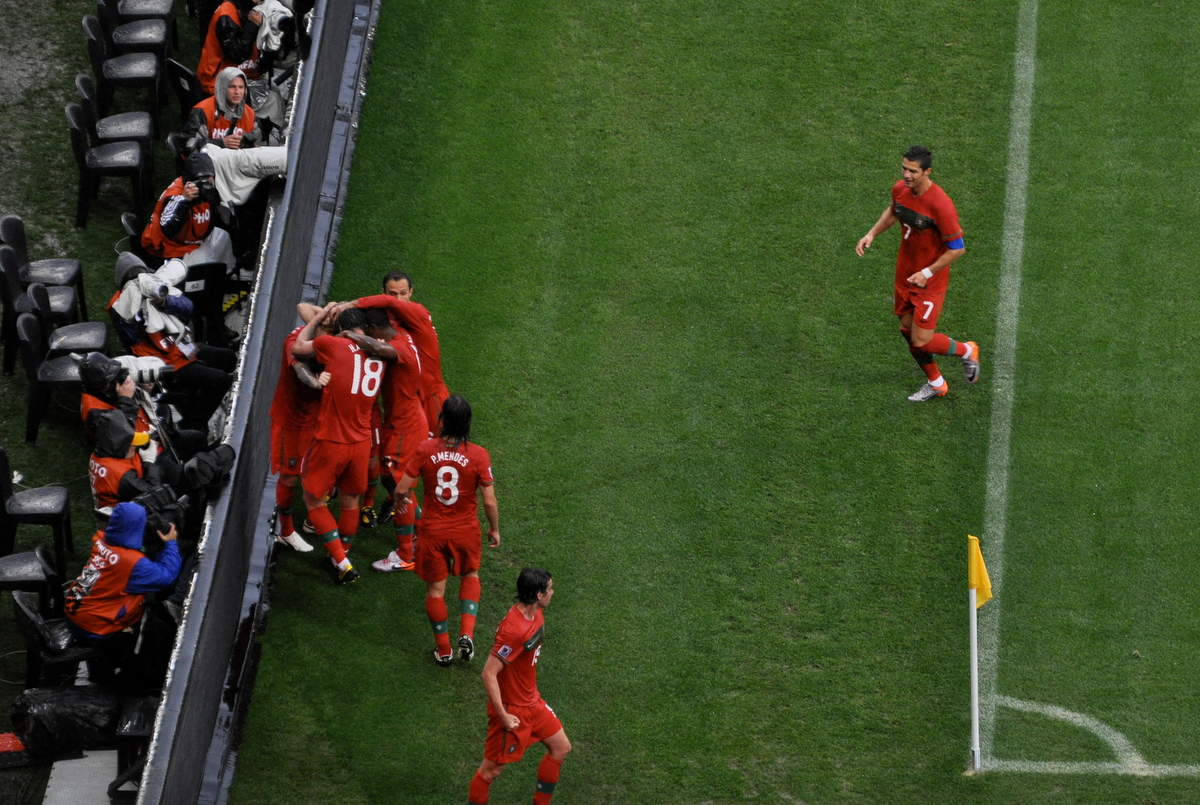
Seleção Portuguesa a festejar um golo frente à Coreia do Norte a 21 de Junho de 2010

Foi também nesta competição, que mais dois jogadores portugueses, Simão e Cristiano Ronaldo, atingiram o feito de marcarem golos em dois campeonatos do mundo pela Seleção Portuguesa, depois de Pauleta o ter feito em 2002 e 2006.
O terceiro jogo de Portugal no grupo G foi disputado contra a seleção Brasileira, na Cidade do Cabo e acabou 0-0. Com o Brasil já apurado e Portugal com uma diferença de golos muito superior à da Costa do Marfim, o jogo não teve muitos motivos de interesse. Mesmo assim, o Brasil ainda teve duas claras ocasiões de golo, com uma bola a bater no poste e uma grande defesa de Eduardo a remate de Ramires. Ambas as seleções avançaram para os oitavos de final.
Portugal terminou o grupo G em 2.º lugar e veio a defrontar o 1.º classificado do grupo H, a Espanha, futura campeã, nos oitavos de final. Espanha acabaria por ganhar o jogo por um 1–0, com um golo em fora de jogo de David Villa aos 68 minutos. Ricardo Costa foi ainda expulso por alegada agressão a Capdevila, o que fez com os Navegadores jogassem os últimos quatro minutos do jogo com apenas 10 elementos.
No fim do jogo, vários jornalistas à saída dos balneários perguntaram a Cristiano Ronaldo o que correu mal, ao que o capitão da equipa, visivelmente agastado, respondeu apenas: "perguntem ao Carlos Queiroz", o que veio a revelar um sentimento geral de mal estar do plantel em relação ao selecionador que teria sequelas nos meses seguintes.

#### Euro 2012

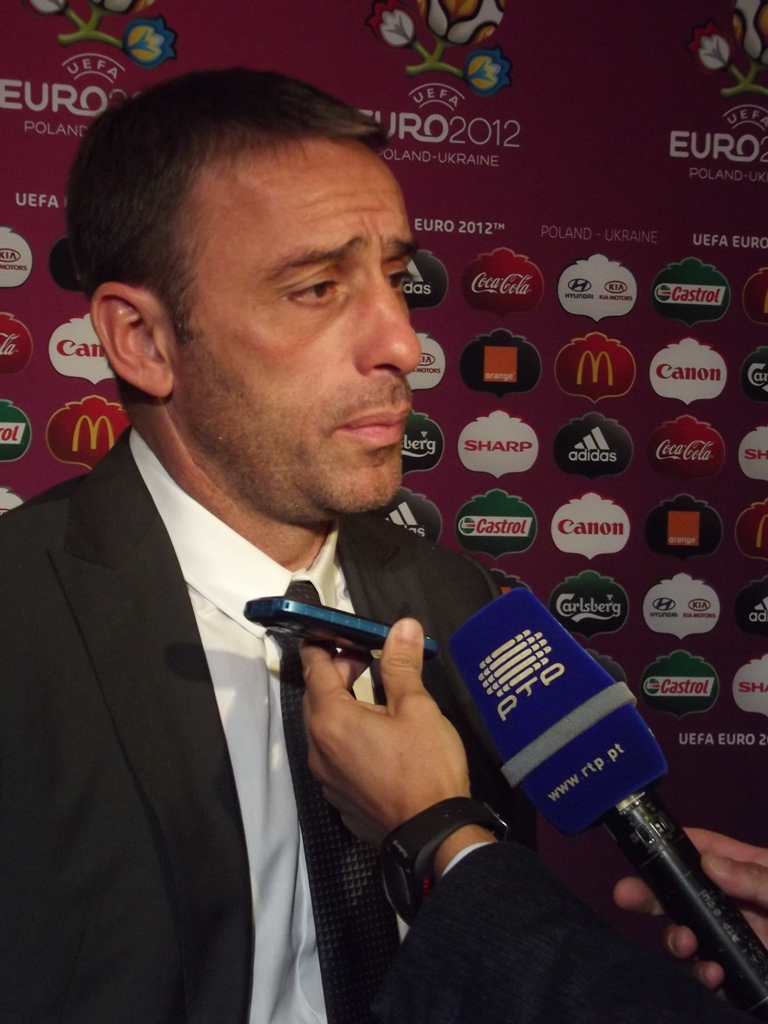
Paulo Bento, selecionador de Portugal entre 2010 e 2014.

No dia 7 de fevereiro de 2010, em Varsóvia, no sorteio da fase de qualificação para o Euro 2012, Portugal foi colocado num grupo de 5 equipas, incluindo a Noruega, a Dinamarca, a Islândia, e o Chipre. Esta foi a primeira vez em que Portugal e Islândia se defrontaram. No início desta fase de qualificação, Portugal começou mal, com um empate em casa de 4-4, com a "humilde" seleção do Chipre, e com uma derrota frente à seleção da Noruega. Esta má fase levou Carlos Queiroz a abandonar o cargo de selecionador nacional. A partir daí tudo mudou.
Com a vinda do novo selecionador, o ex-jogador Paulo Bento, Portugal iniciou uma excelente fase, com vitórias claras e boas exibições, só soçobrando frente à Dinamarca, onde esteve a 1 ponto de se qualificar, caso empatasse, perdendo no entanto por 2-1, apesar de um grande golo de Cristiano Ronaldo. Foi também nesta fase que Portugal protagonizou uma gorda vitória face à campeã do mundo e da Europa, a seleção de Espanha, num amigável de promoção da candidatura luso-espanhola à organização do Mundial 2018 realizado no Estádio da Luz. A seleção venceu os vizinhos ibéricos por uns inesperados 4-0, resultado que poderia ter sido ainda maior: Cristiano Ronaldo viu um dos seus melhores golos ao serviço da seleção ser-lhe (erradamente) anulado por suposta interferência de Nani no lance.
No entanto, para efeitos oficiais, Portugal encontrava-se num play-off, onde encontrou os mesmos adversários no acesso ao Mundial 2010, a seleção da Bósnia e Herzegovina. O primeiro jogo, disputado em Zenica, foi fraco para as duas equipas, devido às péssimas condições do relvado, mas mesmo assim, Portugal esteve sempre por cima, apesar do empate a zero. O segundo jogo realizou-se no Estádio da Luz, onde, liderada por Cristiano Ronaldo, a equipa portuguesa fez um magnífico jogo, levando a melhor e goleando a Bósnia por 6-2, com dois golos do capitão. Portugal voltava a marcar presença num Europeu, pela quinta vez consecutiva, mas com tarefa aparentemente difícil dada a sua colocação num autêntico grupo da morte, onde se encontrava o vice-campeão do Euro 2008, a Alemanha, o vice-campeão do Mundial 2010, a Holanda, e o campeão do grupo de Portugal na fase de qualificação, a Dinamarca.

Na fase final, e com uma tarefa muito difícil pela frente, a equipa de Portugal surpreendeu. O primeiro jogo pautou-se por um confronto de igual para igual com a poderosa seleção alemã. Aos 44 minutos no seguimento de um pontapé de canto, Pepe rematou à trave, com a bola ainda a saltar sobre a linha de golo. Aos 72' minutos, Mario Gómez sentenciou a partida com um cabeceamento indefensável para Beto. Varela teve ainda uma ocasião soberana para empatar aos 87', mas não rematou a tempo. Apesar de ter perdido por uma bola a zero, ficou a sensação de que o empate teria sido um resultado justo. O jogo seguinte com a Dinamarca foi repleto de emoções. Um empate significaria uma eliminação prematura. Portugal adiantou-se no marcador com golos de Pepe e Hélder Postiga, mas a seleção dinamarquesa empatou com dois golos de Bendtner aos 41 e aos 80. Varela, aos 87 e no último fôlego, marcou o golo da vitória para Portugal. 

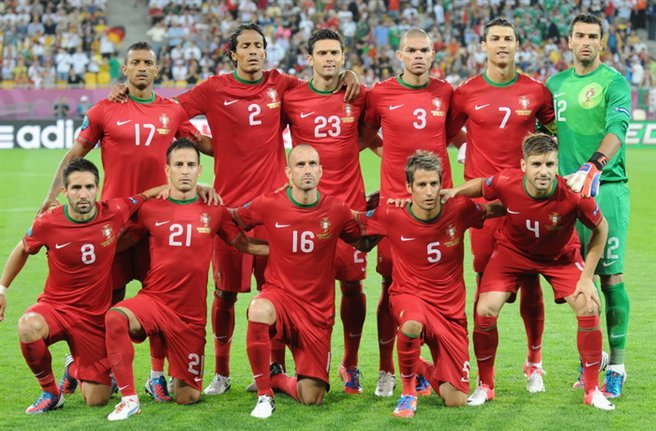
Seleção Portuguesa no Euro 2012

O último jogo, contra a Holanda, significava a eliminação para a equipa que perdesse. Num grande jogo de Cristiano Ronaldo, Portugal deu a volta ao resultado de 1-0 ditado por Van der Vaart aos 11 minutos, ganhando por 2-1 com dois golos apontados pelo capitão da Seleção. Portugal passou assim em 2º lugar defrontando a seleção da Chéquia (1.º classificado no Grupo A) nos quartos de final do torneio. A partida teve lugar no dia 21 de Junho de 2012 em Varsóvia (Polónia) e Portugal saiu vitorioso do encontro, com um golo solitário de Cristiano Ronaldo aos 79'. Apesar da magra vantagem, o jogo demonstrou uma seleção portuguesa muito virada para o ataque e uma seleção checa muito conservadora, explorando o contra-ataque. A meia-final contra Espanha foi um jogo intenso, em que ambas as equipas se anularam mutuamente, levando o jogo para prolongamento. Após 120 minutos, o marcador continuava a zeros. A Espanha foi mais feliz e acabou por vencer a partida nos penáltis, sagrando-se eventualmente campeã da Europa pela segunda vez consecutiva. 
A opinião foi unânime que Portugal foi a única equipa em todo o torneio que deu réplica aos espanhóis, que de resto não perderam um único jogo em toda a competição.

#### Mundial da FIFA 2014
Portugal viu-se no Grupo F das eliminatórias da Europa para a Mundial da FIFA de 2014. As outras equipas do grupo foram Rússia, Israel, Irlanda do Norte, Azerbaijão e Luxemburgo.
Apesar dos adversários aparentemente acessíveis, a tarefa não foi fácil, tendo a equipa portuguesa cedido preciosos pontos contra a Irlanda do Norte (1-1 no Estádio do Dragão) e Israel (empate 3-3 em Telavive com golo de Fábio Coentrão aos 93', empate em Alvalade por 1-1). Os resultados ditaram que, pela terceira vez, Portugal disputasse um playoff de acesso à competição, desta vez contra a Suécia. O jogo da primeira mão no Estádio da Luz foi vencido pelos portugueses pela margem mínima de 1-0. Na Suécia, foi Cristiano Ronaldo a destacar-se, ao marcar um "hat trick" que sentenciou o encontro e assegurou o apuramento.

O primeiro jogo da Seleção no Mundial foi disputado a 16 de Junho contra a Alemanha, na Arena Fonte Nova, em Salvador da Bahia, sob humidade e calor muito intensos. Apesar da noção geral de que a equipa germânica era um dos candidatos mais fortes a sagrar-se campeão, o resultado foi, ainda assim, pesado: a equipa nacional perdeu 4-0, incluindo um hat trick de Müller e uma expulsão de Pepe ainda na primeira parte. Fábio Coentrão e Hugo Almeida saíram lesionados, tendo o primeiro ficado afastado do resto do torneio. Na sequência do jogo, também Rui Patrício anunciou uma lesão muscular, falhando os dois encontros seguintes.

As equipas titulares de Portugal e Alemanha no jogo inaugural de Portugal no Mundial 2014.

A 22 de Junho, na Arena Amazónia em Manaus, Portugal disputou o segundo jogo contra os EUA. A equipa começou bem, com Nani a marcar o 1-0 aos 5 minutos, no entanto, os EUA dariam a volta ao marcador, por Dempsey e Jones, aos 64' e aos 81'. Aos 94 minutos e na última jogada de ataque, Varela rematou forte de cabeça para o fundo das redes, após um excelente cruzamento de Cristiano Ronaldo. Com o resultado final de 2-2, Portugal não só impediu a qualificação dos EUA como também se manteve vivo na busca da qualificação aos oitavos de final, precisando porém de ganhar ao Gana com uma diferença de golos superior à dos EUA. O decorrer do jogo engrossou a já grande lista de lesões: Hélder Postiga teve de sair logo aos 10' e André Almeida foi substituído ao intervalo. No fim do jogo e após outro resultado pouco positivo, a comunicação social inquiriu Paulo Bento, que assegurou que iria continuar no cargo, e Cristiano Ronaldo admitiu à comunicação social que Portugal não era um seleção de topo e que nunca tinha tido a ilusão de ver Portugal sagrar-se campeão do mundo.
O último jogo de Portugal no Mundial foi disputado no dia 26 de Junho, no Estádio Nacional, em Brasília. Portugal estava obrigado a vencer e a anular a diferença de 5 golos que tinha para a seleção dos EUA, que jogou em simultâneo contra a Alemanha na Arena de Pernambuco, em Recife. Paulo Bento reformulou o meio campo, colocando Rúben Amorim e William Carvalho na equipa titular. Mesmo tendo demonstrado uma intensidade de jogo muito maior, Portugal desperdiçou várias oportunidades para inaugurar o marcador, incluindo uma bola na trave logo no início do jogo. Aos 30', Boyemarcou um autogolo, colocando Portugal na frente. Gyan empatou aos 57'. Cristiano Ronaldo acabaria por marcar o golo da vitória aos 80', o seu 50º com a camisola das quinas, passando também a ser o primeiro português a marcar em três campeonatos mundiais consecutivos. Mas sem efeito prático - Portugal acabou na mesma por ser eliminado da competição.
Como consequência deste resultado, muito aquém das expectativas após a boa prestação no Euro 2012, a Federação Portuguesa de Futebol substituiu o departamento médico devido às numerosas lesões, mas reafirmou a sua confiança em Paulo Bento, com quem renovara contrato antes da partida para o Brasil.

### A Era Fernando Santos (2014 - 2022)

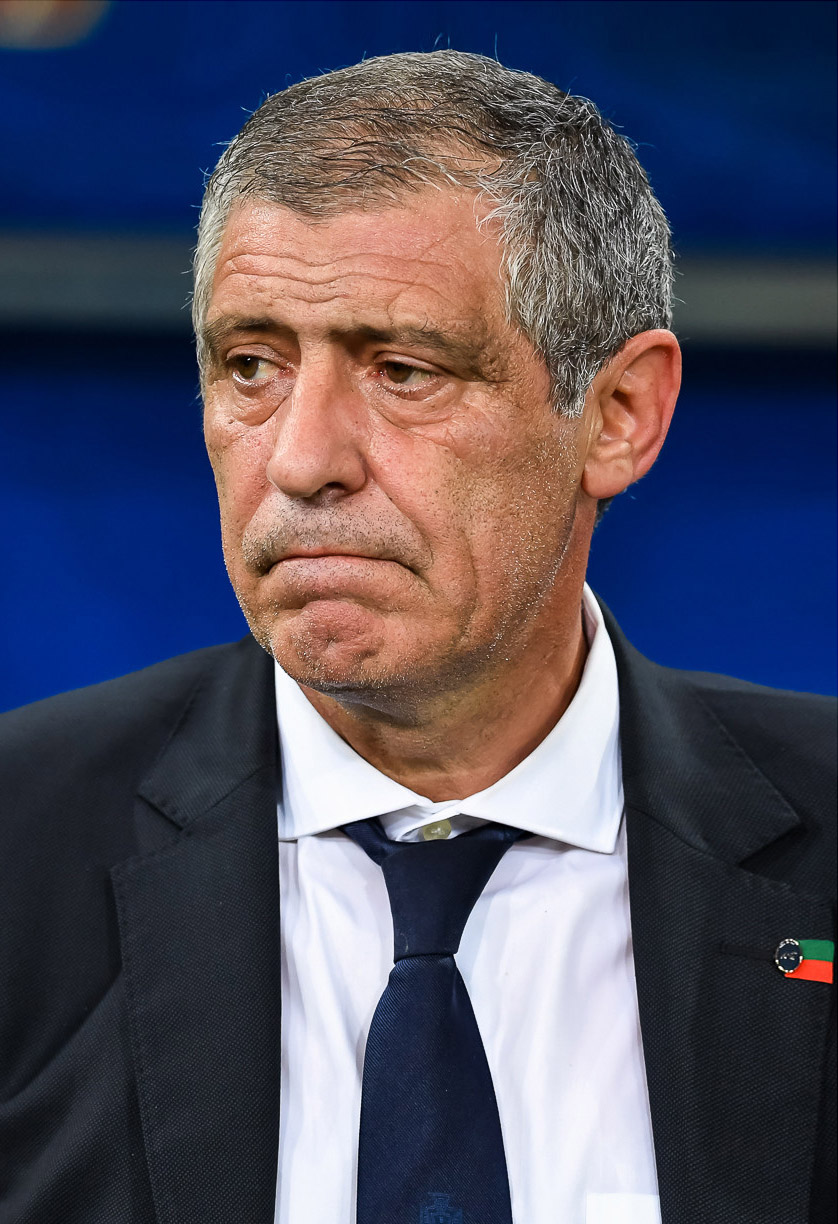
Fernando Santos, selecionador de Portugal entre 2014 e 2022.

#### Euro 2016 - O Primeiro Título Europeu
No caminho para o Campeonato Europeu de Futebol de 2016, Portugal foi colocado no mesmo grupo da Dinamarca, Sérvia, Arménia e Albânia, tendo também agendados dois encontros particulares com a França, país anfitrião e automaticamente qualificado para a fase final. Após os maus resultados do Mundial 2014, ergueram-se várias vozes a pedir uma renovação na seleção e a mudança de treinador. No entanto, a federação não cedeu e o primeiro jogo de qualificação contra a Albânia contou com ainda com Paulo Bento a dirigir a equipa. A equipa albanesa acabou por vencer a partida perante a passividade dos portugueses, que jogavam em casa, e a contestação dos adeptos perante este resultado inesperado precipitou a saída do selecionador nacional, que foi substituído por Fernando Santos, que acabara de levar a seleção da Grécia aos oitavos de final do Mundial 2014.
Fernando Santos acabou por levar a bom porto o resto da qualificação: com excepção dos dois jogos particulares com França, que a seleção gaulesa levou de vencida, Portugal venceu os restantes jogos de qualificação, todos eles pela margem mínima de um golo, e acabou líder do grupo, com mais sete pontos que a Albânia.
Na fase final, Portugal foi colocado no grupo F, juntamente com a Islândia, a Áustria e a Hungria.
O primeiro jogo de Portugal na fase final do campeonato europeu decorreu a 14 de Junho no Stade Geoffroy-Guichard, em Saint-Étienne e foi disputado contra a Islândia. Os portugueses começaram melhor e inauguraram o marcador aos 31 minutos, por intermédio de Nani, tendo este sido o 600° golo marcado em fases finais de campeonatos da Europa. Após o intervalo, os islandeses responderam e acabaram por empatar a partida graças a um golo de Birkir Bjarnason aos 59 minutos. Até ao fim dos 90 minutos, apesar do ascendente ofensivo de Portugal, a defesa islandesa foi competente para segurar o resultado, que se manteve empatado até ao final.
A segunda partida decorreu no dia 18 de Junho e opôs a equipa portuguesa à Áustria no Estádio Parc des Princes, em Paris. A seleção das quinas controlou os austríacos durante toda a partida, mas foi incapaz de colocar a bola no fundo das redes, apesar de ter feito 23 remates à baliza. Cristiano Ronaldo, que com este jogo bateu Luís Figo e se tornou o jogador mais internacional de sempre pela seleção portuguesa, falhou um penálti e viu um golo ser-lhe anulado por fora de jogo. Robert Almer, o guarda redes da Áustria fez também uma enorme exibição, mantendo a baliza inviolável durante todo o encontro, que terminou com um empate a zero. Apesar da falta de eficácia, Portugal manteve a hipótese de disputar a liderança do grupo e a passagem à fase seguinte no último jogo com a Hungria. Perante as críticas que apontavam o facto da equipa portuguesa estar em terceiro lugar no grupo teoricamente mais fácil do campeonato europeu, Fernando Santos afirmou à comunicação social que só fazia tenções de voltar para casa depois da final e que seria recebido em festa no seu país.

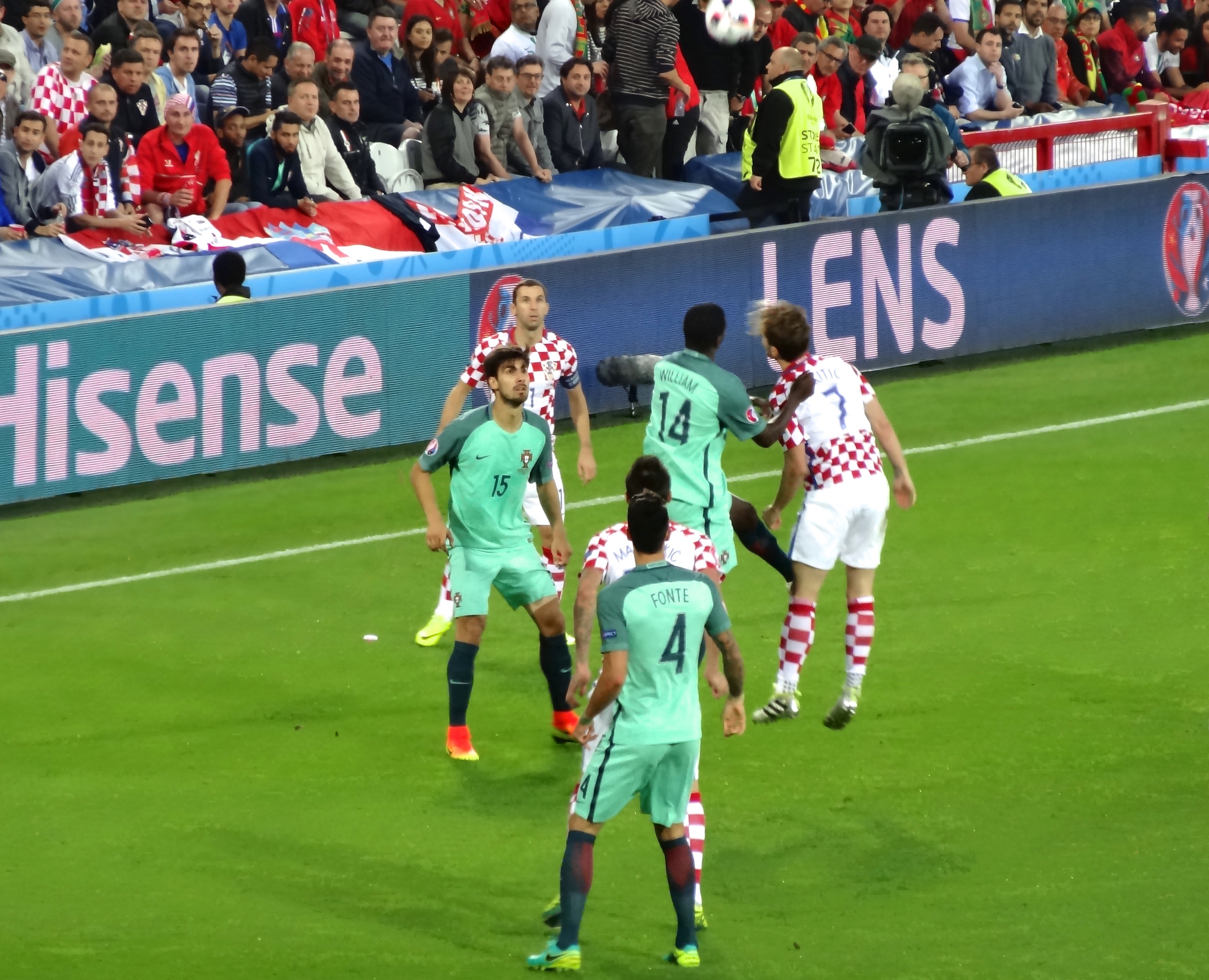
Croácia - Portugal em Lens.

O encontro com os húngaros disputou-se no Parc Olympique Lyonnais a 22 de Junho. Para se manter na competição, Portugal não podia perder a partida. No entanto, foi a equipa Magyar que marcou primeiro. Durante um jogo de nervos, Portugal esteve a perder por três vezes, acabando sempre por conseguir empatar o jogo e fixando o resultado final em 3-3. Cristiano Ronaldo, muito criticado por falhar o penálti contra a Áustria no encontro anterior, foi eleito o homem do jogo, ao marcar dois golos (um deles de calcanhar) e fazendo a assistência para o golo de Nani, tornando-se também o primeiro jogador de sempre a marcar em 4 fases finais de um europeu. Devido à vitória da Islândia contra a Áustria no encontro disputado em simultâneo no Stade de France, Portugal ficou em 3° lugar do seu grupo, encontrando a Croácia nos oitavos de final. A equipa portuguesa foi desta forma a primeira equipa da história dos campeonatos da europa a apurar-se sem vencer qualquer jogo.

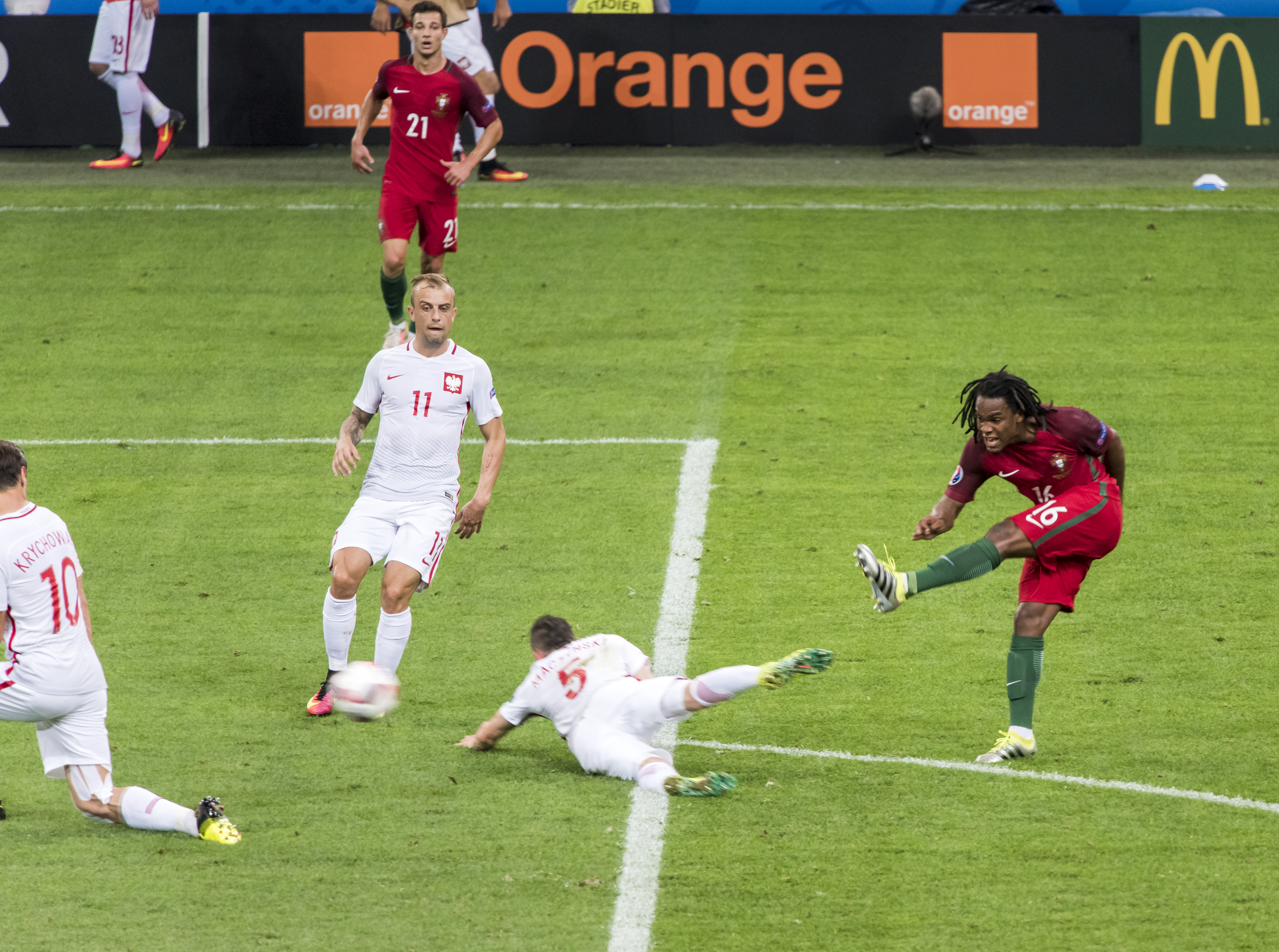
Golo de Renato Sanches frente á Polónia no Euro 2016.

O jogo com a Croácia foi disputado a 26 de Junho no estádio Stade Félix-Bollaert, em Lens. Fernando Santos introduziu 4 alterações na equipa titular, estreando Adrien Silva, José Fonte e Cédric Soares na fase final. Ambas as equipas evitaram arriscar, o que fez com que o jogo se mantivesse 0-0 no fim dos 90 minutos. Aos 118', e quando todos esperavam uma decisão por grandes penalidades, Renato Sanches lançou uma jogada de ataque que culminou com Ricardo Quaresma a fazer o golo da vitória para desespero da equipa croata, que segundos antes enviara uma bola ao poste.

11 inicial na final do Euro 2016, frente à França.

Nos quartos de final, Portugal defrontou a Polónia no Stade Vélodrome, em Marselha. Os polacos começaram o jogo praticamente a ganhar, com Robert Lewandowski a abrir o marcador aos 2'. Portugal procurou restabelecer a igualdade, que chegou aos 33' com um grande golo de Renato Sanches, o jogador mais jovem de sempre a marcar um golo na fase a eliminar de um europeu. O empate durou até ao fim dos 90 minutos, levando de novo o jogo para o prolongamento, durante o qual o resultado não se alterou. O jogo acabou por ser decidido nas grandes penalidades. Rui Patrício defendeu o remate de Jakub Błaszczykowski e Ricardo Quaresma apontou logo a seguir o golo da vitória, levando a equipa portuguesa à sua quinta meia-final em sete participações em campeonatos europeus.
Mais uma vez nas meias-finais, Portugal tinha agora a missão de eliminar a equipa do País de Gales, equipa estreante em europeus que constituiu a sensação da competição ao vencer o seu grupo e ao eliminar a Bélgica nos quartos de final. O jogo, disputado no Parc Olympique Lyonnais, viu uma primeira parte muito táctica com as duas equipas a não quererem arriscar. Apesar disso, os portugueses tentaram incomodar os galeses, que assumiram uma postura mais defensiva mas por vezes perigosa devido às diversas arrancadas de Gareth Bale, a maior estrela da equipa. Portugal parecia não encontrar soluções para romper a táctica dos galeses, terminando a primeira parte a 0-0, mas Cristiano Ronaldo não se conformou, marcando na sequência de um canto aos 50' e fazendo a assistência para o golo de Nani aos 53'. Apesar da maior pressão, os galeses não conseguiram virar o resultado, que se fixou em 2-0 para os portugueses.

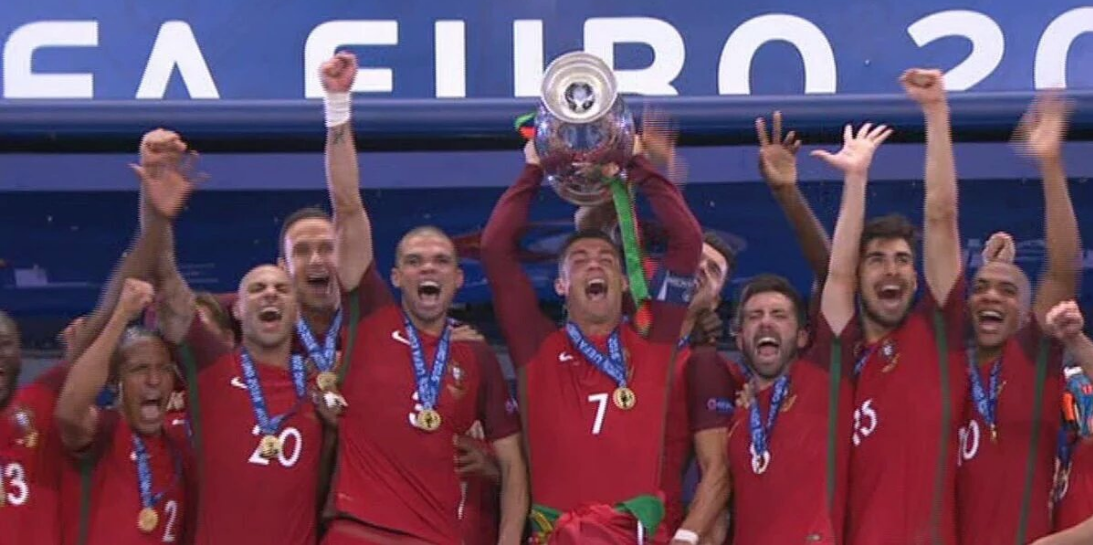
A equipa de Portugal a levantar o troféu do Euro 2016

A final do Euro 2016 decorreu no Stade de France a 10 de Julho. A partida foi extremamente disputada pelas duas equipas, com França a assumir as iniciativas atacantes e Portugal a controlar a sua defesa de forma exímia, muito graças a Pepe e Rui Patrício que defendeu uma série de remates franceses com "selo de golo". Aos 20' do 1º tempo, após entrada dura de Payet, Cristiano Ronaldo, capitão e maior figura da equipa portuguesa, foi forçado a abandonar a partida. Mesmo desfalcada do seu líder, a seleção portuguesa nunca fraquejou, levando a partida para o prolongamento. Aos 109 minutos, Éder, jogador muito criticado pelos adeptos pelas suas más prestações em jogos anteriores, acabou por marcar o golo da vitória, dando a Portugal o seu primeiro grande título a nível sénior, para desespero dos franceses, que sofreram a perda de uma final em casa, como Portugal já sofrera em 2004, frente à Grécia. Esta foi a primeira vitória de Portugal contra a seleção francesa desde 1975. A equipa portuguesa terminou o torneio com aproveitamento de 42,85%, o menor alguma vez registado por um vencedor do Campeonato Europeu. Naturalmente, a Seleção foi recebida em euforia em Portugal, tendo todos os jogadores recebido a distinção de comendador pelo Presidente da República, Marcelo Rebelo de Sousa. O desfile da equipa pelas ruas de Lisboa foi acompanhado por centenas de milhares de pessoas.

#### Taça das Confederações de 2017
Ao vencer o Europeu, Portugal ganhou o acesso à Taça das Confederações, disputada na Rússia em 2017, juntamente com a Rússia (país organizador), a Alemanha (vencedora do Mundial da FIFA de 2014), a Austrália (vencedora da Taça da Ásia de 2015), o Chile (vencedor da Copa América de 2015), o México (vencedor da Copa Ouro da CONCACAF de 2015), a Nova Zelândia (vencedor da Taça das Nações da OFC de 2016) e a equipa vencedora da Taça das Nações Africanas de 2017, os Camarões.
O sorteio de distribuição das equipas realizado a 26 de Novembro de 2016, ditou que Portugal ficaria no grupo A, juntamente com Rússia, México e Nova Zelândia, disputando jogos em Kazan, São Petersburgo e Moscovo.

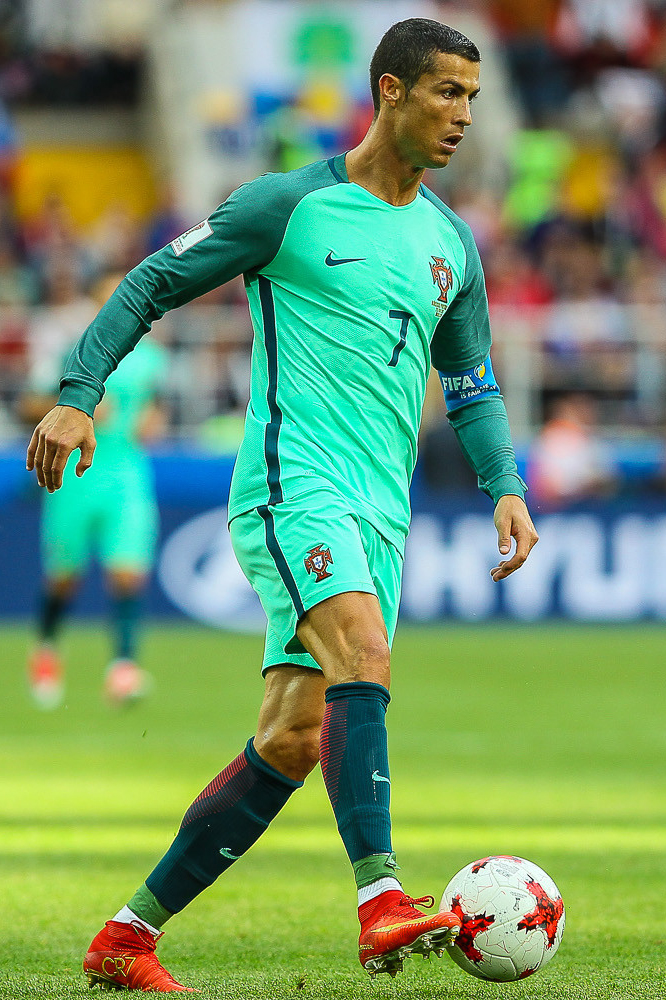
Cristiano Ronaldo durante o jogo Portugal - Rússia da Copa das Confederações 2017

Os convocados foram anunciados por Fernando Santos no dia 25 de maio. De fora ficou Éder, autor do golo que deu o título do Euro 2016 a Portugal.
O primeiro jogo foi disputado contra o México na Arena Kazan no dia 18 de Junho. Portugal seria o primeiro a colocar a bola no fundo das redes, com Ricardo Quaresma a inaugurar o marcador, após uma jogada de ataque liderada por Cristiano Ronaldo. A vantagem não durou muito, já que minutos mais tarde, Javier Hernández empatou a partida após um erro defensivo dos lusos. Aos 85' Cédric Soares conseguiria repor a vantagem para Portugal, mas minutos depois o México fixaria o resultado em 2-2 já no tempo de compensação, após um cabeceamento de Héctor Moreno.
A partida seguinte dos portugueses decorreu na Arena Otkrytiye em Moscovo contra a Rússia, país anfitrião. Os portugueses dominaram os russos desde o início, e o golo surgiu de forma natural aos 9', marcado por Cristiano Ronaldo após centro de Raphael Guerreiro, que acabaria por lesionar-se ainda durante o decorrer do jogo, falhando o resto da competição. Os lusos poderiam ter ampliado a vantagem, mas uma grande exibição do guarda-redes Igor Akinfeev impediu que o resultado se dilatasse. A Rússia ainda conseguiria criar algumas situações de perigo já nos minutos finais, mas Portugal não deixou escapar a vitória por 1-0.
Três dias depois, no Estádio Krestovsky em São Petersburgo, a seleção defrontou a Nova Zelândia. Portugal pôs-se em vantagem ainda na primeira parte, com golos de Cristiano Ronaldo e Bernardo Silva. O resultado chegaria aos 4-0 na segunda parte, após André Silva e Nani colocarem também a bola no fundo das redes. Desta forma, Portugal passou às meias-finais da competição no primeiro lugar do grupo B, com melhor diferença de golos do que o México.
Nas meias-finais, Portugal defrontou o Chile, de novo em Kazan. O jogo foi extremamente disputado com situações de perigo para ambos os lados, tendo seguido para prolongamento depois de 90 minutos com o marcador a zeros. O empate persistiu durante todo o tempo adicional. Durante este, Gelson Martins entrou para o lugar de André Gomes, tendo sido esta a primeira vez que foi feita uma quarta substituição num jogo oficial da FIFA. Ainda antes do final do tempo extra, o Chile rematou duas vezes seguidas ao poste e José Fonte viu um penálti ser-lhe perdoado. Os chilenos acabariam por ser mais felizes nos penáltis, com Claudio Bravo a defender todos os remates dos portugueses. Portugal perdeu desta forma o acesso à final e a um título inédito.
O encontro para a atribuição do 3º e 4º lugar foi jogado em Moscovo contra o México, que perdera nas meias-finais contra a Alemanha. André Silva teve a oportunidade de colocar Portugal em vantagem, mas falhou um penálti aos 17 minutos. Seria o México a inaugurar o marcador, graças a um autogolo de Luís Neto aos 55'. Pepe conseguiu repor a igualdade aos 91', lançando o jogo para prolongamento. Durante o tempo extra, Adrien Silva cobrou mais uma grande penalidade, desta vez com sucesso, mas pouco depois Nélson Semedo deixou a equipa reduzida a 10 ao ser expulso do campo. Apesar da vantagem numérica em campo, Raúl Jiménez acabaria por ver também o cartão vermelho por entrada dura sobre Eliseu. O resultado ficaria inalterado em 2-1 até ao final. Desta forma os portugueses conseguiram atingir o pódio da competição, acabando em terceiro lugar.

#### Mundial da FIFA 2018
Portugal foi colocado no grupo B de qualificação para o Mundial de 2018, a realizar na Rússia, juntamente com a Suíça, a Hungria, as Ilhas Faroé, a Letónia e Andorra.

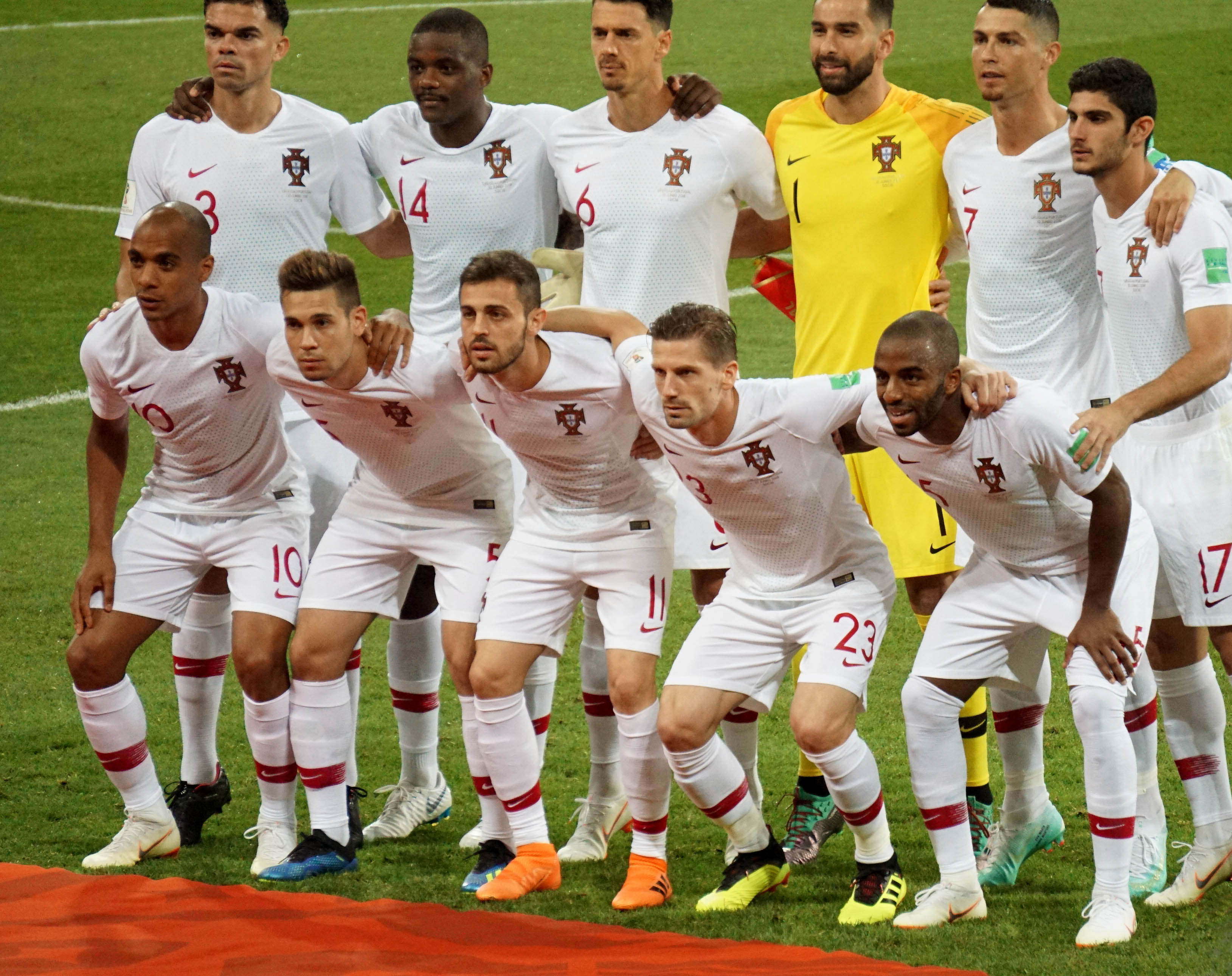
Equipa titular de Portugal no jogo contra o Uruguai do Campeonato do Mundo de 2018

Acabados de se sagrarem campeões da Europa, os portugueses sofreram um golpe na moral ao perderem o primeiro jogo de qualificação com a Suíça. No entanto esta derrota acabou por dar o mote para uma qualificação tranquila, onde Cristiano Ronaldo se destacou: o capitão foi autor de 10 dos 32 golos da equipa, que aplicou várias goleadas, contribuindo para que a seleção vencesse todos os restantes jogos de qualificação, apurando-se em primeiro lugar, com os mesmos pontos da Suíça mas com muito maior diferença de golos.
No sorteio dos grupos da fase final do Mundial. Portugal ficou colocado no grupo B, juntamente com Espanha, Irão e Marrocos, com jogos disputados a 15, 20 e 25 de Junho em Sochi, Moscovo e Saransk, respectivamente.
No seu primeiro jogo no Campeonato Mundial, Portugal defrontou Espanha no Estádio Olímpico de Fisht, em Sochi, no dia 15 de junho. Num jogo repleto de emoções, Portugal começou praticamente a ganhar, com Cristiano Ronaldo a cobrar um pontapé de grande penalidade aos 3', o terceiro golo mais rápido na história dos mundiais. Pouco depois, Diego Costa repunha a igualdade, no seguimento de um lance em que derrubou Pepe sem que o árbitro tivesse assinalado falta. Contra a corrente do jogo, e mesmo antes do intervalo, De Gea deixou escapar a bola para dentro da baliza após defender um remate de Cristiano Ronaldo e Portugal retomou a vantagem no marcador. O regresso dos balneários viu Espanha com uma posse de bola avassaladora e os portugueses em grandes dificuldades. Nacho, com um grande remate de fora da área repôs a igualdade e Diego Costa fez o 3-2, após um livre. No entanto, Cristiano Ronaldo tinha ainda uma palavra a dizer. O capitão da seleção portuguesa colocou a bola no fundo das redes aos 88 minutos na cobrança de um livre directo, fechando o 51º "hat-trick" da carreira e sentenciando o jogo a um empate, que deixou tudo em aberto quando a vitória de Espanha parecia inevitável.
O segundo jogo foi disputado no Estádio Lujniki, em Moscovo, contra Marrocos no dia 20 de Junho. Como no encontro com Espanha, Portugal entrou a ganhar, com um golo de Cristiano Ronaldo no seguimento de um canto. Com este tento, o capitão português ultrapassou Ferenc Puskás no segundo lugar da lista de melhores marcadores de sempre por seleções. Apesar de Portugal chegar rapidamente à vantagem, os marroquinos pressionaram a equipa portuguesa de forma quase incessante, com Rui Patrício a defender um remate de Marrocos que podia também ter dado o empate. Apesar disso, o jogo terminou com a vitória portuguesa por 1-0.
O último encontro da fase de grupos foi disputado na Arena Mordovia, em Saransk a 25 de Junho. Portugal assumiu as despesas do jogo desde cedo, com o Irão muito recuado a tentar explorar o contra-ataque. Segundos antes do final da primeira parte, Ricardo Quaresma abriu o marcador com um grande golo de trivela de fora da área. Pouco depois, Cristiano Ronaldo falhou a conversão de um pontapé de grande penalidade após sofrer falta dentro da área. Portugal parecia estar perto da vitória pela margem mínima, mas já nos descontos o árbitro assinalou grande penalidade por mão na bola de Cédric Soares. O Irão conseguiu marcar, empatando a partida e deixando Portugal em segundo lugar do grupo B, já que a Espanha empatara com Marrocos em Kaliningrado. Desta forma, ficou definido que Portugal encontraria o Uruguai, primeiro classificado do Grupo A, nos oitavos de final, em Sochi.
O encontro dos oitavos de final decorreu no Estádio de Fisht no dia 30 de Junho. Portugal começou em desvantagem desde cedo, com uma jogada bem sucedida de ataque por parte dos uruguaios fazendo o 1-0, após um cabeceamento de Edinson Cavani. Portugal passou a atacar de forma continuada e conseguiu mesmo empatar na sequência de um canto após o início da segunda parte, com um golo de Pepe. No entanto, o Uruguai restabeleceu a vantagem menos de 5 minutos depois, com Cavani isolado na área a rematar sem hipóteses para Rui Patrício, colocando o resultado em 2-1. Portugal procurou incessantemente o empate, mas o resultado não se alteraria mais até ao fim do jogo e os portugueses acabariam desta forma por ficar fora do Mundial.

#### Liga da Nações UEFA 2018 - 2019 - O Segundo Título da Seleção
A UEFA introduziu a partir de 2018 uma nova competição bianual de seleções, destinada a substituir os encontros particulares de preparação e dar mais competitividade às seleções europeias, denominada Liga das Nações. Entre setembro e novembro, todas as equipas da UEFA, divididas em 4 ligas e grupos de três ou quatro equipas, defrontam as equipas dos seus respectivos grupos. Após esta fase de grupos, as melhores quatro equipas das Ligas B, C e D são promovidas à liga superior, enquanto que as equipas classificadas no último lugar nas Ligas A, B e C são despromovidas. As melhores quatro equipas da Liga A, onde se encontra Portugal, disputam um torneio "Final Four" em junho do ano seguinte pelo título de Campeão da Liga das Nações.
As equipas foram distribuídas pelo respetivo ranking, e após um sorteio realizado a 24 de Janeiro em Nyon, Portugal viu-se no Grupo 3 da Liga A, juntamente com Itália e Polónia.
Antes do primeiro encontro com a equipa italiana, os portugueses disputaram um encontro particular com a Croácia, vice-campeã mundial, no Estádio Algarve. Os portugueses pressionaram desde cedo, mas foi a equipa dos balcãs que marcou primeiro, após um remate à queima roupa de Perišić. Pepe, no seu 100º jogo pela seleção, marcou o golo do empate na sequência de um centro de Pizzi. O encontro com a Itália pautou-se por uma vitória por 1-0, com um golo marcado por André Silva, num jogo em que Portugal esteve sempre por cima perante uma equipa italiana que poucas vezes mostrou perigo. Esta foi a primeira vitória de Portugal num jogo oficial contra Itália desde 1958.
Um mês depois, os portugueses defrontaram a Polónia em Chorzów. A equipa da casa inaugurou o marcador aos 18', na sequência de um pontapé de canto, mas Portugal foi crescendo, e conseguiu a reviravolta ainda antes do intervalo, após André Silva e Kamil Glik, de autogolo, terem colocado a bola no fundo das redes. Já na segunda metade do encontro, Bernardo Silva marcou o 3-1. A Polónia não desistiu, e Jakub Blaszczykowski conseguiu reduzir para a equipa da casa com um grande remate fora da área. Apesar disso, os portugueses conseguiram manter a vantagem e assegurar a vitória final por 3-2, consolidando a liderança do Grupo 3.

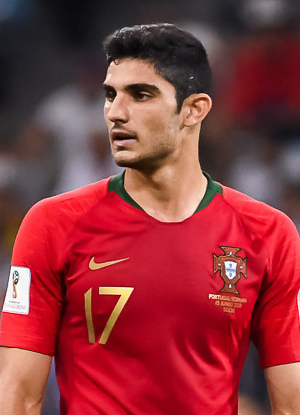
Gonçalo Guedes, o autor do golo que conquistou o segundo título da Seleção Portuguesa.

A jornada foi concluída contra a Escócia em Glasgow, num jogo particular em que Fernando Santos aproveitou para descansar os habituais titulares e estrear novos jogadores na seleção, que não desiludiram: Hélder Costa e Bruma estrearam-se a marcar por Portugal, e Éder voltou a fazer um golo pela seleção portuguesa, o seu primeiro desde a final do Euro 2016. O resultado final fixou-se em 3-1, após Naismith ter marcado o "golo de honra" da equipa da casa já nos descontos.
Em Novembro, e a apenas um empate da "final four", os portugueses defrontaram a Itália em San Siro, Milão. Obrigados a vencer, os italianos assumiram as despesas do jogo, mas Portugal soube segurar o resultado, que se manteve a zeros até ao final. Desta forma, Portugal assegurou o apuramento e a organização da fase final da Liga das Nações 2018-2019.
A fase de grupos foi concluída com uma partida contra a Polónia, em Guimarães, sem resultados práticos para a qualificação de ambas as equipas. Portugal abriu o marcador com um golo de André Silva, mas a Polónia chegaria ao empate após um penálti e expulsão de Danilo. O resultado permaneceria inalterado até ao final. Com este jogo, Fernando Santos bateu o recorde de Scolari de maior número de pontos conquistados em jogos oficiais.
No sorteio realizado a 3 de dezembro em Dublin foi determinado que Portugal disputaria a meia-final a 5 de Junho de 2019 contra a Suíça no Estádio do Dragão.

As equipas iniciais de Portugal e Holanda na primeira final da Uefa Nations League.

Apesar dos suíços terem começado o jogo com mais oportunidades de golos, foi Portugal que inaugurou o marcador com um golo de Cristiano Ronaldo de livre direto. Aos 57', deu-se uma situação insólita: Bernardo Silva foi rasteirado na pequena área e o árbitro da partida marcou de imediato penálti para os portugueses. No entanto, a equipa responsável pelo VAR chamou a atenção para um lance ocorrido anteriormente, em que Nélson Semedo teria tocado Steven Zuber na área portuguesa. Após revisão do lance, Felix Brych marcou penálti para a Suíça, que desta forma retomaria a igualdade no marcador, perante os olhares incrédulos dos adeptos e jogadores lusos. A perspectiva de um prolongamento tornava-se cada vez mais real, até que aos 88', Rúben Neves lançou a bola para Bernardo Silva, que, após uma recepção magistral, serviu Ronaldo na área para "fuzilar" a baliza de Yann Sommer. Apenas 2 minutos depois, seria de novo Ronaldo a marcar, efectivando o 53º "hat-trick" da sua carreira (e o 7º pela seleção nacional) e resolvendo definitivamente a partida a favor dos portugueses. Com este jogo, Fernando Santos passou a ser o selecionador com mais vitórias na história da equipa portuguesa. 
No dia 9 de junho, Portugal disputou a final da competição contra a Holanda, de novo no Estádio do Dragão. Portugal superiorizou-se desde cedo, com múltiplas jogadas de perigo. Após muita pressão, Gonçalo Guedes inaugurou finalmente o marcador aos 60', com um grande remate de fora da área. Rui Patrício, que com este jogo se tornou o guarda redes mais internacional de sempre por Portugal, segurou o resultado com um par de grandes defesas numa altura em que os holandeses faziam o último esforço. O resultado manteve-se inalterado até ao fim e Portugal conquistou desta forma o seu segundo grande título internacional, na sua edição de estreia.

#### Euro 2020
No dia 2 de Dezembro de 2018 foi realizado o sorteio dos grupos de qualificação para o Euro 2020, competição que pela primeira vez seria disputada em várias cidades da Europa, em vez de um único país anfitrião. Portugal ficou colocado no grupo B, juntamente com Ucrânia, Sérvia, Lituânia e Luxemburgo.
A equipa Portuguesa venceu contra todos os adversários à excepção da equipa da Ucrânia, contra a qual, os portugueses não foram além de um empate em casa e de uma derrota em Kiev. Apesar desse revés, apuraram-se directamente em segundo lugar do grupo.
A 22 de Março de 2019, os portugueses defrontaram a Ucrânia no Estádio da Luz, em Lisboa. Apesar da pressão da equipa portuguesa, com 17 remates e 18 cantos, Pyatov esteve intransponível na baliza da Ucrânia, e o jogo não foi além de um empate a zero, confirmando de novo mais uma entrada sem vencer na qualificação para um campeonato de seleções. Três dias depois, no mesmo estádio, os portugueses voltaram a perder pontos, desta feita contra a Sérvia. A equipa dos balcãs marcou aos 7 minutos, após a conversão de um penálti. Os portugueses viriam a empatar ainda na primeira parte, após um espectacular remate fora da área de Danilo. Na segunda parte, Portugal encostou a Sérvia à sua área, mas o resultado não mais se alteraria até ao final.
A 7 de Setembro, os portugueses deslocaram-se a Belgrado, para defrontar de novo a Sérvia, e foram os primeiros a abrir o marcador, após William Carvalho aproveitar um ressalto dentro da grande área. Gonçalo Guedes alargou a vantagem com um grande remate, a fuzilar as redes de Dmitrovic já na segunda parte. Os Sérvios conseguiram reduzir a vantagem aos 68', mas Cristiano Ronaldo marcaria o 3-1, 12 minutos depois. Num fim de jogo frenético, a Sérvia reduziu de novo, com Mitrovic a disparar à queima roupa para a baliza de Rui Patrício, mas um minuto depois Bernardo Silva fixou o resultado em 4-2.
Três dias depois, em Vilnius, Portugal defrontou a Lituânia e começou a ganhar, com Cristiano Ronaldo a converter com sucesso um penálti aos 6'. Apesar da desvantagem, os Lituanos não desistiram e chegaram ao empate ainda na primeira parte, após cobrança de um pontapé de canto. O jogo parecia complicado para os portugueses, que se multiplicavam em jogadas de ataque sem conseguirem marcar. Cristiano Ronaldo acabaria por ser a figura da noite, marcando mais três golos e conseguindo o seu segundo "poker" pela seleção. William Carvalho fechou o marcador em 5-1 para Portugal.
A 11 de Outubro, o Estádio de Alvalade recebeu o encontro contra o Luxemburgo. O marcador foi inaugurado por Bernardo Silva aos 16', após cruzamento de Nélson Semedo. Na segunda parte, a vantagem seria ampliada por Cristiano Ronaldo, que aproveitou uma perda de bola em zona defensiva para fazer um enorme "chapéu" ao guarda redes, e Gonçalo Guedes, que fixou aos 89' o resultado final de 3-0.
No confronto contra os ucranianos em Kiev, Portugal assumiu um esquema tático diferente do habitual, o que levou a que ainda na primeira parte os portugueses se vissem a perder por 2-0. Após o intervalo, a atitude da equipa mudou, e após a expulsão de um jogador ucraniano, Ronaldo reduziu de penálti, marcando o golo nº 700 na carreira. Este reforço na moral da equipa não foi o suficiente para virar o encontro, muito graças a mais uma noite inspirada de Pyatov na baliza ucraniana. Já nos descontos, Danilo disparou à baliza, acertando com estrondo na trave. A Ucrânia assegurou assim o primeiro lugar no grupo, e Portugal ficou obrigado a vencer os últimos dois encontros para evitar o playoff de acesso.
A 14 de novembro, os portugueses enfrentaram a Lituânia no Estádio do Algarve. O jogo foi totalmente dominado por Portugal e acabou em 6-0, com mais um "hat-trick" de Cristiano Ronaldo, a estreia a marcar de Gonçalo Paciência e tentos de Pizzi e Bernardo Silva.
Três dias mais tarde, no Luxemburgo, os portugueses enfrentaram um jogo difícil, disputado num relvado em péssimo estado. Apesar das vicissitudes, a seleção conseguiu apurar-se diretamente para a sua 11ª fase final consecutiva, vencendo por 2-0 com golos de Bruno Fernandes e Cristiano Ronaldo.
No dia 30 de Novembro, realizou-se o sorteio dos grupos para a fase final do Euro 2020. Portugal ficou no Grupo C, juntamente com França, Alemanha e o vencedor do playoff de qualificação A (Islândia, Bulgária, Hungria ou Roménia), um autêntico "grupo da morte", com jogos a realizar em Munique e Budapeste.
Em 2020, a pandemia de Covid-19 obrigou ao adiamento da fase final do europeu até ao ano seguinte e à suspensão dos jogos de todas as seleções nacionais por tempo indefinido. Durante este interregno, Fernando Santos renovou o seu contrato com a FPF até 2024.
Os três primeiros jogos de Portugal no Euro foram assim remarcados para os dias 15, 19 e 23 de junho de 2021.
A 20 de Maio, Fernando Santos divulgou a convocatória dos 26 jogadores escolhidos para a defesa do título.
O primeiro jogo de preparação foi disputado contra Espanha em Madrid e acabou sem golos. A partida assinalou a oficialização da candidatura de Portugal e Espanha ao Mundial de 2030. Dias mais tarde, os portugueses venceram Israel por 4-0 com golos de Bruno Fernandes, João Cancelo e Cristiano Ronaldo, num jogo que apesar do resultado revelou ainda alguma ineficácia da equipa na hora de finalizar.

As equipas iniciais de Portugal e Bélgica nos quartos de final do Euro 2020.

O primeiro jogo da seleção portuguesa na fase final do Euro 2020 foi disputado contra a Hungria na Puskás Arena em Budapeste. Portugal teve muita dificuldade em chegar à baliza adversária, apesar de ter controlado a equipa da casa durante quase todo o jogo. Aos 80', Raphael Guerreiro conseguiu finalmente rematar com sucesso, após um ressalto num jogador húngaro. Dois minutos depois, Cristiano Ronaldo, que com este jogo se tornou o primeiro jogador da história a disputar cinco fases finais de um europeu, converteu um penálti após derrube na área de Rafa Silva e tornou-se também o jogador com mais golos em europeus. Já no prolongamento, o capitão de equipa bisou, após jogada de entendimento com Rafa e fechou o resultado final em 3-0.
O embate contra a Alemanha foi disputado na Allianz Arena em Munique. A equipa da casa esteve sempre por cima, mas foi Cristiano Ronaldo que abriu o marcador, assistido por Diogo Jota. Os alemães não baixaram os braços, e rapidamente conseguiram a reviravolta, na sequência de dois autogolos de Raphael Guerreiro e Rúben Dias. A segunda parte viu a vantagem alemã dilatar-se, graças a uma assistência e a um golo de Robin Gosens. Diogo Jota ainda conseguiu marcar e Renato Sanches rematou com estrondo ao poste, mas Portugal não conseguiu evitar a derrota.
O último jogo da fase de grupos decorreu de novo em Budapeste, contra a França. Ambas as equipas respeitaram-se mutuamente, e o marcador foi apenas inaugurado após um penálti, convertido com sucesso por Cristiano Ronaldo. Benzema acabaria por dar a volta ao resultado, com um penálti e um golo no início da segunda parte. Portugal conseguiu empatar de novo através de um pontapé de grande penalidade, mais uma vez convertido por Cristiano Ronaldo, que igualou Ali Daei na lista de melhores marcadores de sempre por seleções. Rui Patrício esteve em grande destaque na partida, com várias defesas decisivas. Portugal acabou assim no terceiro lugar do grupo F, defrontando em seguida a Bélgica em Sevilha.
O embate com a Bélgica viu um jogo demasiado cauteloso por parte de ambas as equipas. Apesar do equilíbrio, foi Thorgan Hazard a inaugurar o marcador perto do final da primeira parte com um grande remate de fora da área. Portugal tomou a iniciativa do jogo na segunda metade da partida, mas o resultado manteve-se inalterado, afastando assim os portugueses da fase final.

#### Liga da Nações UEFA 2020 - 2021
O formato da Liga das Nações foi revisto para a sua segunda edição, e as equipas da Liga A, incluindo Portugal, campeão em título, foram divididas em quatro grupos, com quatro equipas cada um em vez de três. Portugal ficou no grupo 3, juntamente com França, Croácia e Suécia. Os primeiros jogos foram marcados para 5 de setembro, no Estádio do Dragão, contra a Croácia, e três dias depois em Solna, frente à Suécia.
Para além dos jogos de apuramento, a FPF anunciou a realização em Lisboa de dois encontros particulares em complemento aos jogos da Liga da Nações, com Espanha (a 7 de outubro) e Andorra (a 11 de novembro).
O primeiro jogo da seleção em 2020 mostrou uma equipa portuguesa muito superior à croata. Apesar de não contarem com Cristiano Ronaldo, os portugueses vulgarizaram a seleção vice-campeã do mundo por 4-1. A pressão portuguesa estabeleceu-se desde cedo e após várias bolas no poste, João Cancelo inaugurou o marcador com um espetacular remate de fora da área. Já na segunda parte, Diogo Jota e João Félix estrearam-se a marcar pela seleção. Petković ainda reduziu para os croatas após os 90 minutos, mas André Silva confirmaria a goleada em cima do apito final.
Cristiano Ronaldo ficou apto para o jogo seguinte com os suecos e, mais uma vez, foi o protagonista da partida, marcando o seu centésimo golo pela seleção, de livre direto, e dilatando o resultado com um grande golo à meia distância, perante uma equipa sueca reduzida a dez jogadores desde a primeira parte. O resultado não mais se alterou até ao final, garantindo a Portugal a liderança do grupo 3, partilhada com França.
A 7 de outubro, antes do embate com a França, os portugueses disputaram um encontro particular com Espanha, no Estádio Alvalade XXI em Lisboa, no mesmo dia em que foi anunciada a candidatura conjunta de Portugal e Espanha ao Mundial de 2030. Durante a primeira parte, os espanhóis tomaram conta do meio campo português. Após várias alterações na equipa ao intervalo, Portugal avolumou-se e criou finalmente oportunidades de perigo, rematando duas vezes à trave. Apesar disso, o resultado manteve-se inalterado e sem golos até ao final.
Quatro dias mais tarde, Portugal regressou ao Stade de France pela primeira vez desde a final do Euro 2016 e dominou a equipa da casa durante toda a primeira parte. Na segunda metade do encontro, os franceses ganharam volume e criaram algumas oportunidades de perigo. Ainda assim, Pepe conseguiu colocar a bola na baliza, mas o golo foi anulado por fora de jogo. Já nos descontos, Hugo Lloris defendeu um remate de Cristiano Ronaldo com selo de golo. O resultado final manteve-se inalterado e acabou em 0-0.
O embate com a Suécia, de novo no Estádio de Alvalade, pautou-se por uma vitória categórica de Portugal por 3-0. Sem Cristiano Ronaldo, que acusou positivo para a Covid-19, Diogo Jota foi a estrela da partida, marcando dois golos e fazendo uma assistência para o tento de Bernardo Silva. Apesar do resultado volumoso, os suecos dispuseram de algumas oportunidades e chegaram a rematar ao poste. Portugal manteve-se assim no comando do grupo 3 com maior diferença de golos do que a França, necessitando apenas de um empate para se apurar para a "final four".
A 11 de Novembro, três dias antes do jogo decisivo contra os franceses, Portugal realizou um encontro particular com Andorra. Fernando Santos colocou vários jogadores estreantes a titulares, mas nem por isso Portugal abrandou. O resultado final pautou-se por uma goleada de 7-0, com golos de Pedro Neto, Paulinho, Renato Sanches, João Félix e Cristiano Ronaldo, que chegou à 100ª vitória na carreira pela seleção.
Três dias mais tarde deu-se o jogo decisivo contra a França, que controlou os portugueses durante a maior parte da partida. O golo da vitória dos franceses chegou aos 53' por N'Golo Kanté, que rematou para as redes após uma defesa de Rui Patrício para a frente. Portugal falhou assim a "final four", a primeira fase final em 20 anos onde não marcou presença.
O último jogo de Portugal na Liga das nações 20/21 foi disputado contra a Croácia em Split, num jogo que serviu maioritariamente para cumprir calendário. Num jogo em que vários golos tiveram origem em erros defensivos, Rúben Dias e João Félix marcaram para os portugueses. O central acabaria por marcar o golo da vitória já nos descontos, selando o resultado em 3-2.

#### Liga da Nações UEFA 2022 - 2023
Portugal continuou naturalmente no primeiro patamar da Liga das Nações, com o sorteio realizado em Março de 2022 a ditar que os portugueses ficariam no grupo A2 com Espanha, Suíça e Chéquia.
Em Junho desse ano os portugueses disputaram 4 jogos para esta competição, começando com um empate a um golo contra os espanhóis em Sevilha, o quarto empate consecutivo entre as duas equipas ibéricas. Morata abriu o marcador e Ricardo Horta igualou já na segunda parte após um erro defensivo dos espanhóis. Em Alvalade, Portugal venceu de forma categórica a Suíça por 4-0 com golos de Cristiano Ronaldo (que bisou), William Carvalho e João Cancelo, num jogo em que os helvéticos até marcaram primeiro mas viram o golo anulado por mão na bola. Quatro dias mais tarde, no mesmo recinto, os portugueses levaram de vencida os checos, com uma jogada de entendimento entre Bernardo Silva e João Cancelo a inaugurar o marcador e Gonçalo Guedes a fazer o 2-0. O último jogo da jornada contra a Suíça viu Portugal sofrer o 1-0 no primeiro minuto de jogo, com o resultado a não mais se alterar até ao final, também graças a uma grande exibição do guarda redes Jonas Omlin, que defendeu os oito remates à baliza dos portugueses.
Em Setembro, Portugal enfrentou a República Checa em Praga. A convincente exibição portuguesa pautou-se por uma vitória por 4-0, com golos de Diogo Dalot (que bisou) Bruno Fernandes e Diogo Jota. Patrik Schick falhou uma grande penalidade ainda na primeira parte. Com a derrota de Espanha frente à Suíça, Portugal passou para a frente do grupo, mais uma vez precisando apenas de um ponto para se apurar para a "final four". Em Braga, o jogo contra o país vizinho decorreu como se esperava, com Espanha à procura da vitória e Portugal a explorar o contra ataque. Isto fez com que apenas aos 70 minutos a Espanha conseguisse o primeiro remate enquadrado, numa altura em que Portugal já tinha tido várias ocasiões para marcar. Após várias mudanças de jogadores, o final do jogo viu os portugueses sufocados pelo caudal ofensivo espanhol e foi aos 88' que Morata selou a vitória em 1-0, deixando assim Portugal mais uma vez de fora da "final four".

#### Mundial da FIFA 2022
A 7 de Dezembro foram conhecidos os adversários de Portugal na qualificação para o Mundial de 2022, a disputar no Qatar. Os portugueses ficaram no grupo A, juntamente com Sérvia, Irlanda, Luxemburgo e Azerbeijão.
Apesar de ser favorito, Portugal não se impôs na fase de qualificação e chegou aos dois últimos jogos a necessitar apenas de dois pontos, o que não conseguiu, e acabou por seguir para um playoff de apuramento a quatro equipas, derrotando a Turquia e conseguindo finalmente apurar-se após vencer a Macedónia do Norte.

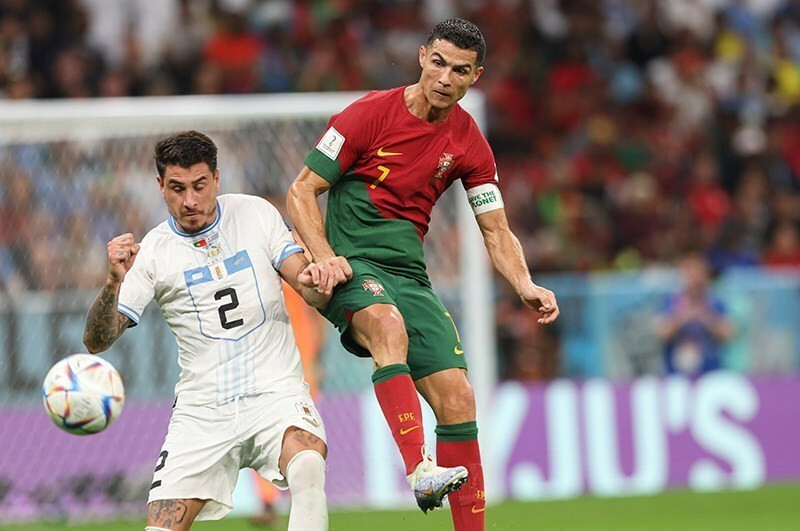
Cristiano Ronaldo em ação contra o Uruguai no Mundial 2022

No sorteio realizado em Doha a 1 de abril, Portugal foi colocado no grupo H, juntamente com Gana, Uruguai e Coreia do Sul.
A estreia com o Gana viu Portugal a dominar a posse de bola durante toda a primeira parte, mas sem grande perigo para a baliza africana. No início da segunda parte Cristiano Ronaldo converteu um penálti, marcando o 50⁰ golo da seleção em mundiais e tornando-se o primeiro jogador da história a marcar em 5 fases finais de mundiais. A reação do Gana não se fez esperar, e o empate surgiu pouco depois. O jogo animou e João Félix pôs de novo Portugal a vencer com um grande golo de chapéu sobre o guarda redes. Rafael Leão dilatou o resultado pouco depois. Os ganeses não desistiram e conseguiram mesmo marcar de novo. Diogo Costa quase cedeu o empate ao perder a bola na área para um jogador nas suas costas, mas o resultado ficaria fechado em 3-2, sendo a primeira entrada a ganhar num torneio de Portugal desde 2006.
No segundo encontro contra o Uruguai, os portugueses tiveram de novo de defrontar um bloco defensivo compacto e tiveram dificuldades em criar oportunidades de golo. Diogo Costa destacou-se, travando um remate de Betancur, que se isolara na área portuguesa. O domínio português acabou por concretizar-se aos 54', com um centro de Bruno Fernandes para Cristiano Ronaldo que acabou dentro da baliza uruguaia. O golo ainda foi atribuído ao capitão português, que aparentemente cabeceara ao de leve, mas acabou por fazer parte da conta do nº 8 de Portugal. Obrigado a pontuar, o Uruguai reagiu ao resultado e criou algum perigo, mas após algumas mexidas na equipa o meio campo português estabilizou-se. O segundo e último golo da partida chegou após análise de um lance de mão na bola com a ajuda do VAR. Bruno Fernandes aumentou a sua contagem pessoal e quase fez o primeiro hat trick do mundial, com um grande remate de fora da área a embater no poste. Portugal conseguiu assim apurar-se para a fase seguinte ao segundo jogo, algo que apenas acontecera em 1966 e 2006.

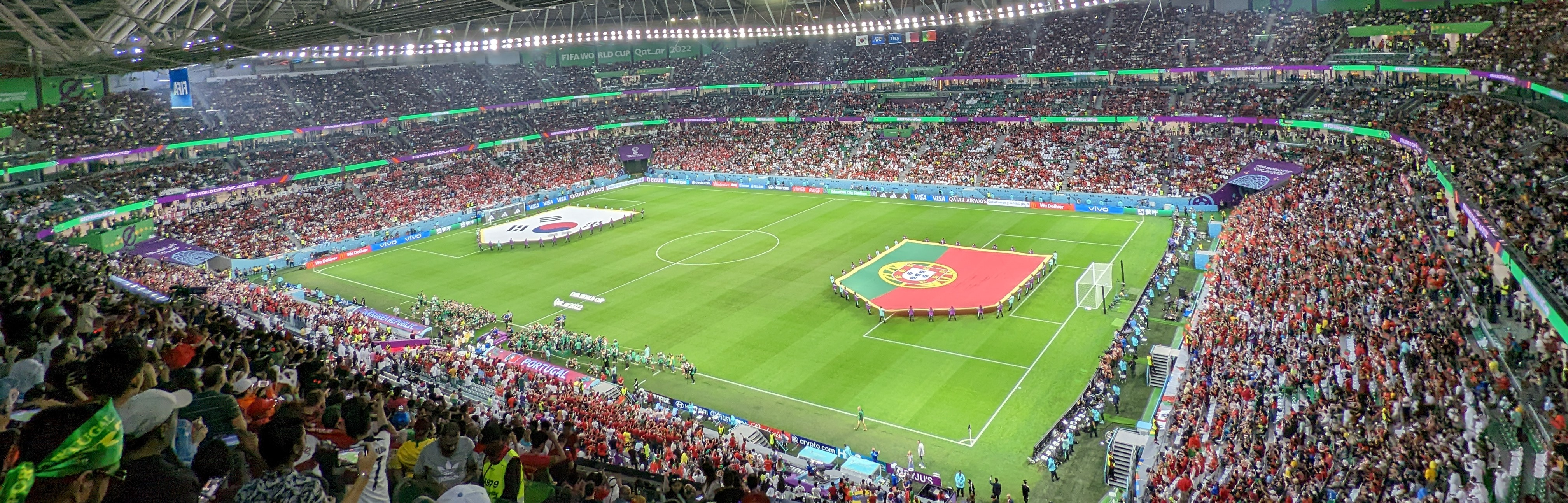
O início do jogo Portugal - Coreia do Sul no Mundial 2022.

Contra os sul-coreanos, a equipa de Portugal descansou vários titulares habituais e foi Ricardo Horta a inaugurar o marcador aos 5', após passe de Diogo Dalot. Obrigada a vencer para seguir em frente, a equipa asiática conseguiu empatar aos 27 minutos. Portugal não voltou a marcar, e já nos descontos finais Hwang Hee-Chan liderou uma jogada de contra ataque que permitiu a reviravolta no marcador, o que não impediu os portugueses de acabarem na mesma em primeiro lugar do grupo, tendo pela frente a Suíça nos oitavos de final.
O confronto com os helvéticos viu Cristiano Ronaldo começar no banco de suplentes, pela primeira vez numa fase final desde 2008. Gonçalo Ramos, que o substituiu, abriu o marcador aos 16' com um remate a entrar no canto da baliza Suíça. Aos 32' Pepe aumentou a vantagem com um grande golo de cabeça no seguimento de um canto. A segunda parte viu Portugal confirmar uma das suas melhores exibições em fases finais de um mundial: Gonçalo Ramos chegou ao hat trick e ainda assistiu Raphael Guerreiro. Os suíços conseguiram reduzir, mas foi Rafael Leão a selar o resultado final em 6-1 com um grande golo em arco fora da área.
Os quartos de final de final viram Portugal defrontar Marrocos, a equipa-sensação do campeonato, que já eliminara Espanha e que sofrera apenas um golo em toda a competição. O bloco defensivo marroquino revelou-se impenetrável e mais ficou após o golo da equipa africana aos 42' por Youssef En-Nesyri. Portugal tudo fez para tentar dar outro rumo ao resultado, mas não era o dia de Portugal: Bruno Fernandes enviou uma bola à trave e o guarda redes Yassine Bono defendeu dois remates com selo de golo de João Félix e Cristiano Ronaldo. Portugal viu-se assim afastado do campeonato, naquela que acabou por ser a sua 3ª melhor prestação em mundiais.
Menos de uma semana após a saída do mundial a Federação Portuguesa de Futebol oficializou a saída de Fernando Santos, após mais de oito anos e 109 jogos à frente dos destinos da seleção portuguesa.

### A Era Roberto Martinez (2023 - )

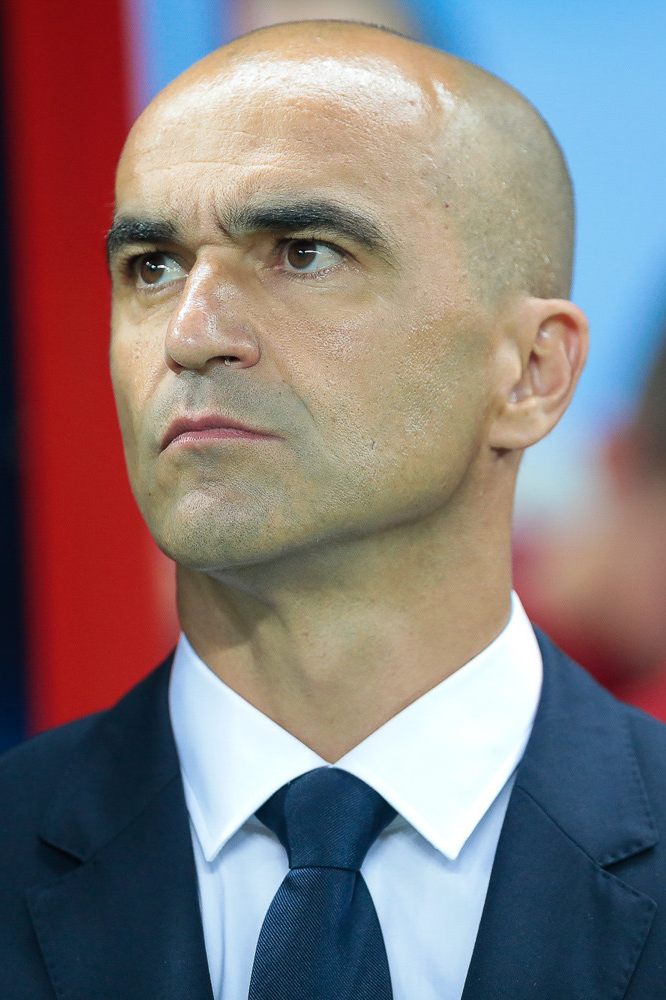
Roberto Martinez, o selecionador de Portugal a partir de 2023.

Após a saída de Fernando Santos, o primeiro alvo da FPF para dirigir a seleção terá sido José Mourinho, que, estando a treinar a AS Roma, teria de acumular funções e por isso recusou. Segundo a imprensa francesa, também Zinedine Zidane foi abordado para o cargo . O espanhol Roberto Martinez, ex-selecionador da Bélgica e ex-treinador de vários clubes em inglaterra, acabou por ser a opção da FPF, tendo sido apresentado à imprensa no dia 9 de Janeiro de 2023. Este comandara a seleção da Bélgica ao terceiro lugar do Mundial 2018, tendo sido também responsável por esta ter ocupado o nº 1 do ranking FIFA entre 2018 e 2022. Martinez tornou-se assim o terceiro treinador estrangeiro a assumir os destinos da equipa de Portugal depois de Otto Glória e Luís Felipe Scolari.

#### Euro 2024
A seleção portuguesa foi colocada no grupo J de qualificação para o Euro 2024, juntamente com a Bósnia-Herzegovina, a Islândia, Luxemburgo, Eslováquia e o Liechtenstein.
A entrada na fase de qualificação não podia ter sido melhor: Portugal derrubou o Liechtenstein de forma tranquila por 4-0 no Estádio de Alvalade, com golos de João Cancelo, Bernardo Silva e um bis de Cristiano Ronaldo, que com este jogo se tornou o jogador com mais presenças de sempre numa seleção nacional.
Na deslocação ao Luxemburgo, os portugueses aplicaram outra goleada, desta vez por 6 golos sem resposta. O marcador foi inaugurado aos 9' por Cristiano Ronaldo, que acabaria por bisar de novo. João Félix, Bernardo Silva, Otávio e Rafael Leão acabariam também por marcar perante a fraca resposta dos Luxemburgueses.
No encontro contra a Bósnia no Estádio da Luz, os portugueses demoraram a impor-se no jogo, mas já no final da primeira parte o marcador foi inaugurado por Bernardo Silva. A segunda parte viu o resultado dilatar-se para 3-0, com dois golos a coroarem uma excelente exibição de Bruno Fernandes. Em Reykjavik, os portugueses apresentaram um jogo desinspirado e tiveram muitas dificuldades em levarem de vencida a equipa da Islândia. Foi só aos 89' que o VAR reverteu um fora de jogo para Portugal, validando assim o golo vencedor de Cristiano Ronaldo, que com este jogo somou a sua bicentésima internacionalização.
Em Bratislava, os portugueses viram-se em grandes dificuldades para ultrapassar a pressão alta da Eslováquia. O jogo acabou por ser decidido por um golo solitário de Bruno Fernandes aos 43'. A seleção conseguia assim a quinta vitória consecutiva em fases de qualificação, algo que nunca tinha acontecido, consolidando ainda mais a liderança do grupo. 
Frente ao Luxemburgo, no Estádio Algarve, Portugal somou mais uma vitória e desta vez por números históricos: o resultado saldou-se em 9-0, com Gonçalo Ramos, Gonçalo Inácio e Diogo Jota a bisarem e Ricardo Horta, João Félix e Bruno Fernandes a contribuírem para aquela que foi a maior goleada de sempre da seleção portuguesa.
O jogo contra a Eslováquia no Estádio do Dragão começou em sentido único, e foi Gonçalo Ramos a inaugurar o marcador. Pouco depois, Cristiano Ronaldo converteu com sucesso um pontapé da marca de grande penalidade. No entanto, a equipa visitante não baixou os braços e já na segunda parte conseguiu reduzir após um remate de Dávid Hancko, com a bola a ser desviada por António Silva. Momentos depois, Cristiano Ronaldo marcou o terceiro golo da equipa portuguesa, mas os eslovacos conseguiram ainda assim reduzir para 3-2 com um grande remate de fora da área de Stanislav Lobotka. Apesar do final pouco tranquilo, o resultado não se alteraria mais até ao final e Portugal assegurou assim a sua 13ª qualificação consecutiva para a final de um grande torneio, desta feita em tempo recorde, com sete vitórias consecutivas.
Contra a Bósnia em Zenica, Portugal resolveu o jogo desde cedo, com Cristiano Ronaldo a marcar um penálti aos 5' e a bisar aos 20'. Perante a desorientação da equipa da casa, os portugueses construíram uma goleada ainda na primeira parte, com João Cancelo, Bruno Fernandes e João Félix a dilatarem ainda mais o marcador até aos 5-0. Esta vitória assegurou à seleção o primeiro lugar do grupo e constituiu a pior derrota da equipa dos Balcãs em casa.
Na última jornada da qualificação, Portugal defrontou o Liechtenstein em Vaduz. Roberto Martinez introduziu um sistema alternativo, com quase todos os habituais avançados a jogarem em simultâneo, mas isto nem por isso se traduziu em maior eficácia. O marcador só seria inaugurado por Cristiano Ronaldo no início da segunda parte, com João Cancelo a dilatar o resultado final para 2-0.
Portugal fechou a qualificação de novo por 2-0, após vencer a Islândia em Alvalade. Bruno Fernandes e Ricardo Horta marcaram os golos, assegurando assim a marca histórica de 10 vitórias em 10 jogos e superando o recorde de golos marcados em fases de qualificação.
Em Março de 2024 realizaram-se dois jogos de preparação contra a Suécia e a Eslovénia. Roberto Martinez optou por dividir a convocatória de forma a sondar o maior número de jogadores, e contra a seleção nórdica deu protagonismo a alguns jogadores que tinham estado praticamente ausentes durante a qualificação, como Matheus Nunes, Nélson Semedo e Nuno Mendes, e alguns em estreia absoluta, como Jota Silva. Os suecos procuraram jogar de igual para igual com os portugueses e podiam ter inaugurado o marcador logo no início da jogada. No entanto, a exibição da seleção lusa deslumbrou em jogadas sucessivas de ataque, com Rafael Leão e Bruno Fernandes em grande destaque, e o marcador somava já três golos para Portugal ao intervalo. Na segunda parte os portugueses marcariam ainda mais dois tentos. A Suécia conseguiu reagir a espaços, mas não evitou a goleada, que se fixou em 5-2 para Portugal. No último jogo antes da convocatória contra os eslovenos, Portugal apresentou um 11 titular quase totalmente diferente e outras opções táticas, o que se traduziu num jogo desinspirado, com Portugal sem ímpeto ofensivo e a Eslovénia demasiado defensiva. Sem agressividade nos lances e com pouca vitalidade na construção, Portugal acabou por perder por 2-0, com Roberto Martinez a afirmar que "o objectivo não era ganhar, mas sim a preparar o europeu".
Roberto Martinez anunciou os 26 convocados a 21 de Maio. Duas semanas após a convocatória, Matheus Nunes substituiu Otávio, que se lesionou.
O primeiro jogo de preparação após a convocatória foi disputado contra a Finlândia no Estádio de Alvalade. Num jogo de sentido único, os portugueses cedo inauguraram o marcador, com Rúben Dias a cabecear com êxito na sequência de um canto. No fim da primeira parte Diogo Jota converteu com sucesso um penálti sofrido por Francisco Conceição, que acabaria por ser um dos protagonistas da partida, com duas assistências para mais dois golos de Bruno Fernandes. Os finlandeses chegaram a colocar o resultado em causa, marcando dois golos em 4 minutos, mas Portugal levaria de vencida a partida por 4-2.
No segundo jogo de preparação, a seleção voltou pela primeira vez em dez anos ao Estádio Nacional e viu a Croácia adiantar-se cedo no marcador, após um penálti provocado por Vitinha. A equipa portuguesa teve uma prestação muito pouco positiva e foi Diogo Costa a evitar que o resultado se dilatasse ainda mais, com várias defesas decisivas. Ao intervalo, Roberto Martinez trocou 5 jogadores, com resultados visíveis: Diogo Jota empatou após cruzamento de Nélson Semedo. Os croatas conseguiriam mesmo assim chegar de novo à vitória, com Budimir a aproveitar a recarga de uma bola ao poste após potente remate de Perisic.
No último jogo antes da partida para a Alemanha, Portugal exibiu-se de forma mais convincente, vencendo por 3-0 contra a Irlanda, num jogo que viu o regresso à equipa titular de Pepe e Cristiano Ronaldo, que finalizou com sucesso mais duas vezes, chegando aos 130 golos pela seleção nacional.
O primeiro jogo de Portugal na fase final decorreu contra a República Checa em Leipzig. Os portugueses tomaram conta do meio campo adversário, mas nem por isso conseguiram chegar ao golo, apesar do enorme volume ofensivo. Aos 62 minutos, acabaram por ser os checos a inaugurar o marcador, com um enorme remate de fora da área de Lukáš Provod. Roberto Martinez mexeu na equipa e pouco depois deu-se o empate, através de um autogolo de Robin Hranáč. Diogo Jota conseguiria colocar a bola no fundo das redes após um remate ao poste de Cristiano Ronaldo, mas o golo foi anulado. Portugal conseguiria os três pontos com um remate bem sucedido de Francisco Conceição após cruzamento de Pedro Neto.

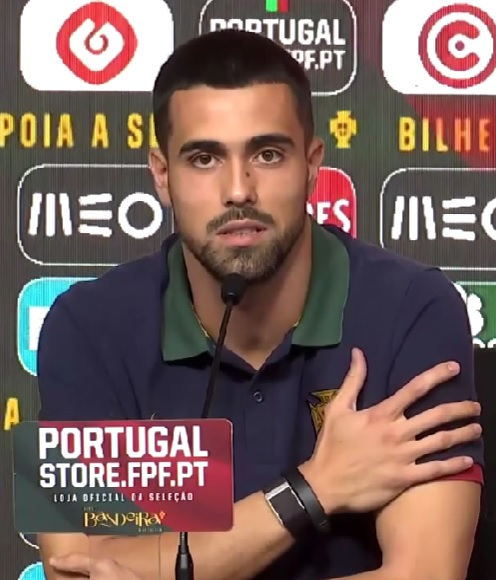
Diogo Costa, o primeiro guarda redes a defender três penáltis na fase final de um Campeonato da Europa.

Portugal garantiria o apuramento logo no segundo encontro com a Turquia, graças a uma exibição tranquila e bem conseguida onde os portugueses foram muito superiores aos adversários. Bernardo Silva inaugurou o marcador aos 22' e sete minutos depois, um desentendimento de Samet Akaydin com o guarda redes Altay Bayindir acabou com a bola a ser introduzida na própria baliza. Cristiano Ronaldo acabaria por assistir Bruno Fernandes para o 3-0 aos 56'.
No derradeiro encontro da fase de grupos, Portugal defrontou a Geórgia com uma equipa alternativa em que Roberto Martinez trocou 9 jogadores em relação ao jogo anterior. Os portugueses foram surpreendidos com um golo da Geórgia logo aos 2' e nunca souberam dar a volta ao resultado, que se agravou ainda mais aos 57', após um penálti provocado por António Silva, que já estivera na origem do lance do primeiro golo. A posição de Portugal como líder do grupo não se alterou e Portugal acabou por defrontar a Eslovénia nos oitavos de final.
Contra os eslovenos, Portugal viu-se com grandes dificuldades em chegar à finalização e foi incapaz de inaugurar o marcador durante os 120 minutos que durou a partida. Cristiano Ronaldo viu também um penálti perto do final dos 90' ser defendido por Oblak. A figura da noite acabou por ser Diogo Costa, que defendeu os três remates da Eslovénia na decisão por grandes penalidades, assegurando o acesso aos quartos de final.
Na fase seguinte, Portugal encontrou a França. O jogo foi muito equilibrado e nenhuma equipa conseguiu marcar ao longo de uma partida que durou de novo 120 minutos. No desempate por penáltis, João Félix falhou a conversão, rematando ao poste. Os franceses foram mais felizes, concretizando todos os remates e assegurando a passagem às meias-finais, deixando os portugueses pelo caminho.
Semanas após o final do torneio, Pepe anunciou o fim da carreira, tendo somado 141 internacionalizações pela equipa portuguesa.

#### Liga da Nações UEFA 2024 - 2025 - Portugal Bicampeão
A 8 de Fevereiro de 2024 foi realizado o sorteio para a edição 24/25 da Liga das Nações da UEFA. Portugal ficou colocado no grupo 1, juntamente com Croácia, Polónia e Escócia. As regras da competição tinham mudado, ditando que as duas primeiras equipas do grupo se apurariam para os quartos de final, outra novidade neste formato.[carece de fontes?]
O primeiro encontro da fase de grupos contra a Croácia viu Portugal marcar cedo com um remate de Diogo Dalot. Aos 34 minutos, Cristiano Ronaldo fez o 2-0, atingindo os 900 golos na carreira. Pedro Neto poderia ter sentenciado a partida após um enorme sprint desde o meio campo, mas o remate bateu na barra. Os croatas ainda reduziram antes do intervalo com um autogolo de Diogo Dalot. Apesar do ascendente ofensivo croata, o resultado não se alterou e os portugueses asseguraram os três pontos.[carece de fontes?]
Com seis alterações na equipa principal, os portugueses apresentaram-se na Escócia sem inspiração, e apesar do ascendente ofensivo, ambas as equipas não conseguiram fazer mexer o marcador, adiando assim a decisão da qualificação portuguesa para a última jornada.[carece de fontes?]
Portugal entrou nos dois últimos jogos da fase de grupos a precisar de apenas um ponto para se qualificar, que assegurou contra a Polónia no Estádio do Dragão. Apesar de uma entrada apagada e de baixa qualidade, a segunda parte mostrou uma equipa portuguesa a dominar de forma categórica, tendo firmado o resultado final em 5-1 com golos de Rafael Leão, Pedro Neto, Bruno Fernandes e Cristiano Ronaldo, que bisou.[carece de fontes?]
Contra a Croácia, e sem precisar de conquistar pontos, Portugal alinhou com uma equipa de segundas linhas, dispensando vários dos habituais titulares. Depois de uma primeira parte em que dominou a equipa croata no seu próprio estádio e em que João Félix inaugurou o marcador, a segunda parte viu Portugal recuar demasiado e deixar-se empatar. O resultado não se dilatou mais para a Croácia graças a uma série de defesas decisivas de José Sá e várias bolas que bateram no poste.[carece de fontes?]
Pela primeira vez na Liga das Nações, criou-se um playoff a duas de mãos de acesso à "Final Four", que Portugal, apurado para a fase seguinte, disputou contra a Dinamarca. No encontro em Copenhaga, a equipa portuguesa mostrou um futebol de fraca qualidade, num jogo que foi estatisticamente o pior da seleção aos comandos de Roberto Martinez:  Portugal fez apenas dois remates enquadrados em toda a partida, com Diogo Costa a manter viva a eliminatória ao defender vários remates da seleção dinamarquesa, incluindo um penalty provocado por mão na bola de Renato Veiga. Apesar da exibição de gala do guarda-redes, os dinamarqueses conseguiram mesmo marcar o 1-0, ficando a sensação de que Portugal poderia ter facilmente sido goleado.[carece de fontes?]
No jogo decisivo, disputado no Estádio de Alvalade, Portugal entrou com uma atitude renovada e, logo aos 6 minutos, conquistou um penálti que Cristiano Ronaldo, no entanto, não conseguiu converter. O falhanço pareceu moralizar os nórdicos, que ganharam espaço e confiança, mas seria Portugal a inaugurar o marcador, graças a um autogolo de Joachim Andersen. Pouco depois do recomeço da segunda parte, Kristensen colocou a Dinamarca em vantagem na eliminatória, mas Cristiano Ronaldo restabeleceu a igualdade apenas 12 minutos depois. Ainda assim, Eriksen voltou a gelar as bancadas com o 2-2 praticamente na jogada seguinte. Francisco Trincão acabaria por ser o herói da noite: marcou um grande golo aos 86 minutos, forçando o prolongamento, e voltou a marcar logo no início do tempo extra, colocando finalmente Portugal em vantagem. Já perto do fim, Gonçalo Ramos fixou o resultado em 5-2. Com esta vitória, Portugal garantiu um lugar na “Final Four”, onde defrontaria a Alemanha, em Munique, a 4 de Junho.[carece de fontes?]
O jogo contra a equipa germânica começou com um ascendente alemão que a defesa portuguesa conseguiu mitigar e jogadas perigosas de contra ataque que apesar de tudo não deram frutos. No início da segunda parte, Wirtz estreou o marcador com um golo muito contestado por suposta irregularidade indicada pelo VAR, que o árbitro não confirmou. Portugal, que até aí alinhara num esquema tático híbrido, fez três substituições edeu-se a reviravolta: Francisco Conceição marcou um grande golo após uma arrancada em que passou por Gosens, e Cristiano Ronaldo encostou para o 2-1 após uma iniciativa individual e cruzamento de Nuno Mendes. Esta foi a primeira vitória de Portugal à Alemanha em 25 anos.
No final no dia 8 de junho, Portugal enfrentou a Espanha, campeã da Europa em título e detentora do título da Liga das Nações. Apesar de algumas situações de perigo por parte dos portugueses, foram os espanhóis a inaugurarem o marcador, com Zubimendi a aproveitar uma perda de bola na área de João Neves. A reacção portuguesa foi imediata, e seria Nuno Mendes a desferir um potente remate ao canto da baliza, selando a igualdade. Ao fechar da primeira parte, Oyarzabal voltaria a dar a vantagem aos espanhóis. O início da segunda parte viu maior posse de bola por parte de Espanha e algum sufoco na área portuguesa. Apesar disso, seria Nuno Mendes, posteriormente coroado melhor jogador do jogo e do torneio, a centrar para a área onde Cristiano Ronaldo estava no sítio certo para desviar a bola para dentro da baliza. O empate aos 90' ditou um prolongamento onde Portugal ganhou ascendente, muito graças às investidas de Rafael Leão em combinação com Nuno Mendes. Apesar disso, o resultado não se alterou. O jogo acabaria decidido nos penalties: Diogo Costa defendeu o remate de Morata e Rúben Neves marcou o penalty decisivo. Os portugueses conseguiram assim vencer Espanha em jogos oficiais pela primeira vez desde 2004, tornando-se os primeiros bicampeões da Liga das Nações. 

## Campeonato Europeu de 2016
Vitória
      Empate
      Derrota

### Fase de Grupos - Grupo F
| Pos. | Seleção  | Pts | J | V | E | D | GP | GC | SG |
| ---- | -------- | --- | - | - | - | - | -- | -- | -- |
| 1    | Hungria  | 5   | 3 | 1 | 2 | 0 | 6  | 4  | 2  |
| 2    | Islândia | 5   | 3 | 1 | 2 | 0 | 4  | 3  | 1  |
| 3    | Portugal | 3   | 3 | 0 | 3 | 0 | 4  | 4  | 0  |
| 4    | Áustria  | 1   | 3 | 0 | 1 | 2 | 1  | 4  | -3 |

### Jornada 1
| Terça Feira - 14 de junho de 2016   | Portugal | 1 – 1 | Islândia             | Saint-Étienne, França                                                  |  |
| 20h00                               | Nani 31' |       | Birkir Bjarnason 50' | Estádio: Stade Geoffroy-Guichard Público: 38 742 Árbitro: Cüneyt Çakır |  |
| \| \| Portugal \| \| Islândia \| \| |          |       |                      |                                                                        |  |
|                                     | Portugal |       | Islândia             |                                                                        |  |

### Jornada 2
| Sábado - 18 de junho de 2016       | Portugal | 0 – 0 | Áustria | Paris, França                                                     |  |
| 20h00                              |          |       |         | Estádio: Parc des Princes Público: 44 291 Árbitro: Nicola Rizzoli |  |
| \| \| Portugal \| \| Áustria \| \| |          |       |         |                                                                   |  |
|                                    | Portugal |       | Áustria |                                                                   |  |

### Jornada 3
| Quarta Feira - 22 de junho de 2016 | Hungria                             | 3 – 3 | Portugal                   | Lyon, França                                                              |  |
| 18h00                              | Zoltán Gera 19' · Dzsudzsák 47' 55' |       | Nani 42' · Ronaldo 50' 62' | Estádio: Parc Olympique Lyonnais Público: 55 514 Árbitro: Martin Atkinson |  |
| \| \| Hungria \| \| Portugal \| \| |                                     |       |                            |                                                                           |  |
|                                    | Hungria                             |       | Portugal                   |                                                                           |  |

### Oitavos de Final
| Sábado - 26 de junho de 2016       | Croácia | 0 – 1 (pro) | Portugal      | Lens, França                                                                   |  |
| 21h00                              |         |             | Quaresma 117' | Estádio: Stade Félix-Bollaert Público: 33 523 Árbitro: Carlos Velasco Carballo |  |
| \| \| Croácia \| \| Portugal \| \| |         |             |               |                                                                                |  |
|                                    | Croácia |             | Portugal      |                                                                                |  |

### Quartos de Final
| Quinta Feira - 30 de junho de 2016 | Polónia               | (3) 1 – 1 (5) (pen) | Portugal           | Marselha, França                                                  |  |
| 21h00                              | Robert Lewandowski 2' |                     | Renato Sanches 33' | Estádio: Stade Vélodrome Público: 62 940 Árbitro: GER Felix Brych |  |
| \| \| Polónia \| \| Portugal \| \| |                       |                     |                    |                                                                   |  |
|                                    | Polónia               |                     | Portugal           |                                                                   |  |

|                                       |       | Penalidades                                        |  |
| Lewandowski Milik Glik Błaszczykowski | 3 – 5 | Ronaldo Renato Sanches João Moutinho Nani Quaresma |  |

### Meias Finais
| Quarta Feira - 6 de julho de 2016        | Portugal               | 2 – 0 | País de Gales | Lyon, França                                                                 |  |
| 21h00                                    | Ronaldo 50' · Nani 53' |       |               | Estádio: Parc Olympique Lyonnais Público: 55 679 Árbitro: SWE Jonas Eriksson |  |
| \| \| Portugal \| \| País de Gales \| \| |                        |       |               |                                                                              |  |
|                                          | Portugal               |       | País de Gales |                                                                              |  |

### Final
| Domingo - 10 de julho de 2016     | Portugal  | 1 – 0 (pro) | França | Saint-Denis, França                                                    |  |
| 21h00                             | Éder 109' |             |        | Estádio: Stade de France Público: 75 868 Árbitro: ENG Mark Clattenburg |  |
| \| \| Portugal \| \| França \| \| |           |             |        |                                                                        |  |
|                                   | Portugal  |             | França |                                                                        |  |

| Campeonato Europeu de Futebol de 2016 |
| Portugal                              |
| ------------------------------------- |
| Portugal Campeão (1° título)          |

## Liga das Nações de 2018-19
Vitória
      Empate
      Derrota

### Fase de Grupos - Grupo 3
| Pos | Equipe   | Pts | J | V | E | D | GP | GC | SG | Classificação ou descenso   |     | Portugal | Itália | Polónia |
| --- | -------- | --- | - | - | - | - | -- | -- | -- | --------------------------- | --- | -------- | ------ | ------- |
| 1   | Portugal | 8   | 4 | 2 | 2 | 0 | 5  | 3  | +2 | Qualificado para Fase final |     | —        | 1–0    | 1–1     |
| 2   | Itália   | 5   | 4 | 1 | 2 | 1 | 2  | 2  | 0  |                             |     | 0–0      | —      | 1–1     |
| 3   | Polónia  | 2   | 4 | 0 | 2 | 2 | 4  | 6  | −2 |                             | 2–3 | 0–1      | —      |         |

### Jornada 1
| 10 de setembro de 2018 | Portugal        | 1 – 0     | Itália |                 |  |
| 19:45 (UTC+1)          | André Silva 48' | Relatório |        | Público: 52 635 |  |

### Jornada 2
| 11 de outubro de 2018 | Polónia                         | 2 – 3     | Portugal                                               |                 |  |
| 20:45 (UTC+2)         | Piątek 18' · Błaszczykowski 77' | Relatório | André Silva 31' · Glik 43' (g.c.) · Bernardo Silva 52' | Público: 48 783 |  |

### Jornada 3
| 17 de novembro de 2018 | Itália | 0 – 0     | Portugal |                 |  |
| 20:45 (UTC+1)          |        | Relatório |          | Público: 73 000 |  |

### Jornada 4
| 20 de novembro de 2018 | Portugal        | 1 – 1     | Polónia         |                 |  |
| 19:45 (UTC+0)          | André Silva 34' | Relatório | Milik 66' (pen) | Público: 29 917 |  |

### Semifinal
| 5 de junho de 2019               | Portugal              | 3 – 1     | Suíça               |                 |  |
| 19:45                            | Ronaldo 25', 88', 90' | Relatório | Rodríguez 57' (pen) | Público: 42 415 |  |
| \| \| Portugal \| \| Suiça \| \| |                       |           |                     |                 |  |
|                                  | Portugal              |           | Suiça               |                 |  |

### Final
| 9 de junho de 2019                       | Portugal           | 1 – 0     | Países Baixos |                 |  |
| 19:45                                    | Gonçalo Guedes 60' | Relatório |               | Público: 43 199 |  |
| \| \| Portugal \| \| Países Baixos \| \| |                    |           |               |                 |  |
|                                          | Portugal           |           | Países Baixos |                 |  |

| Liga das Nações 2019         |
| Portugal                     |
| ---------------------------- |
| Portugal Campeão (1° título) |

## Jogos Olímpicos
A seleção de Portugal participou quatro vezes dos Jogos Olímpicos: em 1928, quando obteve o 7º lugar; em 1996, quando obteve o 4º lugar; em 2004, quando obteve o 11º lugar; e em 2016, quando chegou até os quartos de final e terminou a competição em 6º lugar.

### Olimpíadas 2016
Portugal qualificou-se para as Olimpíadas de 2016, e ficou no grupo D, com Honduras, Argentina e Argélia. O primeiro jogo foi contra a Argentina, de quem ganhou de 2-0 e segundo foi contra Honduras, de quem ganhou de 2-1. Entretanto, nos quartos de final, os comandados de Rui Jorge foram eliminados pela Alemanha, futura vice-campeã olímpica.

#### Tabela
| Pos | País      | Pontos |
| --- | --------- | ------ |
| 1   | Portugal  | 7      |
| 2   | Honduras  | 4      |
| 3   | Argentina | 4      |
| 4   | Argélia   | 1      |

## Estádio

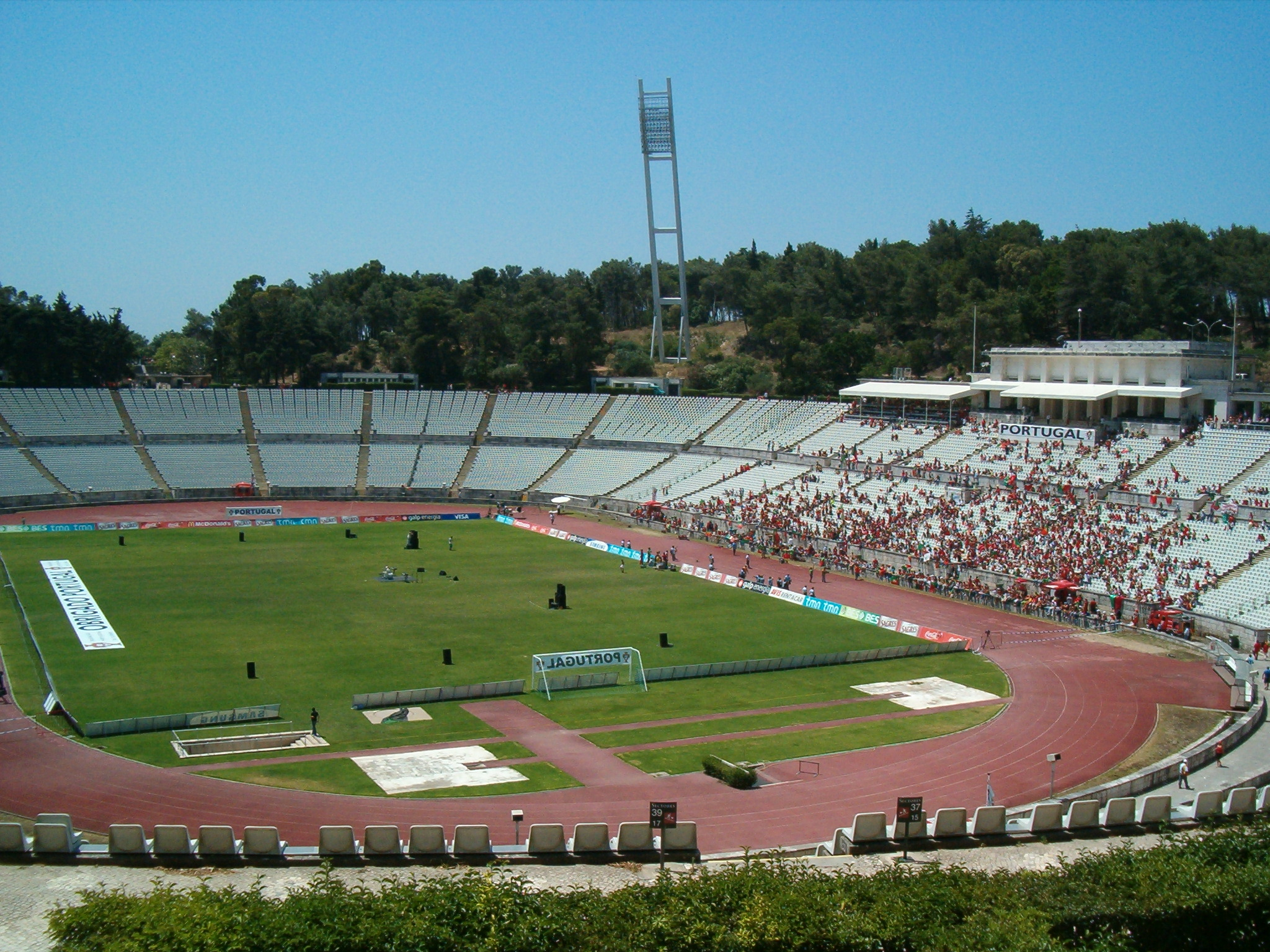
Estádio Nacional, o estádio oficial da Seleção Portuguesa de Futebol

O estádio oficial da Seleção Portuguesa de Futebol é o Estádio Nacional do Jamor, que foi inaugurado dia 10 de Junho (Dia de Portugal) de 1944 e tem capacidade para 37 593 espectadores. Está localizado em Oeiras, Lisboa e foi desenhado pelo arquiteto português Miguel Jacobetty Rosa.
O recinto foi uma criação do Estado Novo que procurava a promoção do desporto e das manifestações públicas. A sua obra foi influenciada pelo Estádio Olímpico de Berlim, sendo necessários cinco anos para o projeto estar concluído.
Foi escolhido para realizar a final da Taça dos Campeões Europeus de 1967 entre Inter de Milão e o Celtic, tendo sido a única vez que a equipa escocesa venceu a competição.
Normalmente os jogos da Seleção são realizados nos estádios de clubes da Liga Portuguesa de Futebol, nomeadamente nos 10 estádios construídos ou renovados para o Euro 2004, mais modernos e equipados com tecnologias de ponta. O Estádio do Jamor é poucas vezes usado, dado encontrar-se obsoleto pelos requisitos da FIFA no que diz respeito a jogos oficiais. No entanto, a final da Taça de Portugal é ainda aí realizada todos os anos. Apesar da seleção correr várias cidades jogando em diferentes estádios do Euro 2004, o estádio mais usado é o Estádio do Sport Lisboa e Benfica, o maior em capacidade de Portugal, com 65 592 lugares sentados. O estádio fica em Lisboa e tem classificação de categoria 4 UEFA.
O último jogo da Seleção no Jamor foi um amigável contra a Grécia, dia 24 de maio de 2014 às 19:30, na preparação para o Mundial 2014, jogo que teve 33 556 espectadores, ficou empatado a 0.
A seleção tem, desde 2016, ao seu dispor um complexo desportivo, também em Oeiras, denominado Cidade do Futebol. É na Casa das Seleções onde os jogadores se juntam e trabalham durante os estágios que ocorrem antes dos jogos da seleção e das competições de seleções. 

## Transmissão dos jogos
Todos os jogos da seleção em qualquer competição são transmitidos na televisão pela RTP1 (em HD pela RTP1 HD) e no canal premium Sport TV1 (em HD pela Sport TV 1 HD); no Mundial de 2018 a SIC (em HD pela SIC HD) transmitiu um jogo: Portugal-Marrocos. Na rádio, a Antena 1 transmite todos os jogos da seleção, enquanto que a TSF e a Renascença transmitem os mais importantes.

## Encontros Amigáveis
| Data                    | Estádio                         | Local                           | Em casa       | Resultado | Visitante          | Golos Portugueses                                                                                        |
| ----------------------- | ------------------------------- | ------------------------------- | ------------- | --------- | ------------------ | --- |
| 19 de novembro de 2008  | Estádio Bezerrão                | Brasília, Brasil                | Brasil        | 6 - 2     | Portugal           | Danny 4' Simão 16'                                                                                       |
| 11 de Fevereiro de 2009 | Estádio Algarve                 | Faro, Portugal                  | Portugal      | 1 - 0     | Finlândia          | Cristiano Ronaldo 78'                                                                                    |
| 31 de Março de 2009     | Olympique de la Pontaise        | Lausanne, Suíça                 | Portugal      | 2 - 0     | África do Sul      | Bruno Alves 4' Lucas Thwala 56 (a.g.)'                                                                   |
| 10 de Junho de 2009     | A. Le Coq Arena                 | Tallinn, Estónia                | Estónia       | 0 - 0     | Portugal           | |
| 12 de Agosto de 2009    | Rheinpark Stadion               | Vaduz, Liechtenstein            | Liechtenstein | 0 - 3     | Portugal           | Hugo Almeida 14', 25' Raul Meireles 22'                                                                  |
| 3 de Março de 2010      | Estádio Cidade de Coimbra       | Coimbra, Portugal               | Portugal      | 2 - 0     | China              | Hugo Almeida 36' Liedson 90+5'                                                                           |
| 24 de Maio de 2010      | Estádio Municipal da Covilhã    | Covilhã, Portugal               | Portugal      | 0 - 0     | Cabo Verde         | |
| 1 de Junho de 2010      | Estádio Municipal da Covilhã    | Covilhã, Portugal               | Portugal      | 3 - 1     | Camarões           | Raul Meireles 31', 47' Nani 81'                                                                          |
| 8 de Junho de 2010      | BIDVest Wanderers Stadium       | Joanesburgo, ZAF                | Moçambique    | 0 - 3     | Portugal           | Danny 52' Hugo Almeida 75', 82'                                                                          |
| 17 de Novembro de 2010  | Estádio da Luz                  | Lisboa, Portugal                | Portugal      | 4 - 0     | Espanha            | Carlos Martins 45' Hélder Postiga 49', 68' Hugo Almeida 90+3'                                            |
| 9 de Fevereiro de 2011  | Stade de Genève                 | Genebra, Suíça                  | Portugal      | 1 - 2     | Argentina          | Cristiano Ronaldo 21'                                                                                    |
| 26 de Março de 2011     | Estádio Dr. Magalhães Pessoa    | Leiria, Portugal                | Portugal      | 1 - 1     | Chile              | Varela 16'                                                                                               |
| 29 de Março de 2011     | Estádio Municipal de Aveiro     | Aveiro, Portugal                | Portugal      | 2 - 0     | Finlândia          | Rúben Micael 11', 71'                                                                                    |
| 10 de Agosto de 2011    | Estádio Algarve                 | Faro, Portugal                  | Portugal      | 5 - 0     | Luxemburgo         | Helder Postiga 25' Cristiano Ronaldo 43' Fábio Coentrão 47' Hugo Almeida 58' 72'                         |
| 29 de Fevereiro de 2012 | Estádio Nacional de Varsóvia    | Varsóvia, Polónia               | Polónia       | 0 - 0     | Portugal           | |
| 26 de Maio de 2012      | Estádio Dr. Magalhães Pessoa    | Leiria, Portugal                | Portugal      | 0 - 0     | Macedônia do Norte | |
| 2 de Junho de 2012      | Estádio da Luz                  | Lisboa, Portugal                | Portugal      | 1 - 3     | Turquia            | Nani 70'                                                                                                 |
| 15 de Agosto de 2012    | Estádio Algarve                 | Faro, Portugal                  | Portugal      | 2 - 0     | Panamá             | Nélson Oliveira 30' Cristiano Ronaldo 51'                                                                |
| 14 de Novembro de 2012  | Stade d'Angondjé                | Libreville, Gabão               | Gabão         | 2 - 2     | Portugal           | Pizzi 35' Hugo Almeida 59'                                                                               |
| 6 de Fevereiro de 2013  | Estádio D. Afonso Henriques     | Guimarães, Portugal             | Portugal      | 2 - 3     | Equador            | Cristiano Ronaldo 23' Hélder Postiga 60'                                                                 |
| 10 de Junho de 2013     | Stade de Genève                 | Genebra, Suíça                  | Croácia       | 0 - 1     | Portugal           | Cristiano Ronaldo 36'                                                                                    |
| 14 de Agosto de 2013    | Estádio Algarve                 | Faro, Portugal                  | Portugal      | 1 - 1     | Países Baixos      | Cristiano Ronaldo 87'                                                                                    |
| 11 de Setembro de 2013  | Gillette Stadium                | Foxborough, E.U.A               | Brasil        | 3 - 1     | Portugal           | Raul Meireles 18'                                                                                        |
| 5 de Março de 2014      | Estádio Dr. Magalhães Pessoa    | Leiria, Portugal                | Portugal      | 5 - 1     | Camarões           | Cristiano Ronaldo 21' 84' Raul Meireles 66' Fábio Coentrão 67' Edinho 76'                                |
| 31 de Maio de 2014      | Estádio Nacional                | Oeiras, Portugal                | Portugal      | 0 - 0     | Grécia             | |
| 6 de Junho de 2014      | Gillette Stadium                | Boston, Estados UnidosA         | Portugal      | 1 - 0     | México             | Bruno Alves 90+3'                                                                                        |
| 11 de junho de 2014     | MetLife Stadium                 | East Rutherford, Estados Unidos | Portugal      | 5 - 1     | Irlanda            | Hugo Almeida 2', 37' R. Keogh 20' Vieirinha 77' Fábio Coentrão 83'                                       |
| 11 de Outubro de 2014   | Stade de France                 | Saint-Denis, França             | França        | 2 - 1     | Portugal           | Ricardo Quaresma 77'                                                                                     |
| 18 de novembro de 2014  | Old Trafford                    | Genebra, Suíça                  | Portugal      | 1 - 0     | Argentina          | Raphaël Guerreiro 90'                                                                                    |
| 16 de junho de 2015     | Estádio de Genebra              | Genebra, Suíça                  | Portugal      | 1 - 0     | Itália             | Éder 52'                                                                                                 |
| 14 de Novembro de 2015  | Kuban Stadium                   | Krasnodar, Rússia               | Rússia        | 1 - 0     | Portugal           | |
| 17 de Novembro de 2015  | Stade Josy Barthel              | Luxemburgo, Luxemburgo          | Luxemburgo    | 0 - 2     | Portugal           | André André 31' Nani 88'                                                                                 |
| 25 de Março de 2016     | Estádio Dr. Magalhães Pessoa    | Leiria, Portugal                | Portugal      | 0 - 1     | Bulgária           | |
| 29 de Março de 2016     | Estádio Dr. Magalhães Pessoa    | Leiria, Portugal                | Portugal      | 2 - 1     | Bélgica            | Nani 20', Cristiano Ronaldo 40'                                                                          |
| 29 de maio de 2016      | Estádio do Dragão               | Porto, Portugal                 | Portugal      | 3 - 0     | Noruega            | Ricardo Quaresma 13', Raphaël Guerreiro 65', Éder 70'                                                    |
| 2 de junho de 2016      | Estádio de Wembley              | Londres, Inglaterra             | Inglaterra    | 1 - 0     | Portugal           | |
| 8 de junho de 2016      | Estádio da Luz                  | Lisboa, Portugal                | Portugal      | 7 - 0     | Estónia            | Cristiano Ronaldo 36' 45', Ricardo Quaresma 39' 77', Danilo Pereira 55', Karol Mets 61' (p.b.), Éder 80' |
| 1 de setembro de 2016   | Estádio do Bessa Século XXI     | Porto, Portugal                 | Portugal      | 5 - 0     | Gibraltar          | Nani 27', 55' João Cancelo 73' Bernardo Silva 76' Pepe 79'                                               |
| 28 de Março de 2017     | Estádio do Marítimo             | Funchal, Portugal               | Portugal      | 2 - 3     | Suécia             | Ronaldo 18' Granqvist 34' (p.b.)                                                                         |
| 3 de junho de 2017      | Estádio António Coimbra da Mota | Estoril, Portugal               | Portugal      | 4 - 0     | Chipre             | Moutinho 3', 42' Pizzi 63' André Silva 70'                                                               |
| 10 de novembro de 2016  | Estádio do Fonteio              | Viseu, Portugal                 | Portugal      | 3 - 0     | Arábia Saudita     | Mario Fernandes 32' Gonçalo Guedes 52' João Mário 90'                                                    |
| 14 de novembro de 2014  | Estádio Nacional                | Oeiras, Portugal                | Portugal      | 1 - 1     | Estados Unidos     | Vitorino Antunes 31'                                                                                     |
| 23 de março de 2018     | Estádio Letzigrund              | Zurique, Suíça                  | Portugal      | 2 - 1     | Egito              | Cristiano Ronaldo 90+2', 90+4'                                                                           |
| 26 de Março de 2018     | Estádio de Genebra              | Genebra, Suíça                  | Portugal      | 0 - 3     | Países Baixos      | |
| 28 de maio de 2018      | Estádio Municipal               | Braga, Portugal                 | Bélgica       | 2 - 2     | Portugal           | A. Silva 22' João Mário 34'                                                                              |
| 2 de junho de 2018      | Estádio Rei Balduino            | Bruxelas, Bélgica               | Bélgica       | 0 - 0     | Portugal           | |
| 23 de março de 2018     | Estádio da Luz                  | Lisbon, Portugal                | Portugal      | 3 - 0     | Argélia            | Guedes 17', 55' Bruno Fernandes 37'                                                                      |
| 6 de setembro de 2018   | Estádio do Algarve              | Loulé, Bélgica                  | Portugal      | 1 - 1     | Croácia            | Pepe 77'                                                                                                 |
| 14 de outubro de 2018   | Hampden Park                    | Glasgow, Escócia                | Escócia       | 1 - 3     | Portugal           | Costa 43' Eder 74' Bruma 84'                                                                             |
| 7 de outubro de 2020    | Estádio José Alvalade           | Lisboa, Portugal                | Portugal      | 0 - 0     | Espanha            | |
| 11 de novembro de 2020  | Estádio da Luz                  | Lisbon, Portugal                | Portugal      | 3 - 0     | Andorra            | Neto 8' Paulinho 29', 61' Sanches 56' García 76' (p.b) Cristiano Ronaldo 85' Félix 88'                   |
| 4 de junho de 2021      | Estádio Metropolitano           | Madrid, Espanha                 | Espanha       | 0 - 0     | Portugal           | |
| 9 de junho de 2021      | Estádio José Alvalade           | Lisboa, Portugal                | Portugal      | 4 - 0     | Israel             | Neto 8' Bruno Fernandes 42', 90+1' Cristiano Ronaldo 44' Cancelo 86'                                     |
| 14 de outubro de 2018   | Estadio Nagyerdei               | Debrecen, Hungria               | Catar         | 1 - 3     | Portugal           | A. Silva 23' Otávio 25' Bruma 88' (pen)                                                                  |
| 9 de outubro de 2021    | Estádio Algarve                 | Faro/Loulé, Portugal            | Portugal      | 3 - 0     | Catar              | Cristiano Ronaldo 37' Fonte 48' A. Silva 90'                                                             |
| 17 de novembro de 2022  | Estádio José Alvalade           | Lisboa, Portugal                | Portugal      | 4 - 0     | Nigéria            | Bruno Fernandes 9', 35' (pen.) Gonçalo Ramos 82' João Mário 84'                                          |

Nomes em Itálico - Jogadores que marcaram autogolos a favor de Portugal

## Desempenho em competições oficiais
| Campeonatos do Mundo | Campeonatos do Mundo | Campeonatos do Mundo | Campeonatos do Mundo | Campeonatos do Mundo | Campeonatos do Mundo | Campeonatos do Mundo | Campeonatos do Mundo | Campeonatos do Mundo | Campeonatos do Mundo |
| Ano                  | Fase                 | Pos.                 | J                    | V                    | E                    | D                    | GM                   | GS                   |                      |
| -------------------- | -------------------- | -------------------- | -------------------- | -------------------- | -------------------- | -------------------- | -------------------- | -------------------- | -------------------- |
| 1930                 | Não entrou           | Não entrou           | Não entrou           | Não entrou           | Não entrou           | Não entrou           | Não entrou           | Não entrou           |                      |
| 1934                 | Não se qualificou    | Não se qualificou    | Não se qualificou    | Não se qualificou    | Não se qualificou    | Não se qualificou    | Não se qualificou    | Não se qualificou    |                      |
| 1938                 | Não se qualificou    | Não se qualificou    | Não se qualificou    | Não se qualificou    | Não se qualificou    | Não se qualificou    | Não se qualificou    | Não se qualificou    |                      |
| 1950                 | Não se qualificou    | Não se qualificou    | Não se qualificou    | Não se qualificou    | Não se qualificou    | Não se qualificou    | Não se qualificou    | Não se qualificou    |                      |
| 1954                 | Não se qualificou    | Não se qualificou    | Não se qualificou    | Não se qualificou    | Não se qualificou    | Não se qualificou    | Não se qualificou    | Não se qualificou    |                      |
| 1958                 | Não se qualificou    | Não se qualificou    | Não se qualificou    | Não se qualificou    | Não se qualificou    | Não se qualificou    | Não se qualificou    | Não se qualificou    |                      |
| 1962                 | Não se qualificou    | Não se qualificou    | Não se qualificou    | Não se qualificou    | Não se qualificou    | Não se qualificou    | Não se qualificou    | Não se qualificou    |                      |
| 1966                 | Terceiro lugar       | 3º                   | 6                    | 5                    | 0                    | 1                    | 17                   | 8                    |                      |
| 1970                 | Não se qualificou    | Não se qualificou    | Não se qualificou    | Não se qualificou    | Não se qualificou    | Não se qualificou    | Não se qualificou    | Não se qualificou    |                      |
| 1974                 | Não se qualificou    | Não se qualificou    | Não se qualificou    | Não se qualificou    | Não se qualificou    | Não se qualificou    | Não se qualificou    | Não se qualificou    |                      |
| 1978                 | Não se qualificou    | Não se qualificou    | Não se qualificou    | Não se qualificou    | Não se qualificou    | Não se qualificou    | Não se qualificou    | Não se qualificou    |                      |
| 1982                 | Não se qualificou    | Não se qualificou    | Não se qualificou    | Não se qualificou    | Não se qualificou    | Não se qualificou    | Não se qualificou    | Não se qualificou    |                      |
| 1986                 | Primeira fase        | 17º                  | 3                    | 1                    | 0                    | 2                    | 2                    | 4                    |                      |
| 1990                 | Não se qualificou    | Não se qualificou    | Não se qualificou    | Não se qualificou    | Não se qualificou    | Não se qualificou    | Não se qualificou    | Não se qualificou    |                      |
| 1994                 | Não se qualificou    | Não se qualificou    | Não se qualificou    | Não se qualificou    | Não se qualificou    | Não se qualificou    | Não se qualificou    | Não se qualificou    |                      |
| 1998                 | Não se qualificou    | Não se qualificou    | Não se qualificou    | Não se qualificou    | Não se qualificou    | Não se qualificou    | Não se qualificou    | Não se qualificou    |                      |
| 2002                 | Primeira fase        | 21º                  | 3                    | 1                    | 0                    | 2                    | 6                    | 4                    |                      |
| 2006                 | Quarto lugar         | 4º                   | 7                    | 4                    | 1                    | 2                    | 7                    | 5                    |                      |
| 2010                 | Oitavas de final     | 11º                  | 4                    | 1                    | 2                    | 1                    | 7                    | 1                    |                      |
| 2014                 | Primeira fase        | 18º                  | 3                    | 1                    | 1                    | 1                    | 4                    | 7                    |                      |
| 2018                 | Oitavas de final     | 13º                  | 4                    | 1                    | 2                    | 1                    | 6                    | 6                    |                      |
| 2022                 | Quartas de final     | 8º                   | 5                    | 3                    | 0                    | 2                    | 12                   | 6                    |                      |
| 2026                 | A definir            | A definir            | A definir            | A definir            | A definir            | A definir            | A definir            | A definir            |                      |
| 2030                 | A definir            | A definir            | A definir            | A definir            | A definir            | A definir            | A definir            | A definir            |                      |
| 2034                 | A definir            | A definir            | A definir            | A definir            | A definir            | A definir            | A definir            | A definir            |                      |
| Total                | 8/22                 | 0 títulos            | 35                   | 17                   | 6                    | 12                   | 61                   | 41                   |                      |

| Campeonatos Europeus | Campeonatos Europeus | Campeonatos Europeus | Campeonatos Europeus | Campeonatos Europeus | Campeonatos Europeus | Campeonatos Europeus | Campeonatos Europeus |                   |
| Ano                  | Fase                 | J                    | V                    | E                    | D                    | GM                   | GS                   |                   |
| -------------------- | -------------------- | -------------------- | -------------------- | -------------------- | -------------------- | -------------------- | -------------------- | ----------------- |
| 1960                 | Não se qualificou    | Não se qualificou    | Não se qualificou    | Não se qualificou    | Não se qualificou    | Não se qualificou    | Não se qualificou    | Não se qualificou |
| 1964                 | Não se qualificou    | Não se qualificou    | Não se qualificou    | Não se qualificou    | Não se qualificou    | Não se qualificou    | Não se qualificou    | Não se qualificou |
| 1968                 | Não se qualificou    | Não se qualificou    | Não se qualificou    | Não se qualificou    | Não se qualificou    | Não se qualificou    | Não se qualificou    | Não se qualificou |
| 1972                 | Não se qualificou    | Não se qualificou    | Não se qualificou    | Não se qualificou    | Não se qualificou    | Não se qualificou    | Não se qualificou    | Não se qualificou |
| 1976                 | Não se qualificou    | Não se qualificou    | Não se qualificou    | Não se qualificou    | Não se qualificou    | Não se qualificou    | Não se qualificou    | Não se qualificou |
| 1980                 | Não se qualificou    | Não se qualificou    | Não se qualificou    | Não se qualificou    | Não se qualificou    | Não se qualificou    | Não se qualificou    | Não se qualificou |
| 1984                 | Semifinal            | 4                    | 1                    | 2                    | 1                    | 4                    | 4                    |                   |
| 1988                 | Não se qualificou    | Não se qualificou    | Não se qualificou    | Não se qualificou    | Não se qualificou    | Não se qualificou    | Não se qualificou    | Não se qualificou |
| 1992                 | Não se qualificou    | Não se qualificou    | Não se qualificou    | Não se qualificou    | Não se qualificou    | Não se qualificou    | Não se qualificou    | Não se qualificou |
| 1996                 | Quartas de final     | 4                    | 2                    | 1                    | 1                    | 5                    | 2                    |                   |
| 2000                 | Semifinal            | 5                    | 4                    | 0                    | 1                    | 10                   | 4                    |                   |
| 2004                 | Vice-campeão         | 6                    | 3                    | 1                    | 2                    | 8                    | 6                    |                   |
| 2008                 | Quartas de final     | 4                    | 2                    | 0                    | 2                    | 7                    | 6                    |                   |
| 2012                 | Semifinal            | 5                    | 3                    | 1                    | 1                    | 6                    | 4                    |                   |
| 2016                 | Campeão              | 7                    | 3                    | 4                    | 0                    | 9                    | 5                    |                   |
| 2020                 | Oitavas de final     | 4                    | 1                    | 1                    | 2                    | 7                    | 7                    |                   |
| 2024                 | Quartas de final     | 5                    | 2                    | 2                    | 1                    | 5                    | 3                    |                   |
| 2028                 | A definir            | A definir            | A definir            | A definir            | A definir            | A definir            | A definir            | A definir         |
| 2032                 | A definir            | A definir            | A definir            | A definir            | A definir            | A definir            | A definir            | A definir         |
| Total                | 9/17                 | 44                   | 21                   | 12                   | 11                   | 61                   | 41                   |                   |

| Desempenho na Taça das Confederações FIFA | Desempenho na Taça das Confederações FIFA | Desempenho na Taça das Confederações FIFA | Desempenho na Taça das Confederações FIFA | Desempenho na Taça das Confederações FIFA | Desempenho na Taça das Confederações FIFA | Desempenho na Taça das Confederações FIFA | Desempenho na Taça das Confederações FIFA |                   |
| Ano                                       | Fase                                      | J                                         | V                                         | E[i]                                      | D                                         | GP                                        | GC                                        |                   |
| ----------------------------------------- | ----------------------------------------- | ----------------------------------------- | ----------------------------------------- | ----------------------------------------- | ----------------------------------------- | ----------------------------------------- | ----------------------------------------- | ----------------- |
| 1992                                      | Não se qualificou                         | Não se qualificou                         | Não se qualificou                         | Não se qualificou                         | Não se qualificou                         | Não se qualificou                         | Não se qualificou                         | Não se qualificou |
| 1995                                      | Não se qualificou                         | Não se qualificou                         | Não se qualificou                         | Não se qualificou                         | Não se qualificou                         | Não se qualificou                         | Não se qualificou                         | Não se qualificou |
| 1997                                      | Não se qualificou                         | Não se qualificou                         | Não se qualificou                         | Não se qualificou                         | Não se qualificou                         | Não se qualificou                         | Não se qualificou                         | Não se qualificou |
| 1999                                      | Não se qualificou                         | Não se qualificou                         | Não se qualificou                         | Não se qualificou                         | Não se qualificou                         | Não se qualificou                         | Não se qualificou                         | Não se qualificou |
| 2001                                      | Não se qualificou                         | Não se qualificou                         | Não se qualificou                         | Não se qualificou                         | Não se qualificou                         | Não se qualificou                         | Não se qualificou                         | Não se qualificou |
| 2003                                      | Não se qualificou                         | Não se qualificou                         | Não se qualificou                         | Não se qualificou                         | Não se qualificou                         | Não se qualificou                         | Não se qualificou                         | Não se qualificou |
| 2005                                      | Não se qualificou                         | Não se qualificou                         | Não se qualificou                         | Não se qualificou                         | Não se qualificou                         | Não se qualificou                         | Não se qualificou                         | Não se qualificou |
| 2009                                      | Não se qualificou                         | Não se qualificou                         | Não se qualificou                         | Não se qualificou                         | Não se qualificou                         | Não se qualificou                         | Não se qualificou                         | Não se qualificou |
| 2013                                      | Não se qualificou                         | Não se qualificou                         | Não se qualificou                         | Não se qualificou                         | Não se qualificou                         | Não se qualificou                         | Não se qualificou                         | Não se qualificou |
| 2017                                      | Terceiro lugar                            | 5                                         | 3                                         | 2                                         | 0                                         | 9                                         | 3                                         |                   |
| Total                                     | 1/10                                      | 5                                         | 3                                         | 2                                         | 0                                         | 9                                         | 3                                         |                   |

| Desempenho na Liga das Nações da UEFA | Desempenho na Liga das Nações da UEFA | Desempenho na Liga das Nações da UEFA | Desempenho na Liga das Nações da UEFA | Desempenho na Liga das Nações da UEFA | Desempenho na Liga das Nações da UEFA | Desempenho na Liga das Nações da UEFA | Desempenho na Liga das Nações da UEFA | Desempenho na Liga das Nações da UEFA |
| Ano                                   | Divisão                               | Pos.                                  | J                                     | V                                     | E                                     | D                                     | GP                                    | GC                                    |
| ------------------------------------- | ------------------------------------- | ------------------------------------- | ------------------------------------- | ------------------------------------- | ------------------------------------- | ------------------------------------- | ------------------------------------- | ------------------------------------- |
| 2018-19                               | A                                     | Campeão                               | 6                                     | 4                                     | 2                                     | 0                                     | 9                                     | 4                                     |
| 2020-21                               | A                                     | 5º                                    | 6                                     | 4                                     | 1                                     | 1                                     | 12                                    | 4                                     |
| 2022-23                               | A                                     | 6º                                    | 6                                     | 3                                     | 1                                     | 2                                     | 10                                    | 3                                     |
| 2024-25                               | A                                     | Campeão                               | 6                                     | 4                                     | 2                                     | 0                                     | 13                                    | 5                                     |
| Total                                 |                                       | 4/4                                   | 24                                    | 15                                    | 6                                     | 3                                     | 44                                    | 16                                    |

### Jogos Olímpicos
| Desempenho nos Jogos Olímpicos | Desempenho nos Jogos Olímpicos | Desempenho nos Jogos Olímpicos | Desempenho nos Jogos Olímpicos | Desempenho nos Jogos Olímpicos | Desempenho nos Jogos Olímpicos | Desempenho nos Jogos Olímpicos | Desempenho nos Jogos Olímpicos |
| Ano                            | Fase                           | J                              | V                              | E                              | D                              | GP                             | GC                             |
| ------------------------------ | ------------------------------ | ------------------------------ | ------------------------------ | ------------------------------ | ------------------------------ | ------------------------------ | ------------------------------ |
| 1900                           | Não entrou                     | Não entrou                     | Não entrou                     | Não entrou                     | Não entrou                     | Não entrou                     | Não entrou                     |
| 1904                           | Não entrou                     | Não entrou                     | Não entrou                     | Não entrou                     | Não entrou                     | Não entrou                     | Não entrou                     |
| 1908                           | Não entrou                     | Não entrou                     | Não entrou                     | Não entrou                     | Não entrou                     | Não entrou                     | Não entrou                     |
| 1912                           | Não entrou                     | Não entrou                     | Não entrou                     | Não entrou                     | Não entrou                     | Não entrou                     | Não entrou                     |
| 1920                           | Não entrou                     | Não entrou                     | Não entrou                     | Não entrou                     | Não entrou                     | Não entrou                     | Não entrou                     |
| 1924                           | Não entrou                     | Não entrou                     | Não entrou                     | Não entrou                     | Não entrou                     | Não entrou                     | Não entrou                     |
| 1928                           | Quartas de final               | 3                              | 2                              | 0                              | 1                              | 7                              | 5                              |
| 1934                           | Nenhum torneio de futebol      | Nenhum torneio de futebol      | Nenhum torneio de futebol      | Nenhum torneio de futebol      | Nenhum torneio de futebol      | Nenhum torneio de futebol      | Nenhum torneio de futebol      |
| 1936                           | Não entrou                     | Não entrou                     | Não entrou                     | Não entrou                     | Não entrou                     | Não entrou                     | Não entrou                     |
| 1948                           | Não entrou                     | Não entrou                     | Não entrou                     | Não entrou                     | Não entrou                     | Não entrou                     | Não entrou                     |
| 1952                           | Não entrou                     | Não entrou                     | Não entrou                     | Não entrou                     | Não entrou                     | Não entrou                     | Não entrou                     |
| 1956                           | Não entrou                     | Não entrou                     | Não entrou                     | Não entrou                     | Não entrou                     | Não entrou                     | Não entrou                     |
| 1960                           | Não entrou                     | Não entrou                     | Não entrou                     | Não entrou                     | Não entrou                     | Não entrou                     | Não entrou                     |
| 1964                           | Não entrou                     | Não entrou                     | Não entrou                     | Não entrou                     | Não entrou                     | Não entrou                     | Não entrou                     |
| 1968                           | Não entrou                     | Não entrou                     | Não entrou                     | Não entrou                     | Não entrou                     | Não entrou                     | Não entrou                     |
| 1972                           | Não entrou                     | Não entrou                     | Não entrou                     | Não entrou                     | Não entrou                     | Não entrou                     | Não entrou                     |
| 1976                           | Não entrou                     | Não entrou                     | Não entrou                     | Não entrou                     | Não entrou                     | Não entrou                     | Não entrou                     |
| 1980                           | Não entrou                     | Não entrou                     | Não entrou                     | Não entrou                     | Não entrou                     | Não entrou                     | Não entrou                     |
| 1984                           | Não se qualificou              | Não se qualificou              | Não se qualificou              | Não se qualificou              | Não se qualificou              | Não se qualificou              | Não se qualificou              |
| 1988                           | Não se qualificou              | Não se qualificou              | Não se qualificou              | Não se qualificou              | Não se qualificou              | Não se qualificou              | Não se qualificou              |
| 1992                           | Não se qualificou              | Não se qualificou              | Não se qualificou              | Não se qualificou              | Não se qualificou              | Não se qualificou              | Não se qualificou              |
| 1996                           | Quarto lugar                   | 6                              | 2                              | 2                              | 2                              | 6                              | 10                             |
| 2000                           | Não se qualificou              | Não se qualificou              | Não se qualificou              | Não se qualificou              | Não se qualificou              | Não se qualificou              | Não se qualificou              |
| 2004                           | Primeira fase                  | 3                              | 1                              | 0                              | 2                              | 6                              | 9                              |
| 2008                           | Não se qualificou              | Não se qualificou              | Não se qualificou              | Não se qualificou              | Não se qualificou              | Não se qualificou              | Não se qualificou              |
| 2012                           | Não se qualificou              | Não se qualificou              | Não se qualificou              | Não se qualificou              | Não se qualificou              | Não se qualificou              | Não se qualificou              |
| 2016                           | Quartas de final               | 4                              | 2                              | 1                              | 1                              | 5                              | 6                              |
| 2020                           | Não se qualificou              | Não se qualificou              | Não se qualificou              | Não se qualificou              | Não se qualificou              | Não se qualificou              | Não se qualificou              |
| 2024                           | Não se qualificou              | Não se qualificou              | Não se qualificou              | Não se qualificou              | Não se qualificou              | Não se qualificou              | Não se qualificou              |
| 2028                           | A definir                      | A definir                      | A definir                      | A definir                      | A definir                      | A definir                      | A definir                      |
| 2032                           | A definir                      | A definir                      | A definir                      | A definir                      | A definir                      | A definir                      | A definir                      |
| Total                          | 4/27                           | 16                             | 7                              | 3                              | 6                              | 24                             | 30                             |

Legenda - Jogos Olímpicos

## Internacionalizações

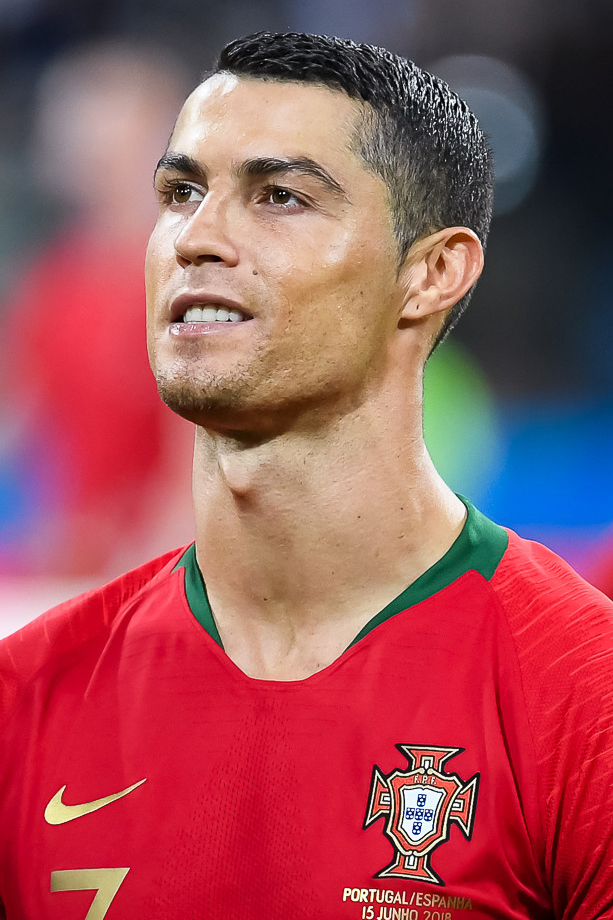
Cristiano Ronaldo, O jogador com mais internalizações, da história da seleção portuguesa e do futebol mundial.

Atualizado a 5 de Junho de 2025.
| #  | Nome              | Jogos | Golos | Primeiro Jogo    | Último jogo   |
| -- | ----------------- | ----- | ----- | ---------------- | ------------- |
| 1  | Cristiano Ronaldo | 221   | 138   | 20 Agosto 2003   | 8 Junho 2025  |
| 2  | João Moutinho     | 146   | 7     | 17 Agosto 2005   | 9 Junho 2022  |
| 3  | Pepe              | 141   | 8     | 21 Novembro 2007 | 5 Julho 2024  |
| 4  | Luís Figo         | 127   | 32    | 12 Outubro 1991  | 8 Julho 2006  |
| 5  | Nani              | 112   | 24    | 1 Setembro 2006  | 2 Julho 2017  |
| 6  | Fernando Couto    | 110   | 8     | 19 Dezembro 1990 | 30 Junho 2004 |
| 7  | Rui Patrício      | 108   | 0     | 17 Novembro 2010 | 21 Março 2024 |
| 8  | Bernardo Silva    | 102   | 13    | 31 Março 2015    | 8 Junho 2025  |
| 9  | Bruno Alves       | 96    | 11    | 5 Junho 2007     | 7 Junho 2018  |
| 10 | Rui Costa         | 94    | 26    | 31 Março 1993    | 4 Julho 2004  |

Legenda:
- Negrito – jogadores ativos.

## Melhores marcadores

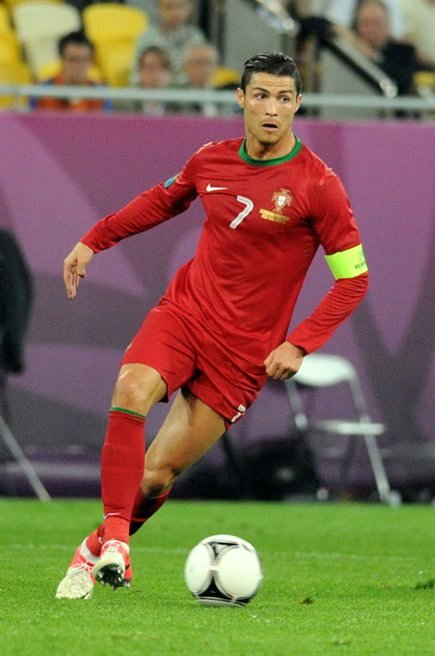
Cristiano Ronaldo, O melhor marcador da história da seleção portuguesa e do futebol mundial.

Atualizado a 5 de Junho de 2025.
| #  | Nome              | Golos | Jogos | Anos na seleção |
| -- | ----------------- | ----- | ----- | --------------- |
| 1  | Cristiano Ronaldo | 138   | 221   | 2003–atualidade |
| 2  | Pauleta           | 47    | 88    | 1997-2006       |
| 3  | Eusébio           | 41    | 64    | 1961–1973       |
| 4  | Luís Figo         | 32    | 127   | 1991–2006       |
| 5  | Nuno Gomes        | 29    | 79    | 1996–2011       |
| 6  | Hélder Postiga    | 27    | 71    | 2003–2014       |
| 7  | Rui Costa         | 26    | 94    | 1993–2004       |
| 8  | Nani              | 24    | 112   | 2006–2017       |
| 9  | João Vieira Pinto | 23    | 81    | 1991–2002       |
| 10 | Nené              | 22    | 66    | 1971–1984       |
| 10 | Simão Sabrosa     | 22    | 85    | 1998–2010       |

Legenda:
- Negrito – jogadores ativos.

## Equipamento

### Equipamento atual
- 1º - Camisa vermelha, calção verde e meias vermelhas;
- 2º - Camisa branca, calção e meias brancas.

| 1º Uniforme | 2º Uniforme |

### Equipamento dos guarda-redes
- Camisa verde, calções e meias verdes;
- Camisa cinza, calção e meias cinzas;
- Camisa amarela, calções e meias amarelas.

| Cores do Time · Cores do Time · Cores do Time · Cores do Time · Cores do Time | Cores do Time · Cores do Time · Cores do Time · Cores do Time · Cores do Time | Cores do Time · Cores do Time · Cores do Time · Cores do Time · Cores do Time |

### Equipamento de treino
- Camisa verde, calção verde e meias brancas;
- Camisa verde claro, calção e meias verdes;
- Camisa branca, calção verde e meias brancas.

| Jogadores | Goleiros | C. Técnica |

### Equipamentos anteriores
| 1966 Primeiro | 1966 Segundo | 1984 | 1986 | 1996 Primeiro | 1996 Segundo |  |

| 1998 Primeiro | 1998 Segundo | 2000 Primeiro | 2000 Segundo | 2002 Primeiro | 2002 Segundo |  |

| 2004 Primeiro | 2004 Segundo | 2006 Primeiro | 2006 Segundo | 2008 Primeiro | 2008 Segundo |  |

| 2010 Primeiro | 2010 Segundo | 2012 Primeiro | 2012 Segundo | 2013 Segundo | 2015 Segundo |  |

| 2014 Primeiro | 2014 Segundo | 2016 Primeiro | 2016 Segundo | 2017 Segundo | 2018 Primeiro | 2018 Segundo |  |

| 2020 Primeiro | 2020 Segundo | 2022 Primeiro | 2022 Segundo | 2024 Primeiro | 2024 Segundo |

### Material desportivo
| Período   | Fornecedor desportivo oficial |
| --------- | ----------------------------- |
| 1920–1976 | Nenhum                        |
| 1976–1994 | Adidas                        |
| 1994–1996 | Olympic sportswear            |
| 1997–2024 | Nike                          |
| 2025–     | Puma                          |

## Títulos

### Títulos oficiais
| CONTINENTAIS | CONTINENTAIS            | CONTINENTAIS | CONTINENTAIS      |
|              | Competição              | Títulos      | Ano               |
| ------------ | ----------------------- | ------------ | ----------------- |
|              | Eurocopa da UEFA        | 1            | 2016              |
|              | Liga das Nações da UEFA | 2            | 2018–19 e 2024–25 |

### Eventos Multidesportivos
| Eventos Multidesportivos | Eventos Multidesportivos | Eventos Multidesportivos | Eventos Multidesportivos |
|                          | Competição               | Títulos                  | Ano                      |
| ------------------------ | ------------------------ | ------------------------ | ------------------------ |
|                          | Jogos da Lusofonia       | 1                        | 2006                     |
|                          | Jogos da Lusofonia       | 1                        | 2009                     |
|                          | Jogos da CPLP            | 3                        | 2012, 2014 e 2016        |

Jogos Olímpicos: 1984, 1988, 1996, 2008 e 2020
 Campeão Invicto

### Títulos não-revelados
| Torneios amigáveis | Torneios amigáveis              | Torneios amigáveis | Torneios amigáveis |
|                    | Competição                      | Títulos            | Ano                |
| ------------------ | ------------------------------- | ------------------ | ------------------ |
| França             | Torneio Internacional de Toulon | 3                  | 1992, 2001 e 2003  |
| Canadá             | SkyDome Cup                     | 1                  | 1995               |

### Cronologia dos Títulos
| Sede     | Torneio         | Ano     | N.º |
| -------- | --------------- | ------- | --- |
| França   | Europeu         | 2016    | 1.º |
| Portugal | Liga das Nações | 2018–19 | 2.º |
| Alemanha | Liga das Nações | 2024–25 | 3.º |

## Resultados
| Seleção Principal                    | Seleção Principal                      | Seleção Principal                                  | Seleção Principal    | Seleção Principal    |
| Torneio                              | Campeão                                | Vice-campeão                                       | Terceiro             | Quarto               |
| ------------------------------------ | -------------------------------------- | -------------------------------------------------- | -------------------- | -------------------- |
| Mundial                              |                                        |                                                    | 1 (1966)             | 1 (2006)             |
| Taça das Confederações               |                                        |                                                    | 1 (2017)             |                      |
| Campeonato Europeu                   | 1 (2016)                               | 1 (2004)                                           | 3 (1984, 2000, 2012) |                      |
| Liga das Nações da UEFA              | 2 (2018-19, 2024–25)                   |                                                    |                      |                      |
| Seleção de Base                      |                                        |                                                    |                      |                      |
| Torneio                              | Campeão                                | Vice-campeão                                       | Terceiro             | Quarto               |
| Campeonato Mundial Sub-20            | 2 (1989, 1991)                         | 1 (2011)                                           | 1 (1995)             |                      |
| Campeonato Mundial Sub-17            |                                        |                                                    | 1 (1989)             |                      |
| Campeonato Europeu de Futebol Sub-21 |                                        | 2 (1994, 2015 )                                    |                      |                      |
| Campeonato Europeu de Futebol Sub-19 | 4 (1961, 1994, 1999, 2018)             | 8 (1971, 1988, 1990, 1992, 1997, 2003, 2014, 2017) |                      |                      |
| Campeonato Europeu de Futebol Sub-17 | 6 (1989, 1995, 1996, 2000, 2003, 2016) | 1 (1988)                                           | 1 (2004)             | 3 (1990, 1992, 1998) |